# Senegal
Senegal, cuyo nombre oficial es República del Senegal (en francés: République du Sénégal), es un estado soberano de África Occidental cuya forma de gobierno es la república semipresidencialista. Su territorio está organizado en catorce regiones.
Debe su nombre al río Senegal, que marca la frontera este y norte del país. Senegal limita con el océano Atlántico al oeste, con Mauritania al norte, con Malí al este, y con Guinea y Guinea-Bisáu al sur. Gambia forma un enclave virtual dentro de Senegal, siguiendo el río Gambia durante más de 300 km tierra adentro. Las islas de Cabo Verde se encuentran a 560 km mar adentro, frente a la costa senegalesa. La población del país se estima en aproximadamente 16 millones de personas. El clima es tropical con dos estaciones, una seca y otra lluviosa.
Dakar, la capital de Senegal, se ubica en el punto más occidental del país, en la península de Cabo Verde. Durante los siglos XVII y XVIII, numerosos puestos comerciales pertenecientes a diferentes potencias coloniales se establecieron en la costa. La ciudad de St. Louis se convirtió en esa época en la capital del África Occidental Francesa antes de que se mudara a Dakar en 1902. Dakar se convirtió posteriormente en su capital en 1960 en el momento de la independencia de Francia.

## Toponimia
El país recibe su nombre del río Senegal, cuya etimología es discutida. Una teoría popular, propuesta por David Boilat en 1853, afirma que deriva de la expresión wólof sunu gaal, que significa "nuestra canoa", resultado de la dificultad para comunicarse entre los marineros portugueses del siglo XV y los pescadores wólof. Los historiadores modernos creen que el nombre hace referencia, probablemente, a la etnia bereber de los zenaga, quienes vivieron en la orilla norte del río. Una teoría que compite con las anteriores afirma que el nombre deriva de la ciudad medieval de "Sanghana" (también conocida como Isenghan, Asengan o Singhanah), descrita por el geógrafo árabe al-Bakri en 1068 como localizada en la boca del río. A pesar de todo lo anterior, la teoría de "nuestra canoa" ha sido popularmente abrazada en Senegal moderno por su aire caluroso y su utilidad en los llamamientos a la solidaridad nacional (por ejemplo, "estamos todos en la misma canoa") hace que se oiga con frecuencia en los medios de comunicación.
Algunos serer del sur creen que el nombre del río deriva, originalmente, de la unión de los términos serer "Sene" (de Roge Sene, deidad suprema de la religión serer) y "O Gal" (que significa "cuerpo de agua").

## Historia

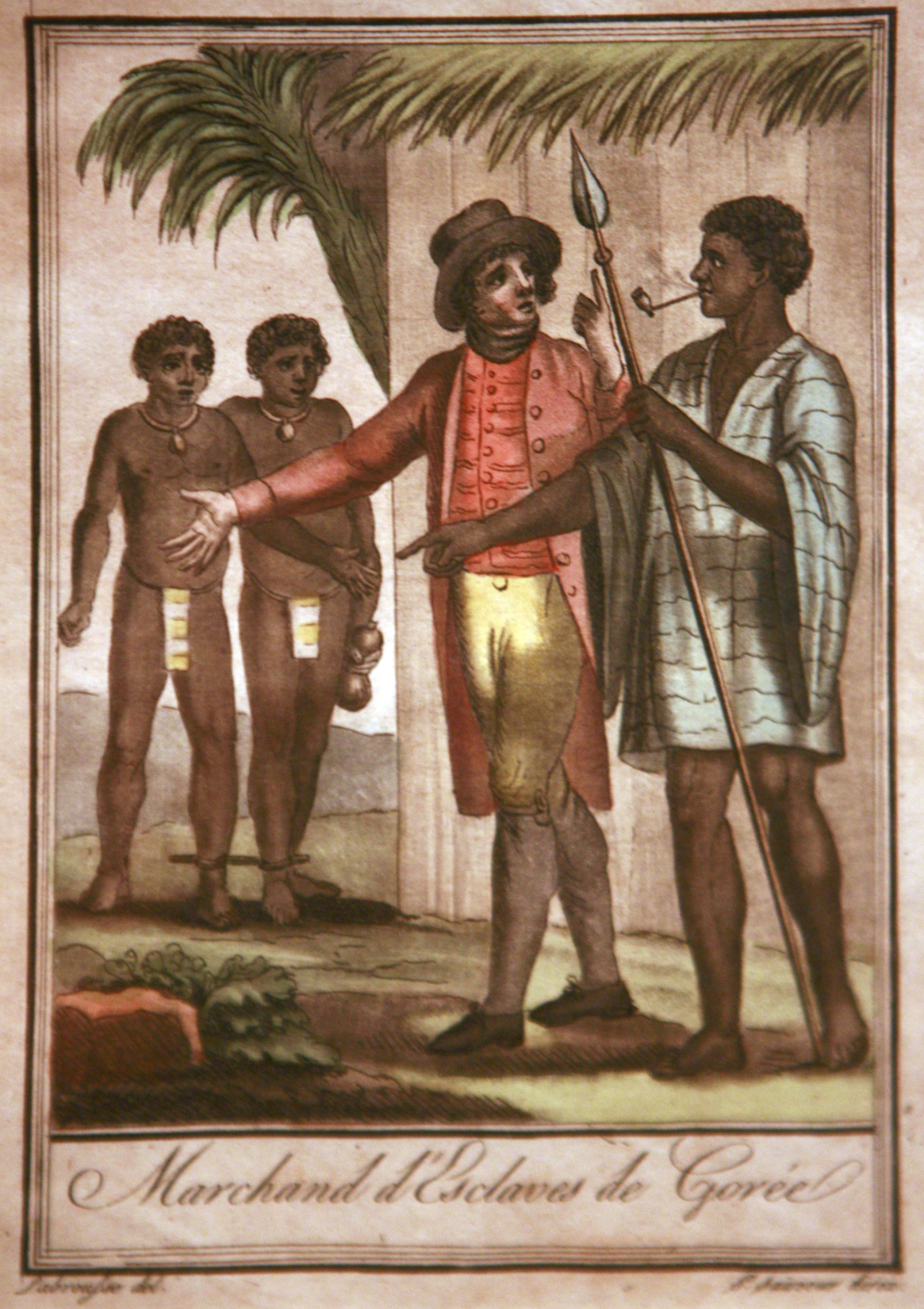
Comerciantes de esclavos en Gorea, en el.

### Prehistoria
Hallazgos arqueológicos por toda el área indican que Senegal estuvo habitado en tiempos prehistóricos. 
La prehistoria y la protohistoria de Senegal se asocian sobre todo a los círculos megalíticos de Senegambia o a los túmulos artificiales de conchas, como los de la isla de Fadiouth.
En la península de Cabo Verde se han descubierto bifaces con forma de almendra del Paleolítico inferior, así como otros objetos de piedra más elaborados (hachas, raspadores) en la región de Rufisque y a lo largo de los ríos del este de Senegal.
En el Neolítico, las herramientas se diversifican y aparece la cerámica. Las excavaciones en las regiones costeras han desenterrado restos de cocina que atestiguan una importante población de pescadores y comerciantes (Khant marigot en el delta, desembocadura del Saloum).
La metalurgia se desarrolló durante el periodo protohistórico (I milenio a. C.), cuando se hallaron tumbas en forma de túmulo. En el centro del país, extendiéndose hasta la actual Gambia, hay una serie de círculos de megalitos que cubren un área de 100 km por 250 km. Este tipo de alineación también se encuentra en el noreste de la República Centroafricana.

### Primeros Reinos
Los Toucouleurs fundaron el Tekrour, el Reino de Namandirou y después el Djolof, con lejanos vínculos con el Imperio de Ghana. Entre los diversos reinos, el más poderoso en el siglo XIV era el Imperio de Djolof, que incluía Cayor, Baol, los reinos Serer de Sine y Saloum, Waalo, Fouta-Toro y Bambouk. En el sur del país se encontraba el estado de Kaabu, seguido de Fouladou.
Djolof era un imperio fundado por Ndiadiane Ndiaye, el primer bourba (rey) de Djolof. Había sido elegido jefe de lo que se convertiría en el reino de Oualo, en el noroeste del actual Senegal, en la región del río. Reunió a todas las poblaciones de etnia wolof para fundar este imperio en el siglo XIII. El imperio se derrumbó en 1549 con la muerte del último emperador de Djolof, Lélé Fouli Fak, asesinado por Amary Ngoné Sobel Fall, entonces jefe de la región de Cayor.
El Islam fue introducido en Senegal entre los siglos VIII y IX por comerciantes árabes-bereberes. Difundieron la religión pacíficamente y convirtieron a los toucouleurs, que a su vez la extendieron por todo Senegal. Más tarde, en el siglo XI, los almorávides, ayudados por los toucouleurs, intentaron islamizar a los grupos religiosos tradicionales mediante la yihad. Este fue uno de los motivos de la emigración de los sereres al Sine Saloum, y de los wolof, peuls y mandingas, que se concentraron en el Tekrour. 

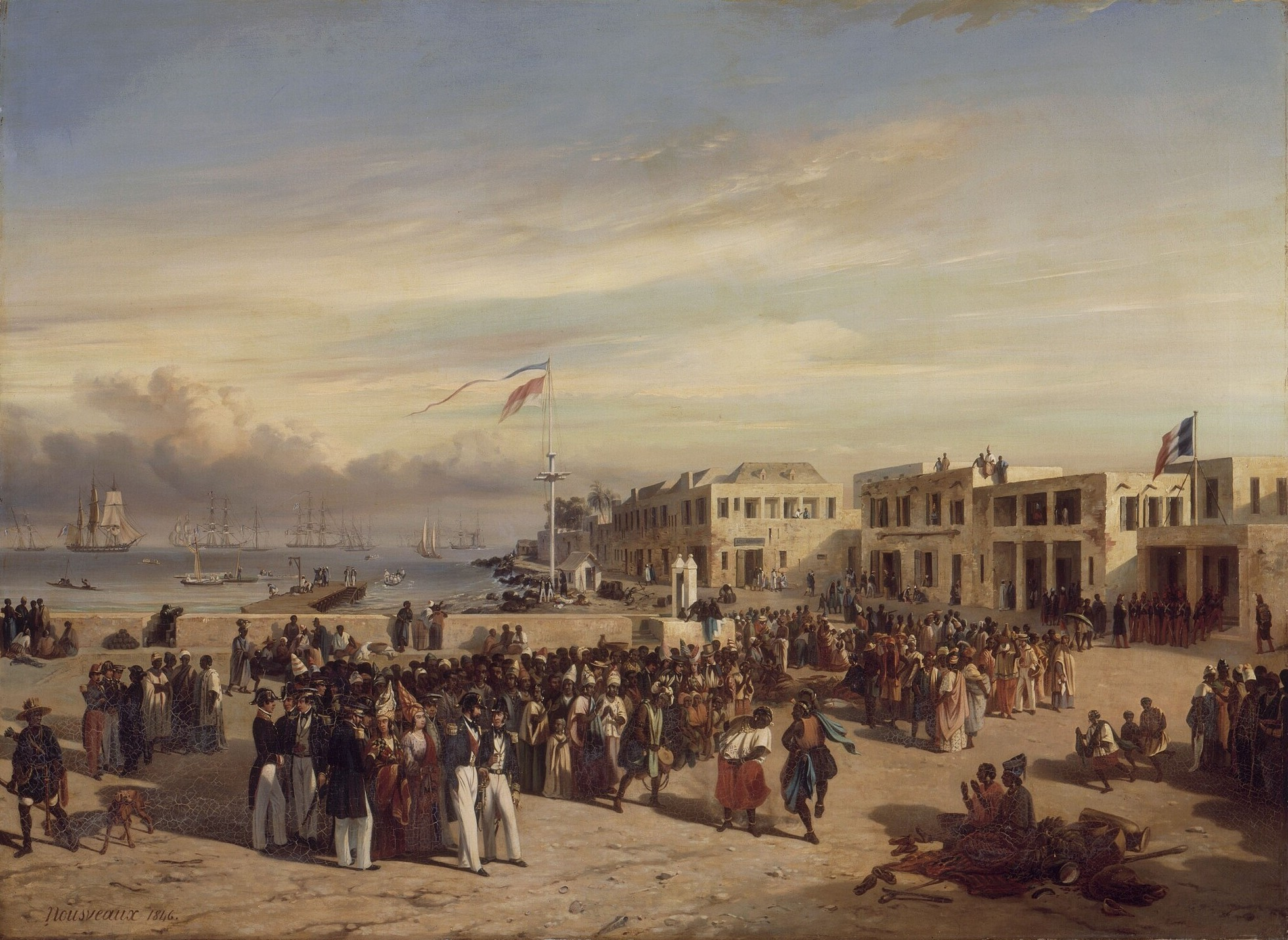
Isla de Gorea, 1842

Una leyenda popular, cantada por los griots e ilustrada por el poeta-presidente Senghor, vincula el linaje del primer Bourba Djolof Ndiadiane Ndiaye a la dinastía almorávide (fundadora de Marrakech y responsable del ataque rechazado por el famoso «Cid»). El Islam se extendió muy pronto en el imperio de Djolof. Pero no fue hasta el siglo XIX cuando realmente se extendió a toda la población, de forma pacífica, gracias a los morabitos y sus cofradías, como El Hadji Malick Sy por la tijaniyya o Ahmadou Bamba, fundador de la cofradía Mouride, que asombraron a la población con su erudición y sus milagros. También fue una forma de unirse y protegerse contra los estragos de los reinos en el siglo XIX (yihads repetidas, colonización forzosa).

### Desde elSigloXVI
En el XII hasta el XIV, el área estuvo bajo la influencia de los imperios mandingas del Este; el Imperio jolof de Senegal también fue fundado durante este tiempo. En el siglo XVI, el Imperio jolof se dividió en cuatro reinos competidores: los Jolof, Waalo, Cayor y Baol.
Varias potencias europeas (Portugal, los Países Bajos, e Inglaterra) compitieron por el comercio en esa área desde el siglo XV, hasta que en 1677, Francia terminó con la posesión de lo que se había convertido en un importante punto de partida del comercio de esclavos (la isla de Gorea, cercana a Dakar). Solo a partir de los años 1850, los franceses, bajo el gobernador Louis Faidherbe, comenzaron a expandirse por el propio territorio senegalés.
El 1 de diciembre de 1944, el ejército francés masacró a varios centenares de tiradores senegaleses en Thiaroye, en las afueras de Dakar, que reclamaban su paga. Durante mucho tiempo, Francia reconoció treinta y cinco muertos. Aunque el presidente François Hollande mencionó al menos el doble en un discurso pronunciado en noviembre de 2014, los historiadores estiman que el número de víctimas oscila entre trescientas y cuatrocientas.

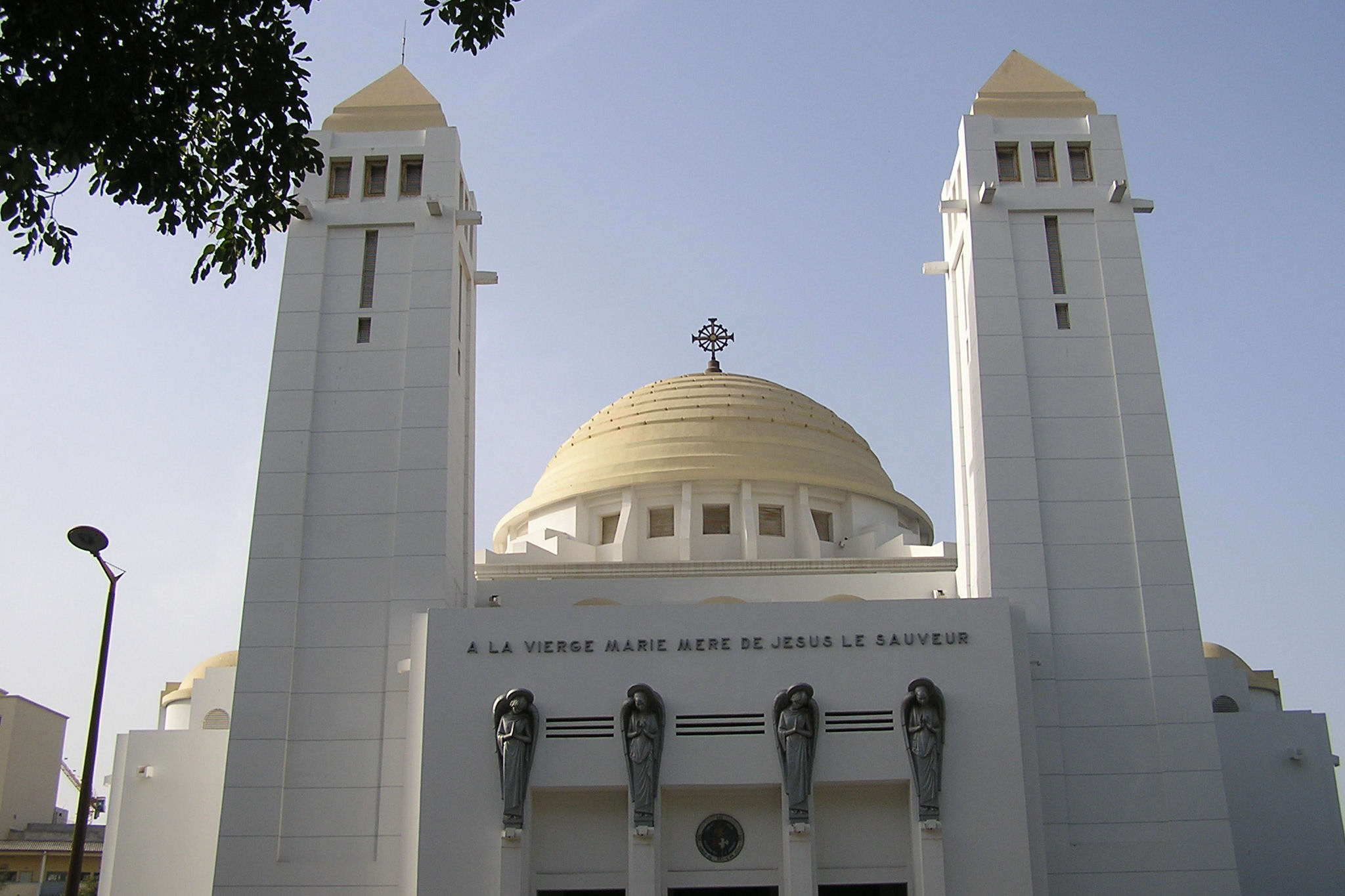
La Catedral de Nuestra Señora de las Victorias fue concluida por los franceses en 1936 en su fachada tiene una inscripción en francés que dice (Dedicada) a la Virgen María Madre de Jesús

En enero de 1959, Senegal y el Sudán francés se unieron para formar la Federación de Malí, que se convirtió en una nación totalmente independiente el 20 de junio de 1960, como resultado de la independencia y el acuerdo de transferencia de poder firmado con Francia el 4 de abril de 1960. Debido a dificultades políticas internas, la Federación se disolvió el 20 de agosto de 1960. Senegal y Sudán (renombrado como la República de Malí) proclamaron su independencia. Léopold Senghor, un conocido poeta internacional de la negritud, político y estadista, fue elegido como primer presidente de Senegal en agosto de 1960.
Después de la disolución de la Federación de Malí, el presidente Senghor y el primer ministro Mamadou Dia gobernaron juntos bajo un sistema parlamentario. En diciembre de 1962, su rivalidad política propició un intento de golpe de Estado por parte del primer ministro. El golpe fue reducido sin derramamiento de sangre, y Dia fue arrestado y encarcelado. Senegal adoptó una nueva constitución que consolidó el poder del presidente. En 1980, el presidente Senghor se retiró de la política y transfirió el cargo a su sucesor elegido a dedo, Abdou Diouf, en 1981.
Senegal se unió con Gambia para formar la Confederación de Senegambia el 1 de febrero de 1982. Sin embargo, la integración imaginada de los dos países nunca se llevó a cabo, y la unión fue disuelta en 1989. A pesar de diálogos de paz, un grupo separatista del sur, en la región de Casamanza, se ha enfrentado esporádicamente con las fuerzas gubernamentales desde 1982. Senegal tiene una larga historia de participación en el mantenimiento de la paz internacional.
Abdou Diouf fue el presidente entre 1981 y 2000. Fomentó una más que amplia participación política, redujo la intervención del gobierno en la economía, y amplió los compromisos diplomáticos de Senegal, particularmente con otras naciones en desarrollo. La política interna a veces se desbordó en violencia callejera, tensiones en las fronteras, y un movimiento separatista violento en la región del sur de Casamanza. No obstante, el compromiso de Senegal con la democracia y los derechos humanos se ha consolidado con el tiempo. Diouf sirvió cuatro mandatos como presidente. En la elección presidencial de 2000, fue derrotado en elecciones democráticas por el líder de la oposición, Abdoulaye Wade. Senegal experimentó su segunda transición pacífica al poder, y la primera de un partido político a otro.
El 30 de diciembre de 2004, el presidente Abdoulaye Wade anunció que firmaría un tratado de paz con dos facciones separatistas del Movimiento de las Fuerzas Democráticas de Casamanza (MFDC), en la región de Casamanza.

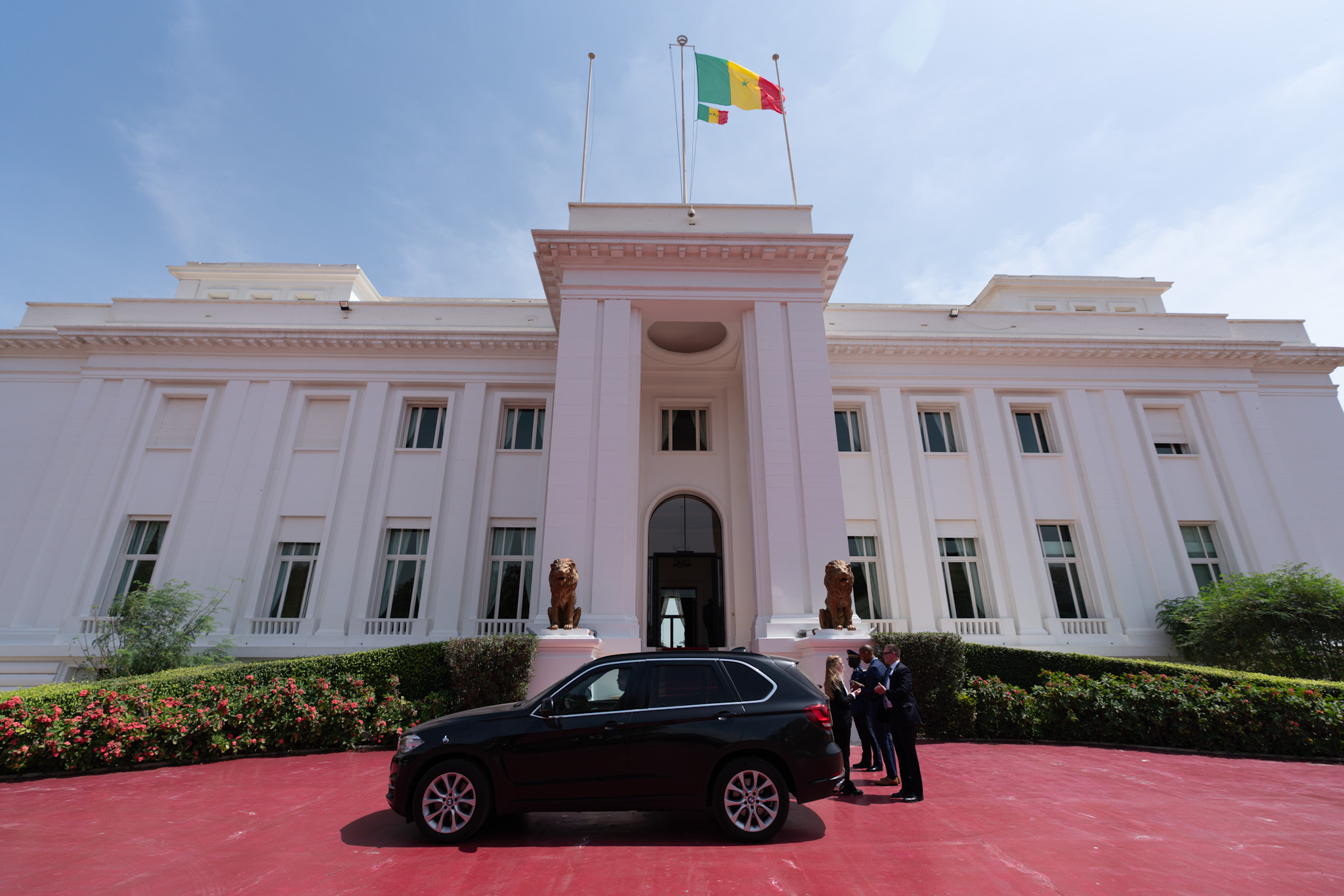
Palacio de la República, sede del gobierno senegalés

## Gobierno y política
Senegal es una república presidencial. Su presidente es elegido cada cinco años desde 2001, año en que Mame Madior Boye fue la primera mujer en acceder al cargo de primera ministra de Senegal, previamente siendo elegido cada siete, por voto adulto. El actual presidente es Bassirou Diomaye Faye, elegido en marzo de 2024.
Senegal tiene más de 80 partidos políticos. El Parlamento bicameral está formado por la Asamblea Nacional, que cuenta con 120 asientos, y el Senado, que dispone de 100 asientos y fue reinstaurado en 2007. En Senegal, existe también un sistema judicial independiente. Las altas instancias de justicia nacionales son el Consejo Constitucional y la Corte de Justicia, siendo sus miembros nombrados por el presidente.

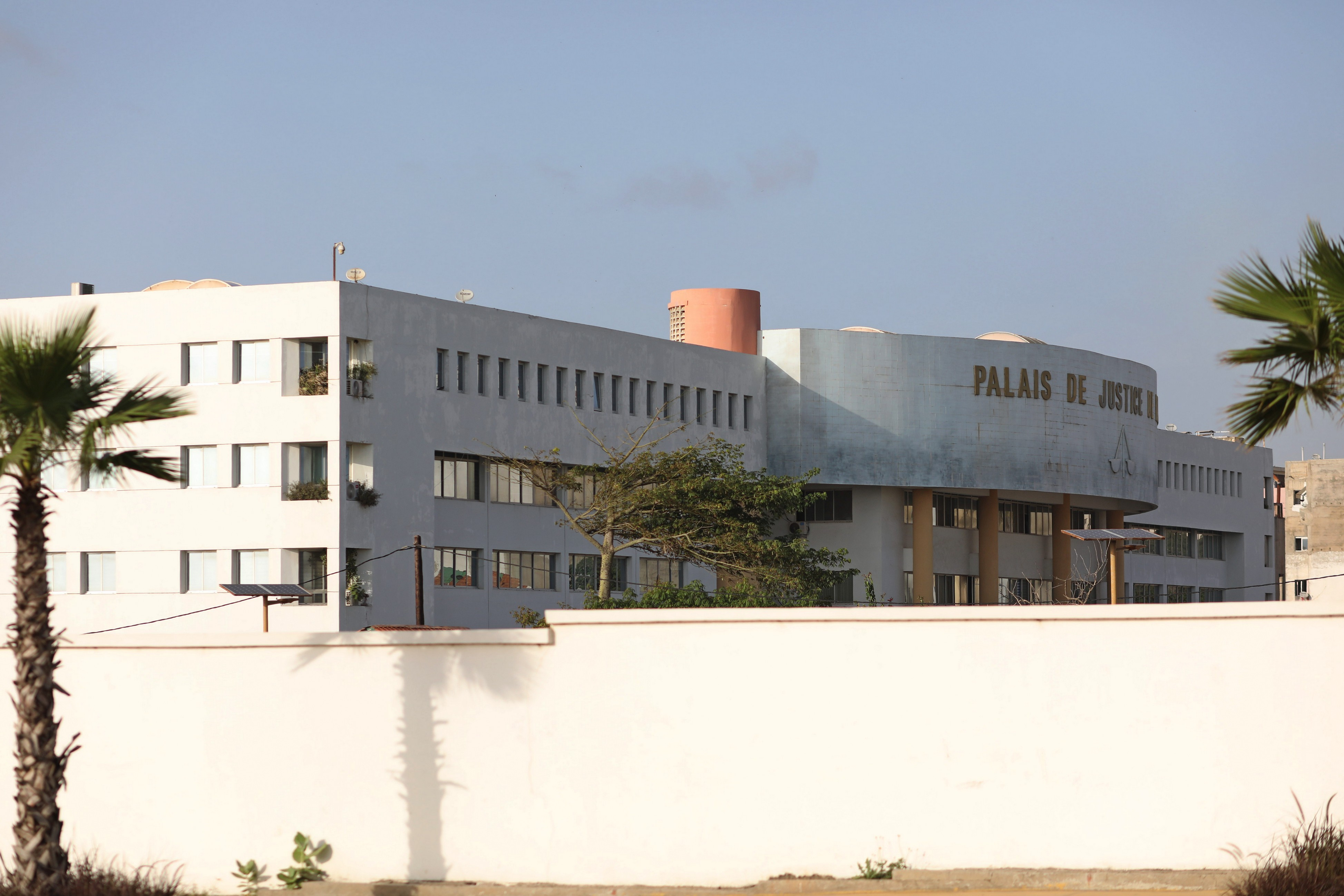
Palacio de Justicia en Dakar

Senegal funciona democráticamente, siendo reconocido como uno de los países con la cultura democrática más exitosa y arraigada de África. [cita requerida] Los administradores locales son nombrados por el presidente y son responsables ante él. Los morabitos, líderes religiosos de las diferentes cofradías musulmanas de Senegal, también tienen una cierta influencia política en el país, especialmente durante la presidencia de Wade. En 2009, no obstante, Freedom House rebajó el estatus político de Senegal desde «libre» hasta «parcialmente libre», como consecuencia del aumento de la concentración del poder en el ejecutivo.

En 2008, Senegal terminó en la 12.ª posición del Ibrahim Index of African Governance. El Ibrahim Index es un indicador comprensivo de la gobernanza en África, basado en un número de diferentes variables que reflejan el éxito con que cada gobierno provee de bienes políticos básicos a sus ciudadanos. En 2010, Senegal estaba en el puesto 15.º del índice.

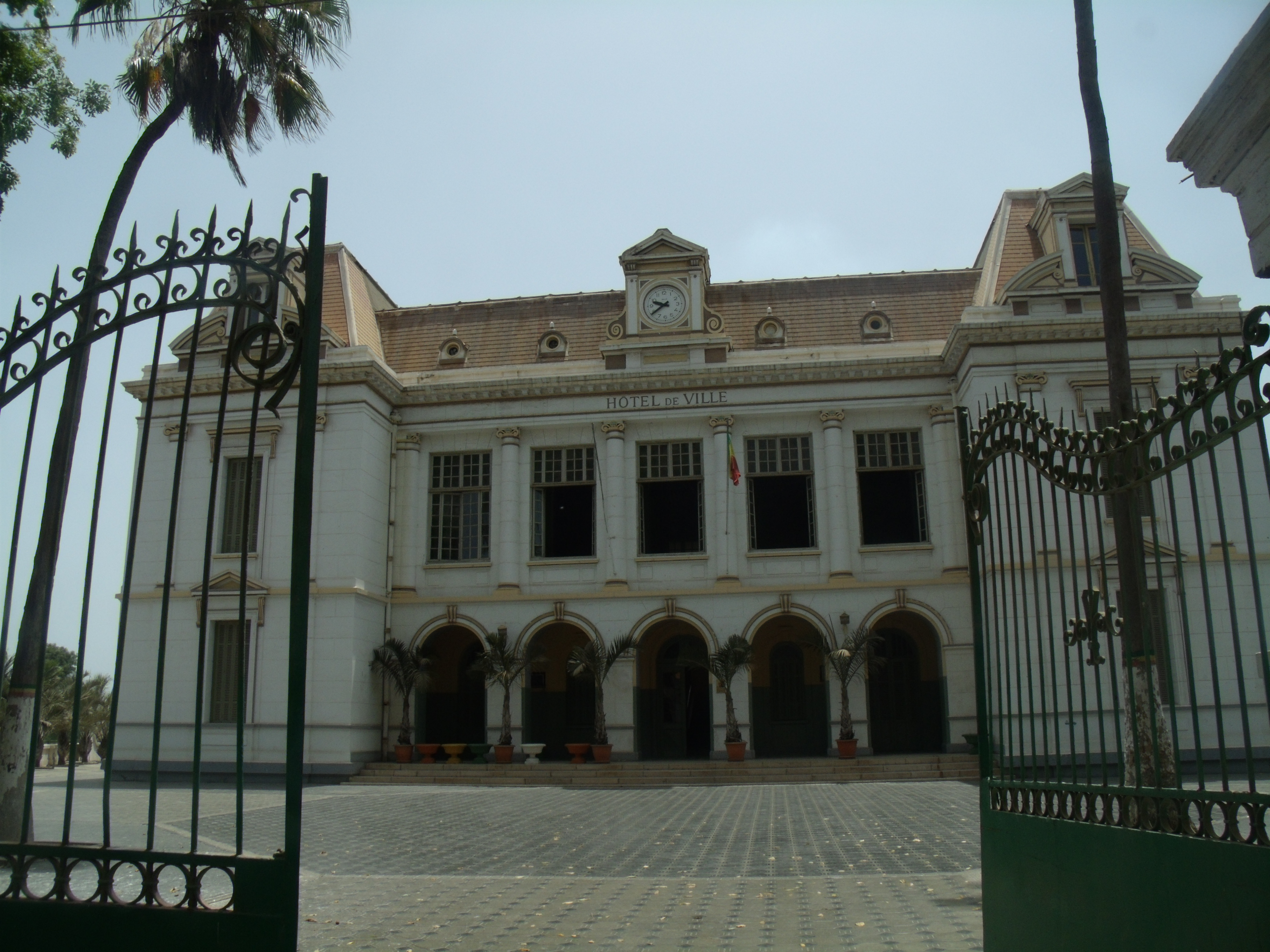
Sede del Ayuntamiento o Alcaldía de Dakar, la capital de Senegal

En 2012, Senegal organizó elecciones presidenciales, unos comicios controvertidos como consecuencia de la candidatura de dudosa legitimidad del presidente Abdoulaye Wade. Finalmente, de las elecciones resultó victorioso Macky Sall, y Wade aceptó su derrota. Este resultado pacífico y democrático fue saludado por numerosos observadores internacionales —como la UE— como una muestra de «madurez». En 2013, Aminata Touré fue la primera ministra de Senegal hasta 2014.

### Política Exterior
Senegal ocupa un lugar destacado en muchas organizaciones internacionales y fue miembro del Consejo de Seguridad de la ONU en 1988-89 y 2015-2016. Fue elegido miembro de la Comisión de Derechos Humanos de la ONU en 1997. Amigable con Occidente, especialmente con Estados Unidos, Senegal ha abogado enérgicamente por una mayor ayuda de los países desarrollados al Tercer Mundo. La ministra de Asuntos Exteriores de Senegal es Aïssata Tall Sall. Tomó posesión de su cargo en noviembre de 2020.

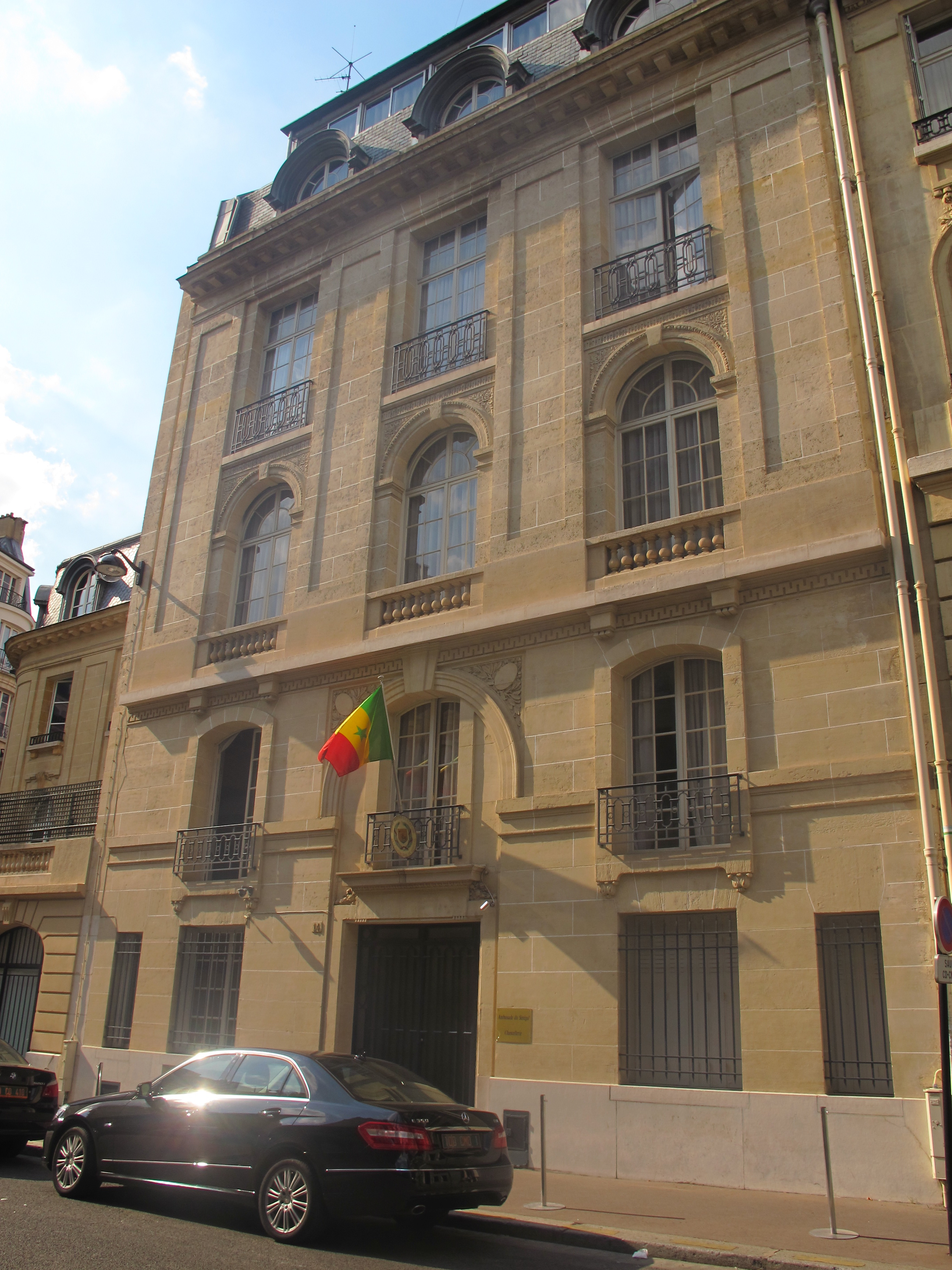
Embajada de Senegal en París, Francia

Históricamente, Senegal ha estado cerca de Francia, su antiguo colonizador, pero esto había causado una gran tensión con algunos sectores políticos y fue una de las razones por las que el expresidente Macky Sall perdió apoyo. Los senegaleses se quejaban a menudo de que Sall otorgaba sistemáticamente a las empresas francesas contratos prioritarios para extraer los recursos naturales de Senegal, en lugar de dar los contratos a quien ofreciera a Senegal el mejor trato. También creían que Francia estaba presionando a Macky Sall para que se presentara a un tercer mandato inconstitucional. Tras debatir durante meses si presentarse por tercera vez, Sall no lo hizo.
Senegal mantiene relaciones cordiales con sus vecinos. A pesar de los claros avances en otras cuestiones con Mauritania (seguridad fronteriza, gestión de recursos, integración económica, etc.), se calcula que unos 35.000 refugiados mauritanos (de los aproximadamente 40.000 que fueron expulsados de su país de origen en 1989) permanecen en Senegal.
Senegal está bien integrado en los principales organismos de la comunidad internacional, como la Comunidad Económica de los Estados de África Occidental (CEDEAO), la Unión Africana (UA) y la Comunidad de Estados Sahelosaharianos.
Senegal está considerada en la escena internacional como una de las democracias más estables de África como resultado de tres transiciones de poder pacíficas desde 1960 (Banco Mundial). La política senegalesa se basa principalmente en sus vecinos inmediatos, el resto de África, el mundo árabe y otros estados musulmanes, y las democracias occidentales  y gira en torno a Mauritania, Malí, Guinea, Guinea-Bissau y Gambia . Una fuente de conflicto entre Senegal y las naciones de su entorno ha sido la gestión y el desarrollo de los recursos fronterizos compartidos.

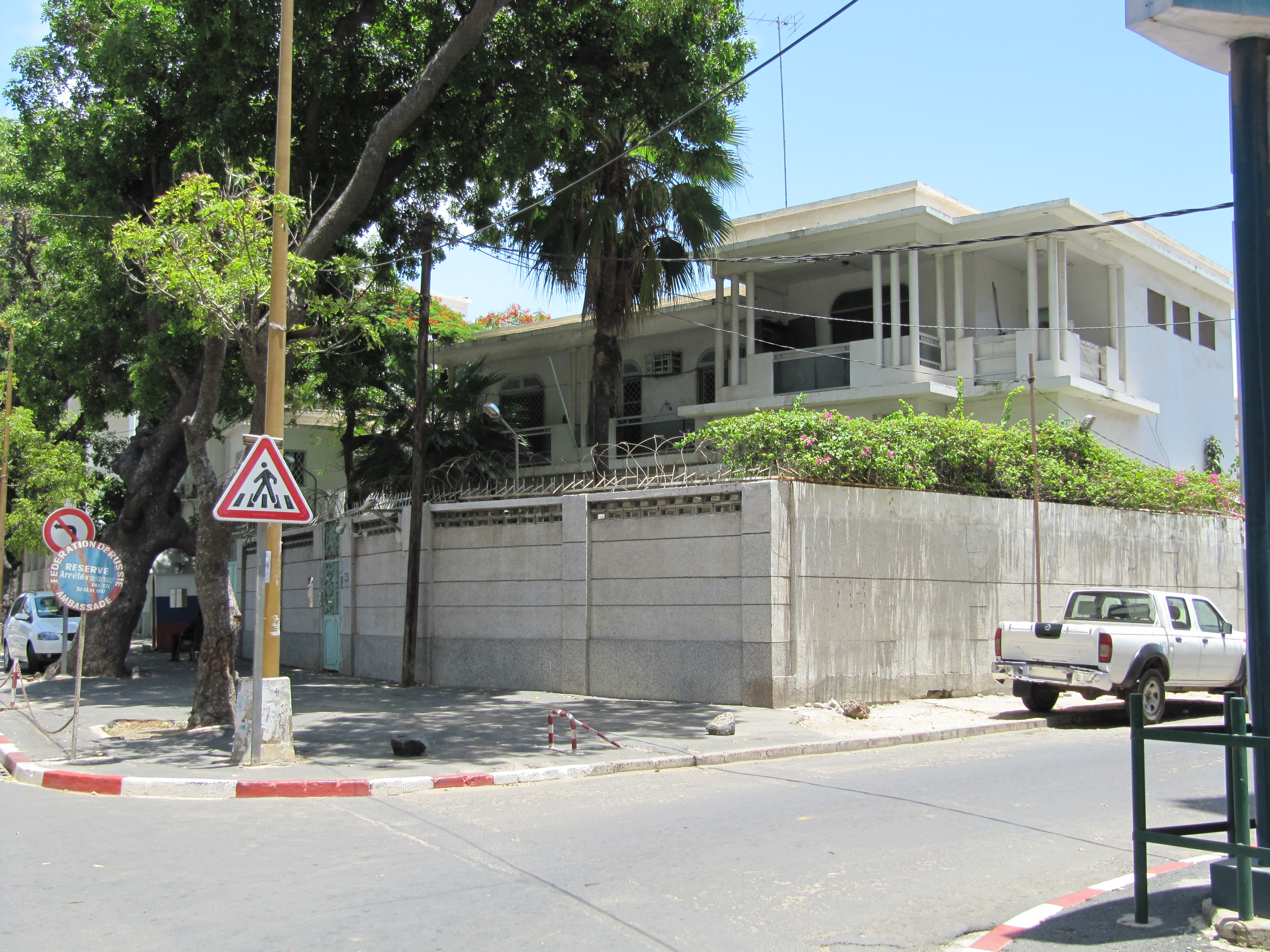
Consulado de Rusia en Dakar

La política exterior senegalesa también gira en torno a la implicación de Senegal en los asuntos internos de otras naciones africanas y el deseo de asumir y establecer un papel de liderazgo en una miríada de organizaciones comprometidas con la promoción de la integración regional y la unidad africana. Los compromisos internacionales son un aspecto distintivo de la política exterior senegalesa e incluyen acuerdos con organizaciones internacionales que operan en Senegal y con miembros de organizaciones estatales a las que pertenece Senegal. Una resolución obligatoria por mandato de las Naciones Unidas o un decreto de la Comunidad Económica de Estados de África Occidental (CEDEAO) pueden constituir un compromiso internacional de Senegal.
En la actualidad, la política exterior senegalesa se caracteriza por un nacionalismo alimentado por el lugar que Senegal ocupó en su día dentro de la colonia francesa y por una cultura tradicional. De este modo, constituye un sentimiento de superioridad regional en lo que respecta al ámbito de la integración regional. Los treinta y cinco años de gobierno democrático ininterrumpido en Senegal también han sido un factor clave en la política exterior senegalesa.Más del setenta por ciento de la población depende de la agricultura para su estabilidad económica y la mayor parte de los ingresos económicos de Senegal proceden de la exportación de cacahuetes.
Por ello, Senegal trabaja actualmente en la transformación estructural de su economía mediante la aplicación de una forma de diplomacia económica para reforzar la estabilidad regional y conquistar mercados extranjeros. Senegal desempeña un papel activo en organizaciones internacionales como el Consejo de Seguridad de las Naciones Unidas, la Comunidad Económica de los Estados de África Occidental (CEDEAO), la Nepad y la Organización de Cooperación Islámica o la Organización Internacional de la Francofonía (WorldBank).

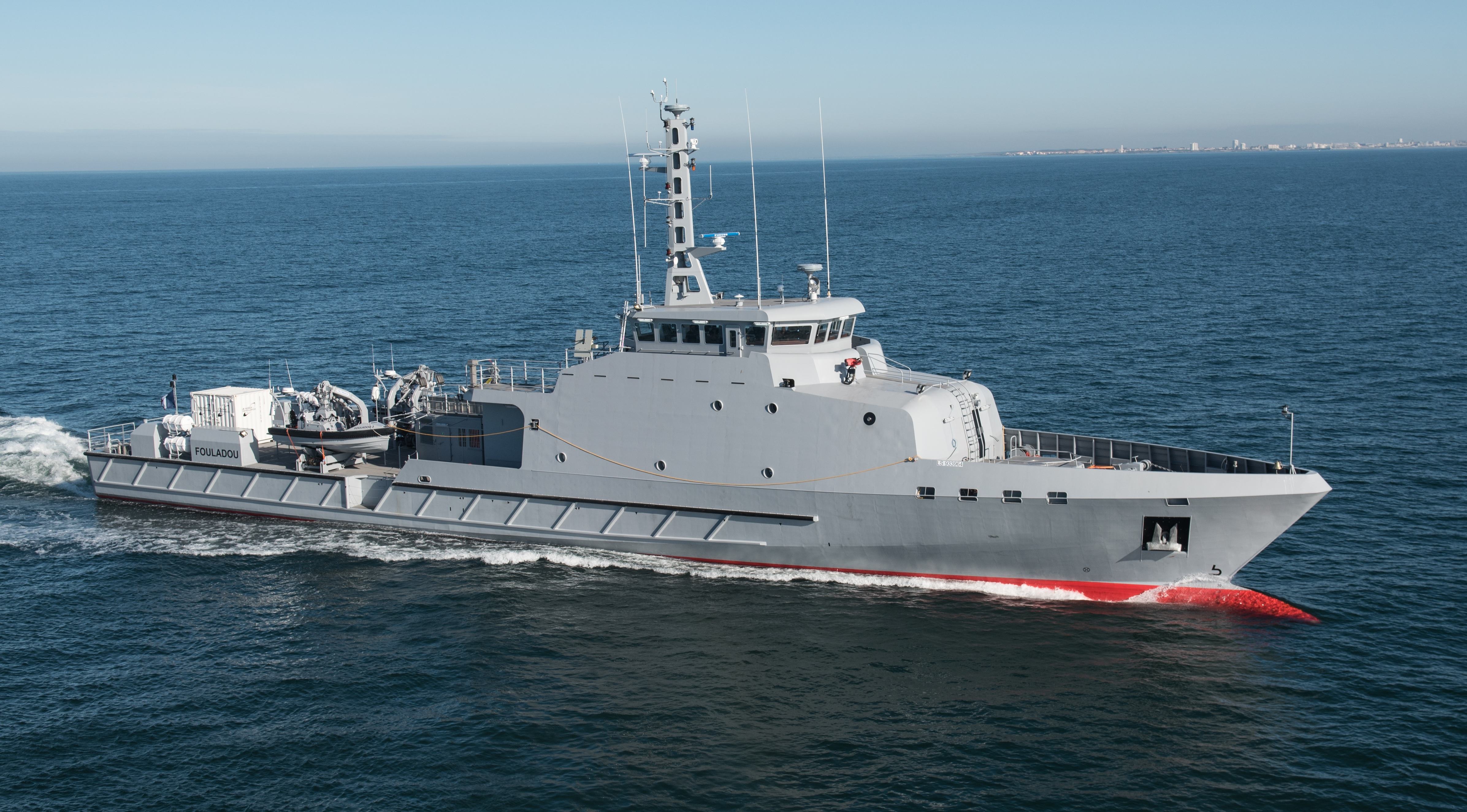
Patrullero senegalés de alta mar Fouladou.

### Defensa
Las Fuerzas Armadas de Senegal (en francés: Forces armées du Sénégal) cuentan con unos 17.000 efectivos en el ejército, la fuerza aérea, la marina y la gendarmería. Las fuerzas militares de Senegal reciben la mayor parte de su entrenamiento, equipamiento y apoyo de Francia y Estados Unidos. Alemania también presta apoyo, pero a menor escala.
La no injerencia militar en los asuntos políticos ha contribuido a la estabilidad de Senegal desde su independencia. Senegal ha participado en numerosas misiones internacionales y regionales de mantenimiento de la paz. En 2000, Senegal envió un batallón a la República Democrática del Congo para participar en la MONUC, la misión de mantenimiento de la paz de las Naciones Unidas.

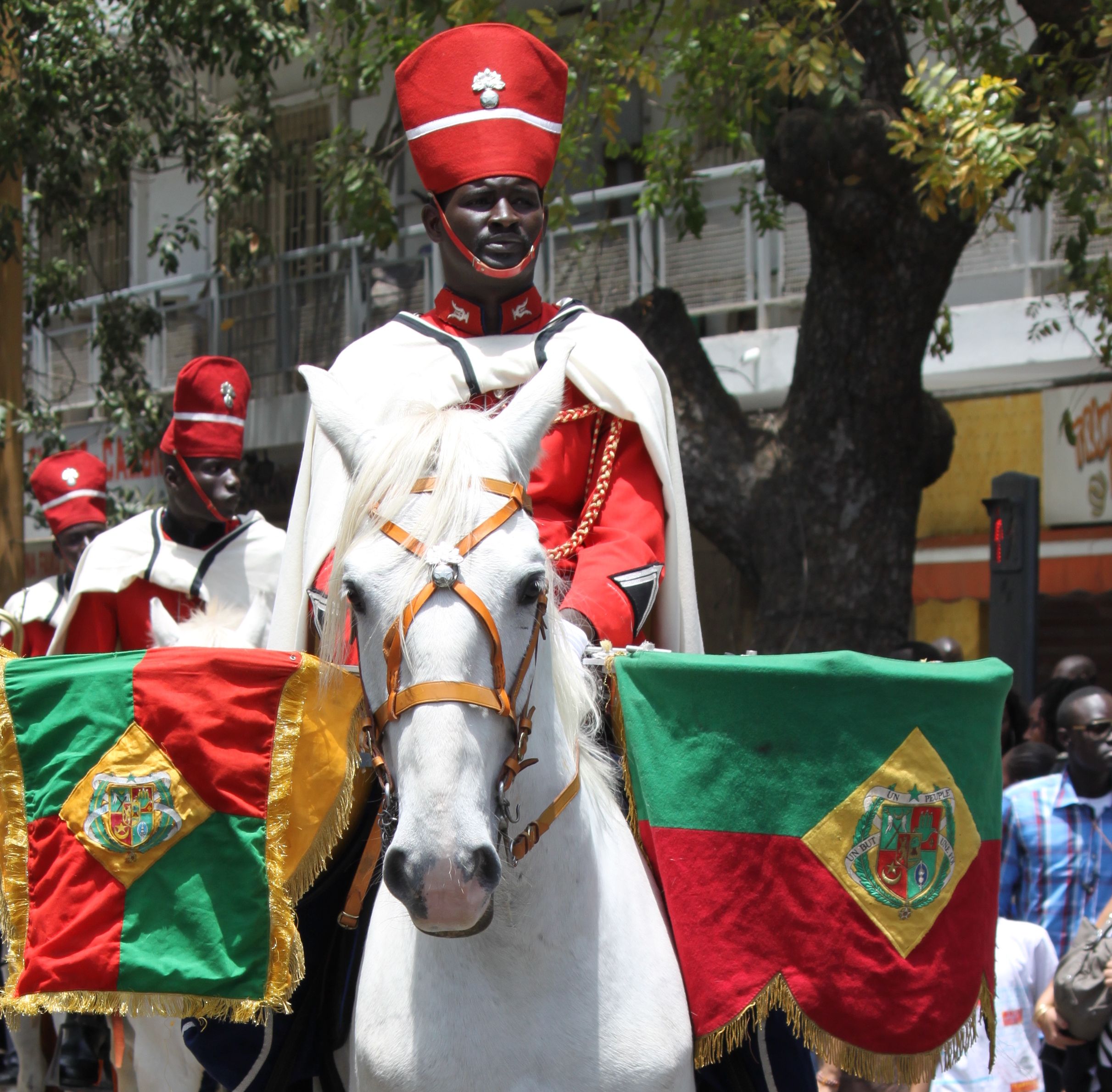
Spahis senegaleses en la toma de posesión de Macky Sall en Dakar, el 2 de abril de 2012.

Senegal también aceptó desplegar un batallón entrenado por Estados Unidos en Sierra Leona para participar en UNAMSIL, otra misión de mantenimiento de la paz de la ONU. La operación de adiestramiento se denominó Operación Focus Relief y en ella participaron Fuerzas Especiales del Ejército de Estados Unidos pertenecientes al 3.er Grupo de Fuerzas Especiales que adiestraron a varios batallones de África Occidental, entre ellos algunos nigerianos.
Como uno de los mayores contribuyentes de tropas de África (per cápita) a las misiones de la Unión Africana, de las Naciones Unidas y de otras organizaciones regionales de seguridad, el ejército senegalés ha demostrado ser uno de los más eficaces y fiables del continente africano. Esto es notable teniendo en cuenta que Senegal es más pobre que la media de los países del África subsahariana. Y lo que es más importante, el ejército de Senegal es multiétnico, no es golpista y nunca ha intentado dar un golpe de Estado, lo cual es una rareza en África. Las armoniosas relaciones cívico-militares senegalesas desde la independencia han permitido la creación de un «enclave militar» eficaz que es una institución capaz y no una amenaza para los dirigentes políticos de Dakar.
Desde su independencia de Francia en 1960, el ejército ha sufrido numerosas reorganizaciones. El patrimonio del ejército incluye los Tirailleurs sénégalais. En 1978, Senegal envió un batallón a la Fuerza Interafricana en Zaire, tras los combates de Shaba II. El contingente senegalés estaba bajo el mando del coronel Osmane Ndoye. La fuerza senegalesa incluía un batallón de paracaidistas de Thiaroye.

Efectivos senegaleses practican técnicas de desalojo de espacios y movimientos tácticos a bordo del patrullero de la Guardia Civil española Río Segura en 2014

El Ejército consta actualmente de dos divisiones, la División de Operaciones y la División Logística. El IISS estimó en 2012 que el Ejército contaba con una fuerza de 11.900 soldados, tres batallones blindados el 22.º, 24.º y 25.º (en Bignona) y el 26.º Bataillon de reconnaissance et d'Appui en Kolda; hay seis batallones de infantería numerados del 1.º al 6.º El 3.º Batallón puede haber estado en Kaolack con el 4.º en Tambacounda en un momento dado.
La armada (marina), también conocida como Armée de mer, es de pequeño tamaño y está comandada por un capitán de navío. Se encarga de proteger las 286 millas náuticas (530 kilómetros) de costa atlántica de Senegal, estratégicamente situada en el extremo occidental del continente africano. La costa está dividida en dos por Gambia. La marina fue creada en 1975 y tiene dos bases, una en Dakar y otra en Elinkine. La marina también patrulla las aguas territoriales de 12 millas náuticas (22 kilómetros), así como una zona económica exclusiva declarada de 200 millas náuticas (370 kilómetros).
La Fuerza Aérea (Armée de l'Air) está orientada a proporcionar apoyo a las fuerzas terrestres y se asemeja a un cuerpo de aviación del ejército. Posee helicópteros de combate Mil Mi-24, así como aviones de transporte y reconocimiento.

### Derechos humanos
En materia de derechos humanos, respecto a la pertenencia a los siete organismos de la Carta Internacional de Derechos Humanos, que incluyen al Comité de Derechos Humanos (HRC), Senegal ha firmado o ratificado:
| Senegal | Tratados internacionales | Tratados internacionales    | Tratados internacionales | Tratados internacionales | Tratados internacionales  | Tratados internacionales | Tratados internacionales | Tratados internacionales | Tratados internacionales | Tratados internacionales | Tratados internacionales | Tratados internacionales | Tratados internacionales | Tratados internacionales | Tratados internacionales | Tratados internacionales | Tratados internacionales    | Tratados internacionales    |
| --- | ------------------------ | --------------------------- | ------------------------ | ------------------------ | ------------------------- | ------------------------ | ------------------------ | ------------------------ | ------------------------ | ------------------------ | ------------------------ | ------------------------ | ------------------------ | ------------------------ | ------------------------ | --- | --------------------------- | --------------------------- |
| Senegal | CESCR                    | CESCR                       | CCPR                     | CCPR                     | CCPR                      | CERD                     | CED                      | CEDAW                    | CEDAW                    | CAT                      | CAT                      | CRC                      | CRC                      | CRC                      | CRC                      | MWC | CRPD                        | CRPD                        |
| Senegal | CESCR                    | CESCR-OP                    | CCPR                     | CCPR-OP1                 | CCPR-OP2-DP               | CERD                     | CED                      | CEDAW                    | CEDAW-OP                 | CAT                      | CAT-OP                   | CRC                      | CRC-OP-AC                | CRC-OP-SC                | CRC-OP-CP                | MWC | CRPD                        | CRPD-OP                     |
| Pertenencia | Firmado y ratificado.    | Firmado pero no ratificado. | Firmado y ratificado.    | Firmado y ratificado.    | Ni firmado ni ratificado. | Firmado y ratificado.    | Firmado y ratificado.    | Firmado y ratificado.    | Firmado y ratificado.    | Firmado y ratificado.    | Firmado y ratificado.    | Firmado y ratificado.    | Firmado y ratificado.    | Firmado y ratificado.    | Sin información.         | Senegal ha reconocido la competencia de recibir y procesar comunicaciones individuales por parte de los órganos competentes. | Firmado pero no ratificado. | Firmado pero no ratificado. |
| Firmado y ratificado, firmado, pero no ratificado, ni firmado ni ratificado, sin información, ha accedido a firmar y ratificar el órgano en cuestión, pero también reconoce la competencia de recibir y procesar comunicaciones individuales por parte de los órganos competentes. |                          |                             |                          |                          |                           |                          |                          |                          |                          |                          |                          |                          |                          |                          |                          | |                             |                             |

## Organización político-administrativa

Territorios de Senegal.

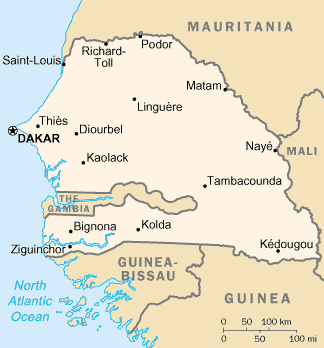
Principales ciudades de Senegal.

Senegal se subdivide en 14 regiones, cada una de ellas administrada por un Conseil Régional (Consejo Regional) elegido según el peso de la población al nivel de cada Arrondissement. El país está además subdividido en 45 Départements, 103 Arrondissements (ninguno de los cuales dispone de funciones administrativas) y por Collectivités Locales, cada una de las cuales elige oficiales administrativos.
Las capitales regionales tienen el mismo nombre que sus regiones:
- Dakar
- Diourbel
- Fatick
- Kaffrine
- Kédougou
- Kolda
- Louga
- Matam
- Saint-Louis
- Tambacounda
- Kaolack
- Sédhiou
- Thiès
- Ziguinchor

## Geografía

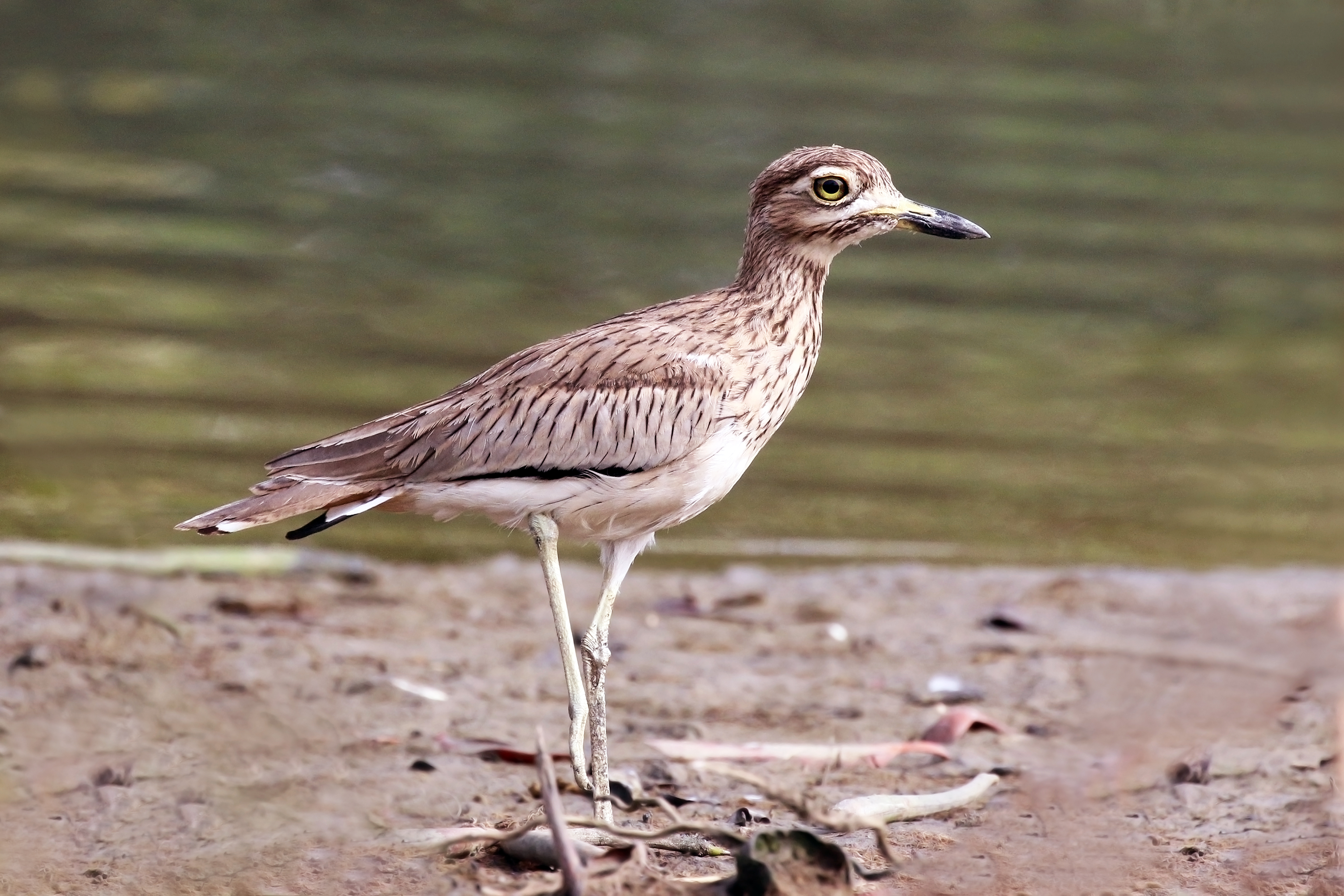
Alcaraván senegalés

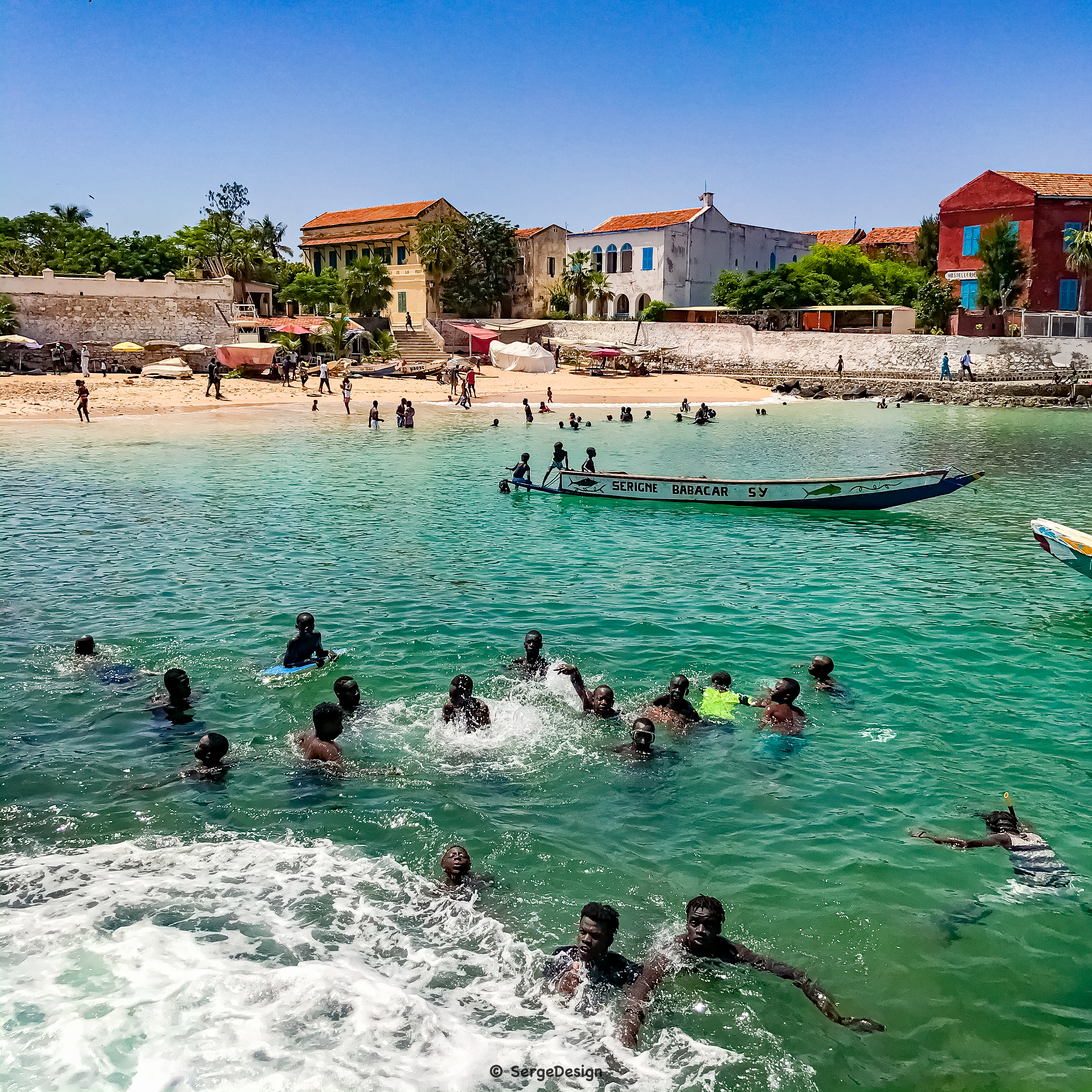
Una playa de Senegal

Senegal está situado en la parte Oeste del continente africano, entre 12°8′ y 16°41′ de latitud norte, y 11°21′ y 17°32′ de longitud Oeste. Su punto oeste, el Cabo Verde (y particularmente el emplazamiento del Club Med de Dakar), constituye la parte más occidental del continente africano.
El paisaje senegalés consiste principalmente en planos ondulados por la arena del oeste de Sahel que crecen hasta faldas de montaña en el sudeste. Allí se encuentra también el punto más alto de Senegal, un accidente geográfico sin nombre cerca de Nepen Diakha, con 581 m de altura. El límite norteño está formado por el río Senegal. Otros ríos destacables son el río Gambia y el río Casamanza. La capital Dakar yace sobre la península Cabo Verde, el punto más occidental del África continental.
El país se extiende sobre 196 722 km². Comparado con los países vecinos (Malí y Mauritania), Senegal es un país más pequeño.

### Clima
El clima es desértico en el norte y de sabana tropical en el sur, con :
Posee una estación lluviosa de junio a octubre, con un pico en agosto; septiembre varía según la latitud (llueve menos en el norte que en el sur). Es la estación de los monzones. Sólo en Casamance, la única región con bosques dignos de este nombre, hay una verdadera estación lluviosa;
una estación seca de noviembre a junio con vientos alisios continentales, con temperaturas entre 22 y 30 °C, con variaciones significativas entre la costa y el interior.
Las temperaturas varían con las estaciones:

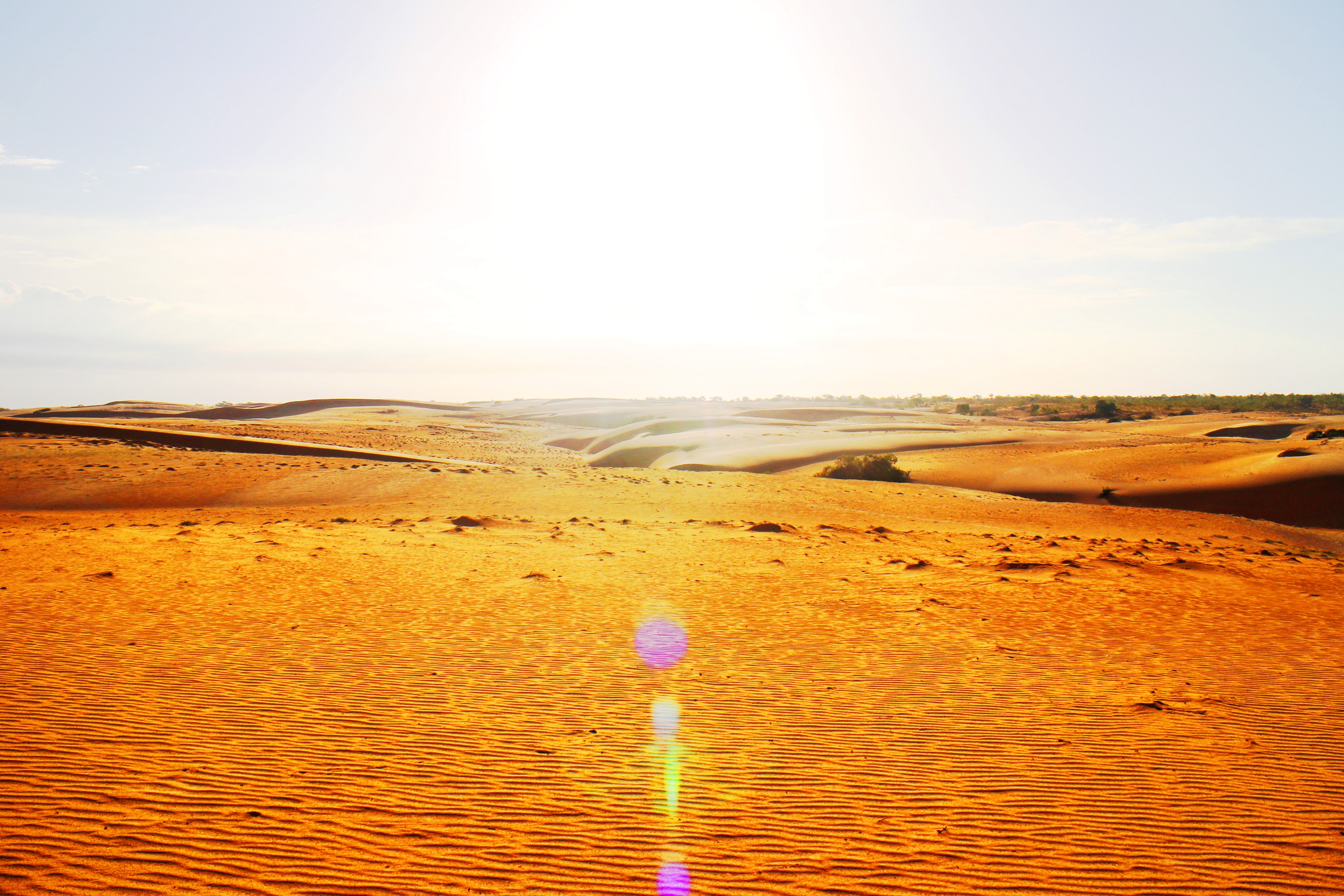
Desierto de Lompoul en Senegal

En verano, la estación de las lluvias, a menudo denominada erróneamente «invernada» desde la época colonial, las temperaturas son máximas ;Sin embargo, son más bajas en enero-febrero, periodo también abusivamente denominado «invernal». Por otra parte, las precipitaciones son más marcadas de sur a norte.
En la costa, el mar (con la corriente fría de Canarias) aporta frescor, con temperaturas del orden de 16 a 30 °C, pero el centro y el este de Senegal pueden registrar temperaturas de hasta 46 °C. Durante el invierno en Europa, Senegal se convierte en un destino popular para desarrollar el turismo.
En general, el oeste del país, a lo largo de la costa, tiene temperaturas más frescas que el este, gracias al océano. El centro y el este del país experimentan temperaturas continentales, muy calurosas durante el día y frescas por la noche.
De norte a sur, hay cinco tipos de zonas climáticas pertenecientes al clima tropical:
- en la zona saheliana, al norte, en la región de Saint-Louis, la vegetación típica del Sahel representa el dominio arbóreo o estepario arbustivo. La desertización afecta actualmente a esta zona. La acacia de Senegal es el árbol más común, junto con algunos baobabs;Parque nacional de Niokolo-Koba

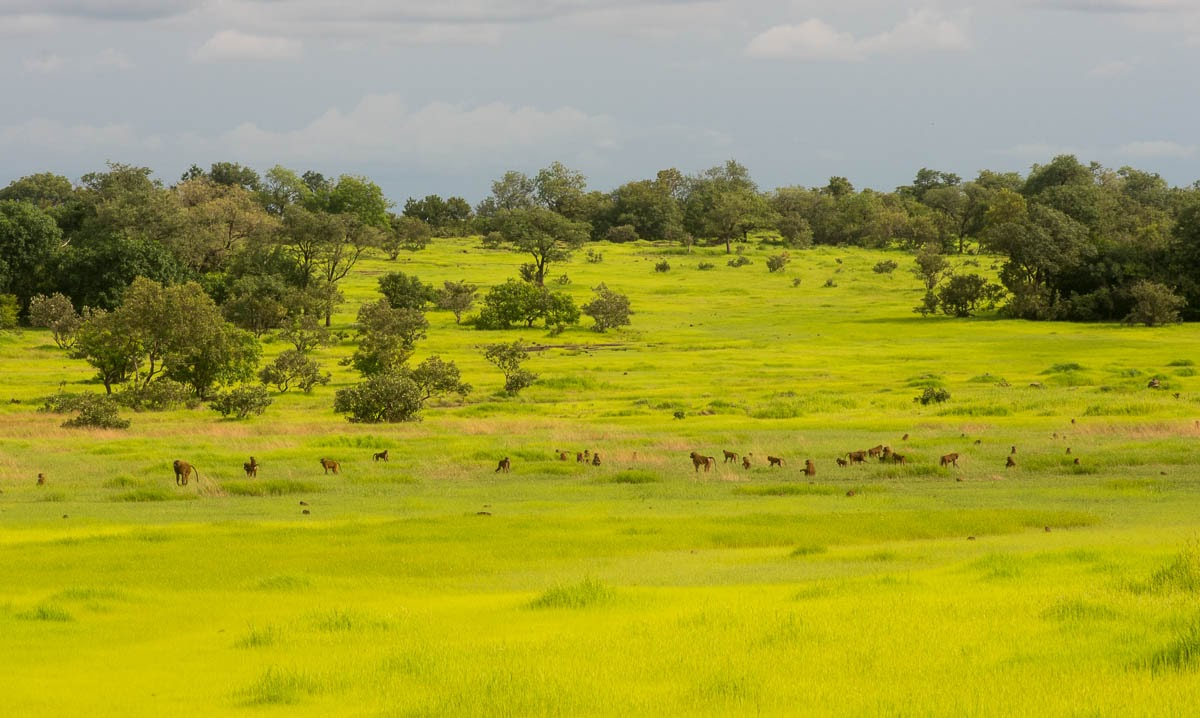
Parque nacional de Niokolo-Koba

- En la zona sahelo-sudanesa, que abarca las regiones de Dakar, Thiès, Diourbel, Louga y Matam, la estepa ha dado paso a la sabana seca arbolada. El baobab, la acacia y el árbol del queso son los árboles dominantes;
- en la zona sudanesa, hacia las regiones de Fatick, Kaolack y todo el norte y centro de la región de Tambacounda, la vegetación de tipo sabana es mucho más densa que en la zona anterior: los árboles están mucho más presentes y aparecen bosques dispersos. Los baobabs, las acacias, los quesos y las palmeras son los árboles dominantes en esta zona;
- en la zona sudano-guineana, al norte de las regiones de Ziguinchor y Kolda, y al sur de la región de Tambacounda, los bosques están muy presentes, así como grandes sabanas muy densas. Los árboles son variados: baobabs, quesos, palmeras, filaos y ruanos;Bosque de Árboles Baobab (Adansonia) en Senegal

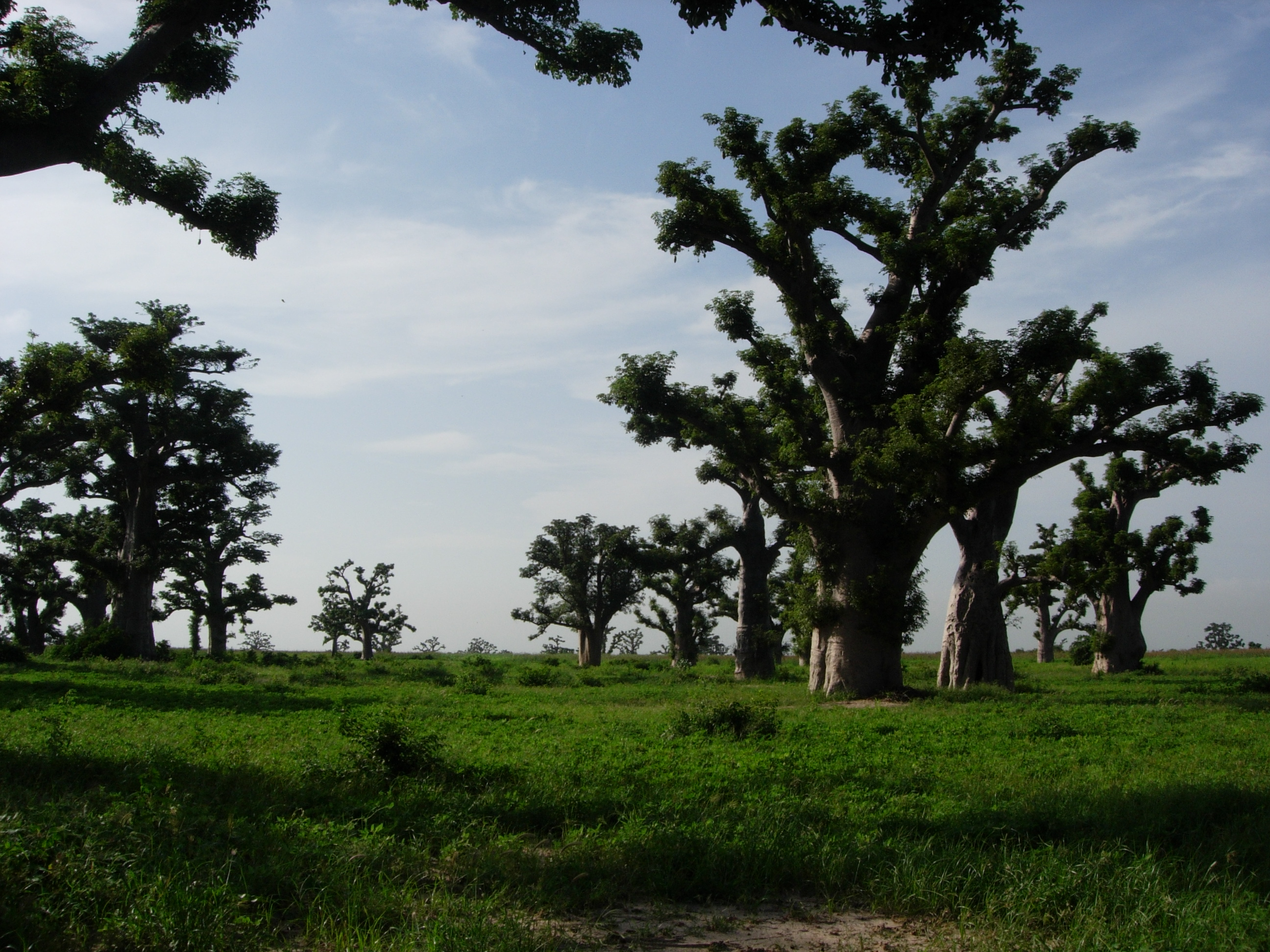
Bosque de Árboles Baobab (Adansonia) en Senegal

- la zona guineana, a caballo entre el sur de las regiones de Ziguinchor y Kolda. Es la zona más húmeda, con bosques densos. Aquí se encuentran todos los árboles de Senegal..

### Ecología
Según WWF, el territorio de Senegal se reparte entre cuatro ecorregiones:
- Sabana de acacias del Sahel, en el norte.
- Sabana sudanesa occidental, en el centro y sureste.
- Mosaico de selva y sabana de Guinea, en el oeste y sur.

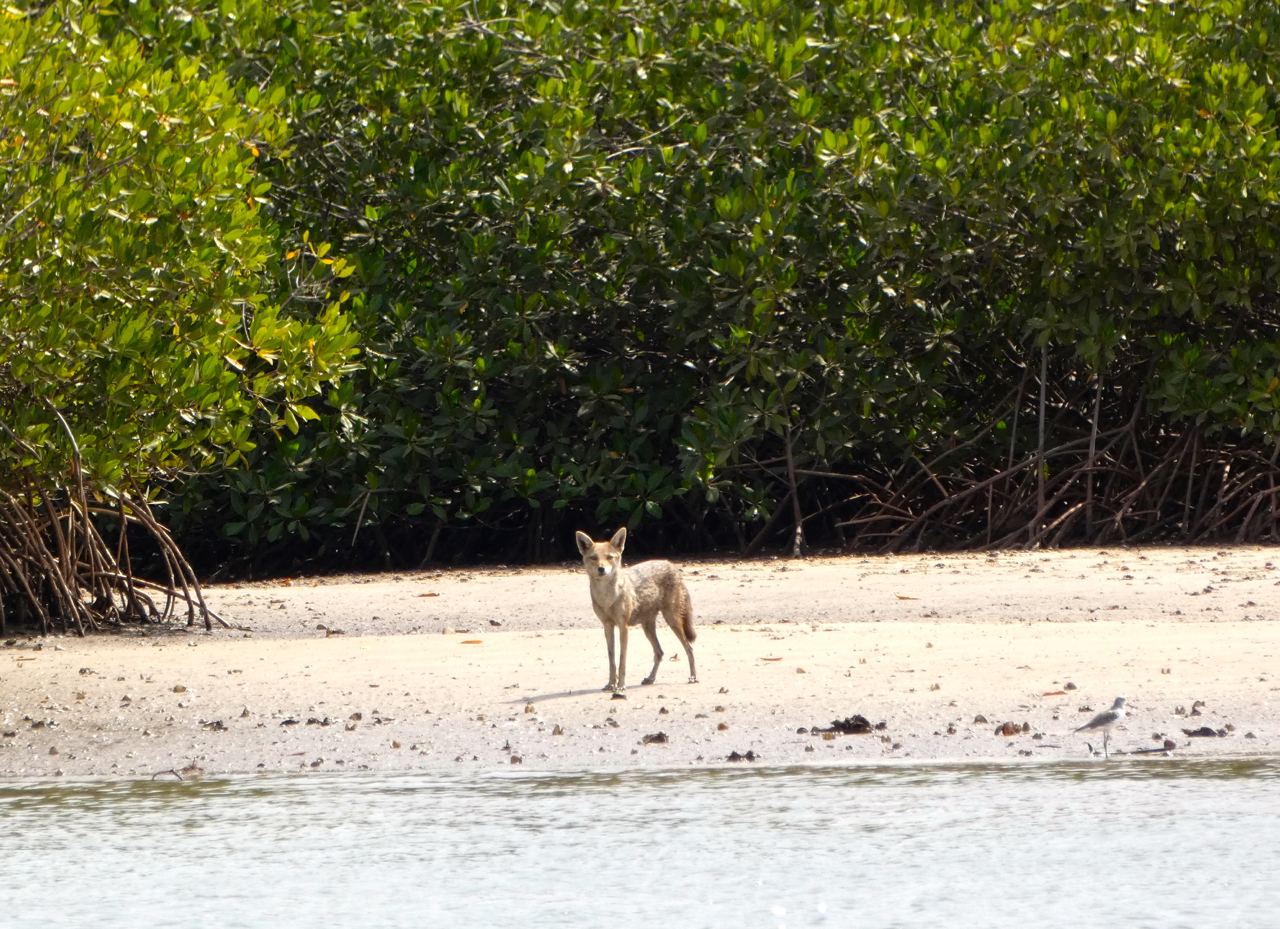
Manglares en el Delta de Saloum

- Manglares en el Delta de SaloumManglar guineano, en algunos puntos de la costa meridional.

### Parques y reservas naturales
Los parques y reservas naturales representan el 8 % del territorio nacional. Tienen un papel importante en la preservación del medio ambiente y contribuyen de manera significativa al desarrollo turístico. En estos espacios protegidos se ha identificado un total de 169 especies de mamíferos, y 540 especies de aves.
Senegal cuenta con seis parques nacionales: el parque nacional de Niokolo-Koba, al este del país; el parque nacional de las aves de Djoudj; el parque nacional de la Lengua de Berbería, en la región de Saint-Louis; el parque nacional de las Islas de la Magdalena a lo largo de Dakar; el parque nacional del Delta del Salum en el sur, y el parque nacional de la Baja Casamance, cerrado desde hace unos años debido a disturbios en la región.
El país incluye también una treintena de reservas naturales de menor tamaño, como la Reserva de Guembeul, la Reserva de Bandia, la Reserva Natural de Popenguine, o el espacio marino protegido de Bamboung.

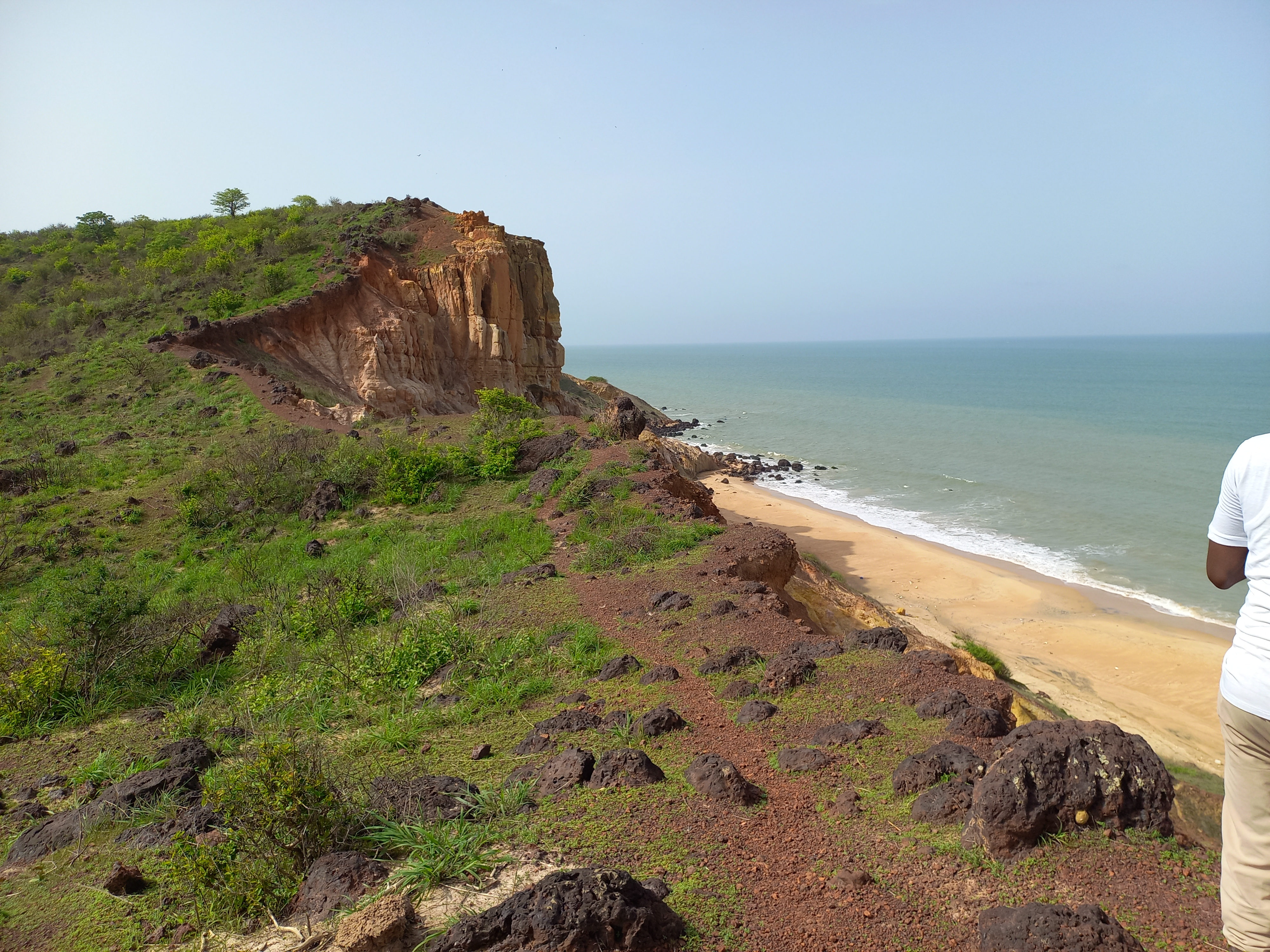
Uno de los acantilados costeros de Senegal en la Reserva natural de Popenguine

### Geología
La cuenca sedimentaria senegalesa es un segmento de la cuenca senegalo-mauritano-guineana, una vasta cuenca costera situada en el margen continental pasivo. Esta cuenca sedimentaria limita al este y al sureste con la cadena mauritana y al sur con la cuenca de Bové. En su máxima extensión (Mauritania-Guinea-Bissau), la cuenca tiene 1.300 km de longitud, con una anchura máxima de unos 550 km en la latitud de Dakar.
Apoyada en el cratón de África Occidental, la cuenca costera acumula una potente serie sedimentaria, principalmente de origen marino, que comienza en el periodo Triásico-Liásico y termina en el Mioceno. Desde el borde oriental de la cuenca, cerca de Bakel, los depósitos se engrosan hacia el oeste, al principio de forma gradual, luego, al pasar una flexión situada entre los 15°30′ O y los 16°30′O9, su espesor aumenta rápidamente, alcanzando, en Dakar, espesores de más de 6.000 m a 7.000 m. En Casamance, las profundidades estimadas superan los ocho mil metros.

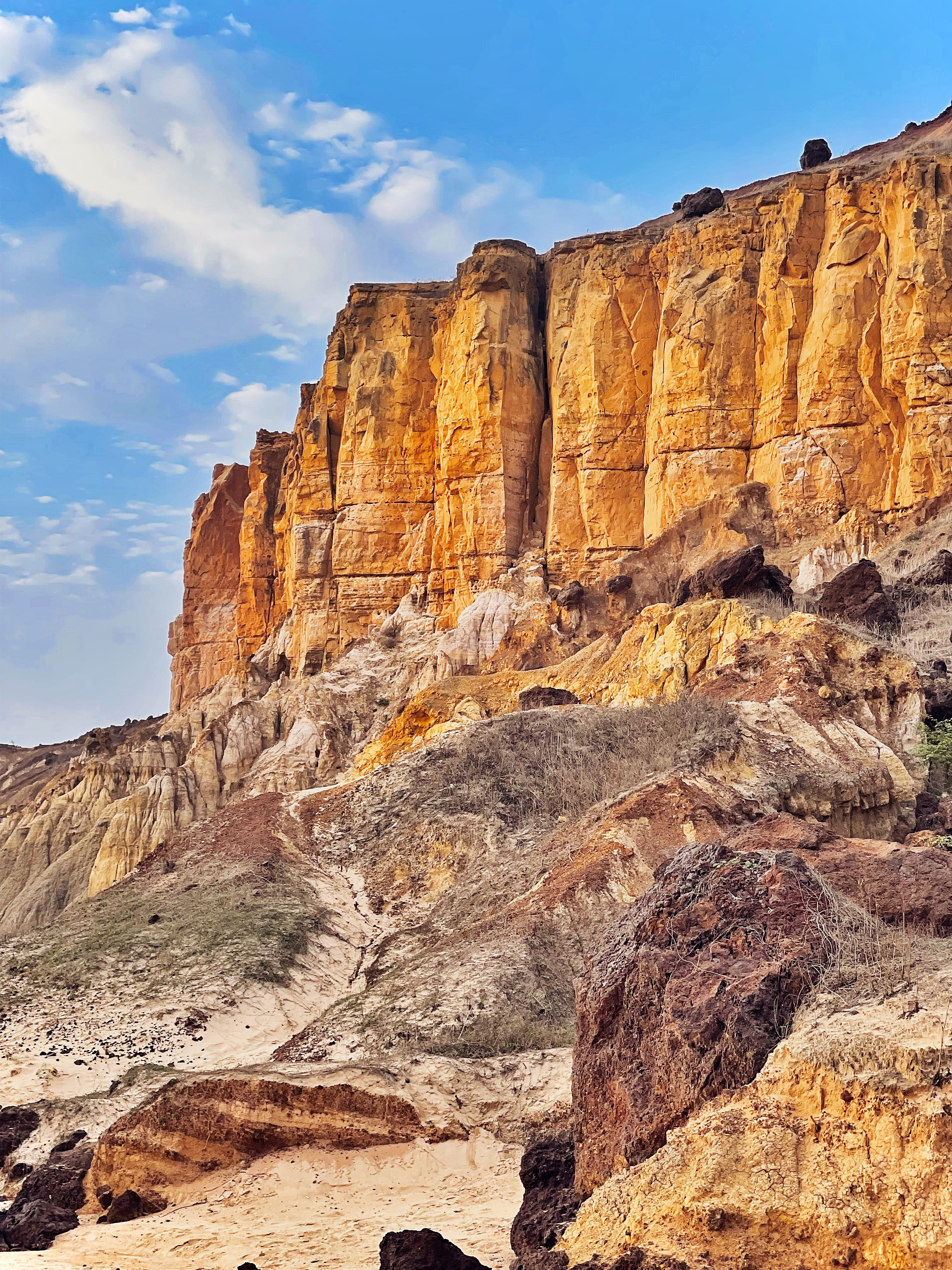
Paisaje árido en el Cabo de Naze (Cap de Naze)

A pesar del carácter aparentemente subhorizontal de los estratos, los datos de las prospecciones petrolíferas indican que los yacimientos están muy estructurados y compartimentados, como ilustra el horst de Diass. En Senegal, la serie Mesozoica-Cenozoica aflorante se limita a los niveles estratigráficos superiores, interceptando muy marginalmente rocas de edad Campaniense, mientras que el Maastrichtiense está mejor expuesto en el horst de Diass, a pesar de la presencia de una potente coraza laterítica.
Las series cenozoicas están más ampliamente representadas en afloramiento, expuestas en los acantilados de la península de Cabo Verde y también en los acantilados al oeste y al sur de Thiès, y marginalmente en el Sine Saloum, donde se conocen principalmente por los pozos. Los mejores afloramientos se encuentran en el margen atlántico pasivo. En el corazón de la cuenca, la serie sedimentaria está enmascarada por una armadura laterítica del Terciario tardío y, hacia el noroeste, por depósitos de sedimentos eólicos cuaternarios. En esta región central y oriental, los únicos afloramientos terciarios conocidos se limitan a las orillas del lago de Guiers y al valle superior del río Senegal, en la región de Matam, donde las areniscas de la «Continental Terminal» (rebautizada Formación Saloum en 2009) sellan y enmascaran en gran medida la serie paleógena marina. En Casamance, los sondeos muestran que la serie marina se extiende hasta el Mioceno.
El volcanismo mioceno aparece disperso regionalmente en la península de Cabo Verde y en la región de Thiès; está representado por lavas y tobas coronadas por una armadura laterítica ferruginosa de edad pliocena tardía. El vulcanismo cuaternario, polifásico, se limita al extremo de la península de Cabo Verde.
Los mapas geológicos recientes de Senegal (2009) se han elaborado en el marco de la cooperación Senegal-Unión Europea, siguiendo los procedimientos del noveno Fondo Europeo de Desarrollo (FED) por cuenta de la Dirección de Minas y Geología (DMG), y existen a escala 1:500.000 para las tres cuartas partes del territorio y 1:200.000 a lo largo del río Senegal.

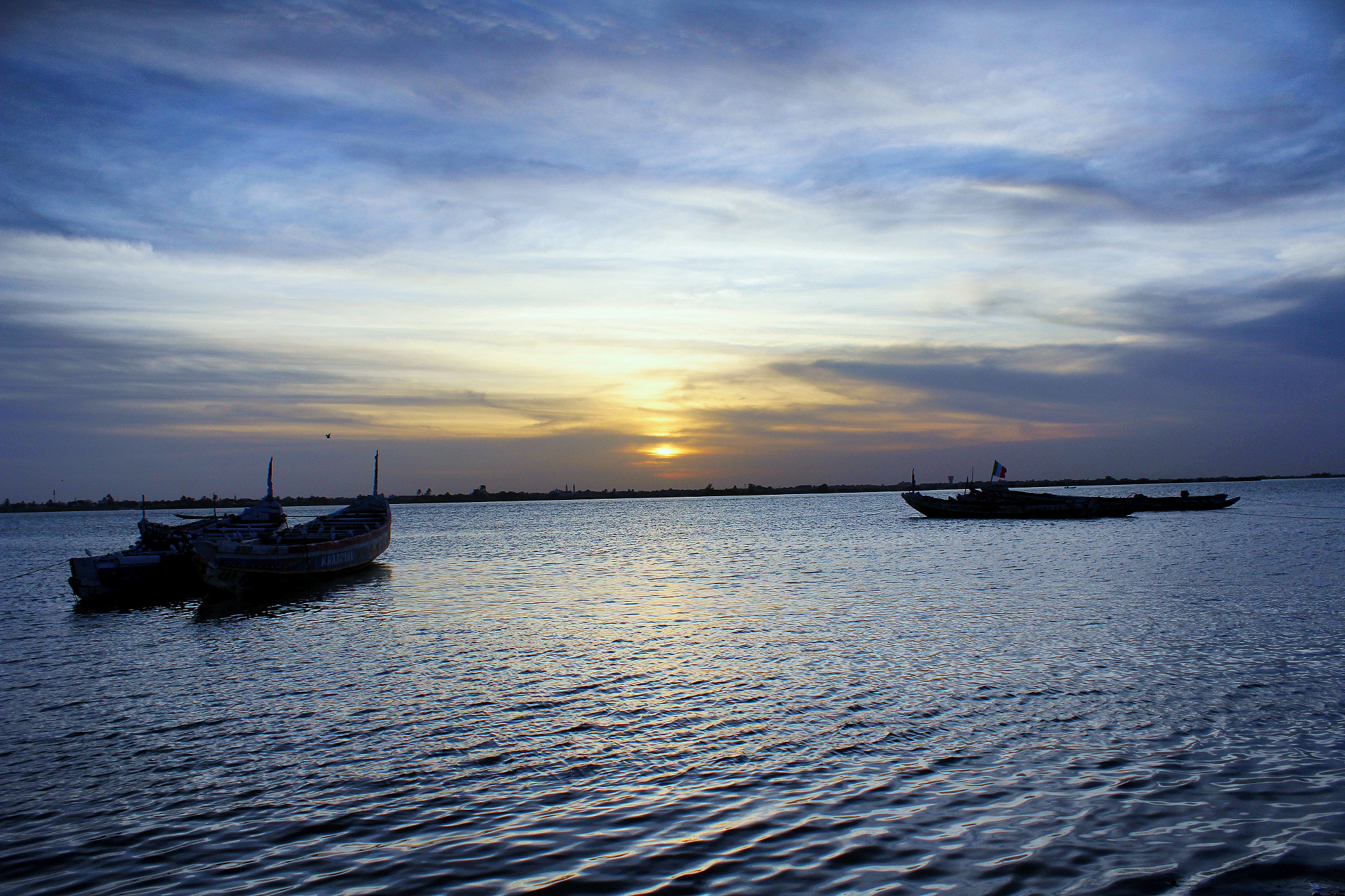
El Lago de Guiers ocupa unos 200 km² al norte de Senegal, es el equivalente a aproximadamente el tamaño de Aruba

### Hidrografía
Senegal cuenta con una red hidrográfica bastante limitada. Los ríos más importantes, con la excepción de la región de Casamance, nacen en Guinea (Fouta-Djalon). El río Senegal tiene una longitud de 1.750 km. Nace en la República de Guinea a 750 m de altitud y forma la frontera entre Malí y Mauritania antes de desembocar en el océano Atlántico en Saint-Louis. 
El río Senegal se forma en Bafoulabé (Malí) por la confluencia de dos ríos: el Bafing y el Bakoye. Recibe en su orilla izquierda el Faleme, que es su principal afluente, y en la derecha el Kolinbiné, el Karakoro y el Gorgol. Su caudal es irregular y depende totalmente de las lluvias monzónicas (100 a 1000 m³/s). Senegal posee numerosos lagos de agua dulce y salada, siendo los principales el Lago Rosa y el Lago de Guiers. Este último se alimenta del río Senegal y del agua de lluvia del Ferlo. Es el único embalse de agua dulce de la región y abastece a la capital del 30% del agua consumida en la zona de Dakar.
Senegal es un país sudanosaheliano con pocos ríos y déficit pluviométrico regular. Para poner fin a esta situación, se ha desarrollado un programa hidráulico.

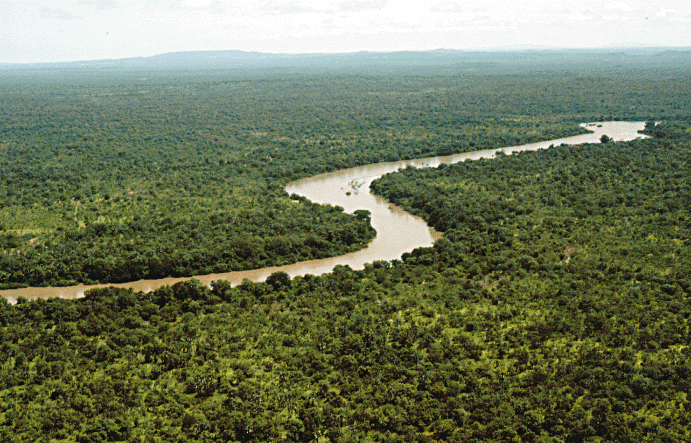
Río Gambia a su paso por Senegal

Según Aquastat, la precipitación media anual es de 686 mm, es decir, para una superficie de 196.720 kilómetros cuadrados, un volumen pluviométrico anual de 134,95 km³ (en la Francia metropolitana a modo de comparación es de 477,99 km³).
De estas precipitaciones, la evapotranspiración y la infiltración consumen unos 111,15 km³. Esto deja 23,8 km³ de recursos hídricos superficiales de producción nacional. Además, cada año se produce una cantidad renovable de 2 km³ de aguas subterráneas, también a nivel interno.
A estos recursos de 25,8 km³ producidos internamente, hay que añadir 13 kilómetros cúbicos de agua producida en el extranjero, que forman parte de los recursos utilizables del país una vez cruzada la frontera. Se trata de los flujos procedentes de Guinea a través del río Gambia y sus afluentes (es decir, 2 km³), y de la mitad del volumen de agua transportada por el río Senegal desde Malí (la otra mitad se reserva a Mauritania, ya que este río constituye la frontera entre los dos países, una vez que Malí ha abandonado el país), es decir, 22 km³ divididos por 2, es decir, unos 11 km³.

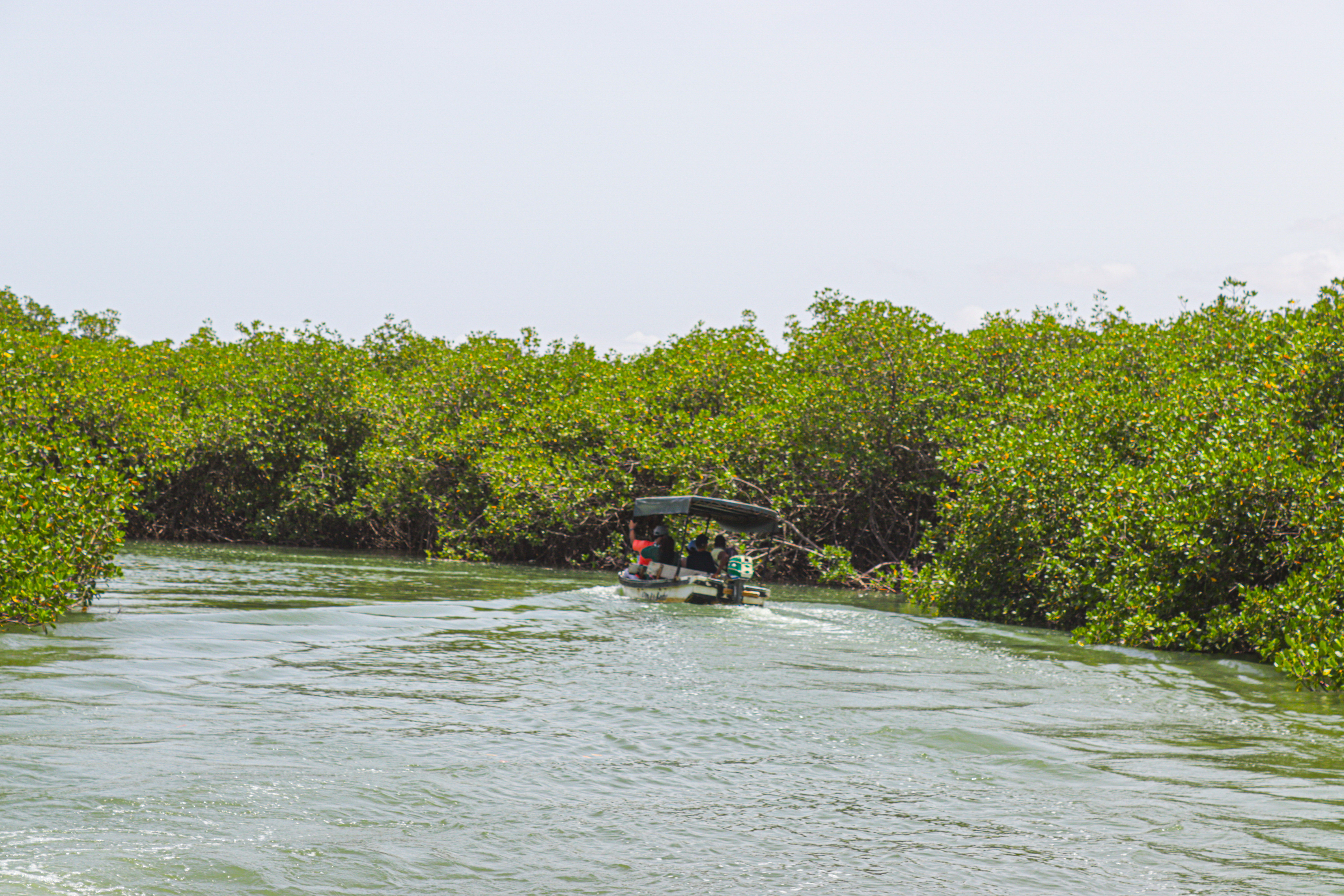
Manglares en la Laguna de Somone, un área protegida de unas 700 hectáreas

Teniendo en cuenta estas aportaciones, los recursos hídricos totales anuales del país ascienden a unos 38,8 kilómetros cúbicos (38.800 millones de m³), es decir, para una población estimada en 12 millones de habitantes en 2008, unos 3.200 m³ de agua por habitante, lo que resulta satisfactorio en comparación con muchos países en riesgo de sequía en África e incluso en otros lugares. A título comparativo, Sudáfrica, el país más industrializado del África subsahariana, dispone de algo más de 1000 m³ de agua por habitante y año, Alemania de algo más de 1850 m³ y Francia de más o menos 3300 m³ por año.
Hay que añadir que una cierta cantidad de agua sale del territorio cada año: 5 km³ hacia la República de Gambia (río Gambia y sus afluentes) y 0,4 hacia Guinea-Bissau (río Geba), lo que hace un total de 5,4 kilómetros cúbicos.

## Economía

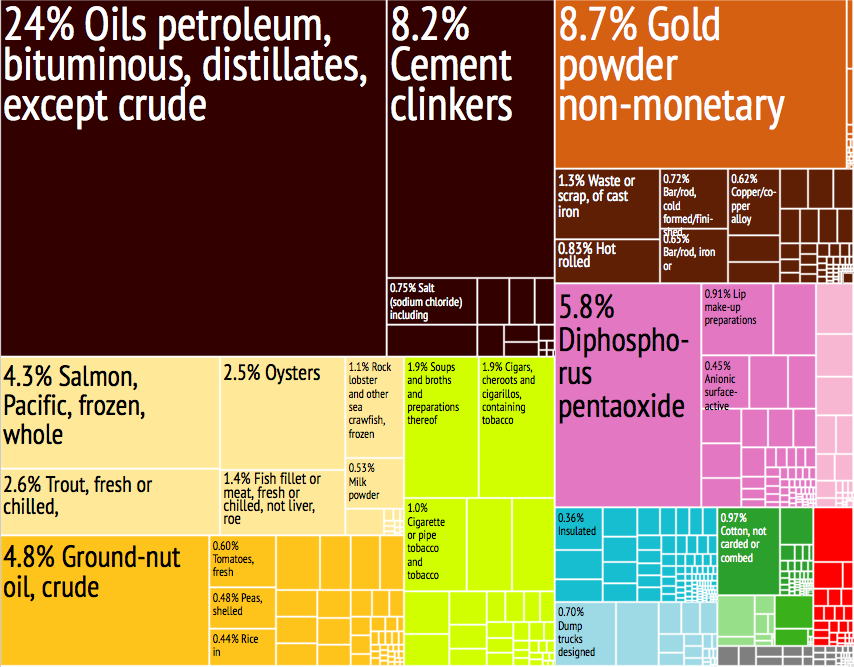
Descripción gráfica de las principales exportaciones de Senegal en 28 categorías codificadas.

Después de que su economía se contrajera un 2,1 % en 1993, Senegal puso en marcha un importante programa de reformas económicas con el apoyo de la comunidad internacional de donantes. Este paquete de reformas comenzó con una devaluación de la moneda del país, el Franco CFA, del 50 %. Se desmantelaron asimismo los controles de precios y los subsidios del Gobierno. Como resultado de lo anterior, la inflación senegalesa se contuvo y disminuyó, aumentó la inversión y el PIB creció alrededor de un 5 % al año entre 1995 y 2001.
Los principales sectores económicos en Senegal son el procesamiento de alimentos, la minería, el cemento, los fertilizantes artificiales, la industria química, la refinería de productos petrolíferos importados y el turismo. Las principales exportaciones del país son la pesca, los químicos, el algodón, la tela, los cacahuetes y el fosfato de calcio, y los principales mercados exteriores son Francia, Estados Unidos, China, Italia, India y Reino Unido.

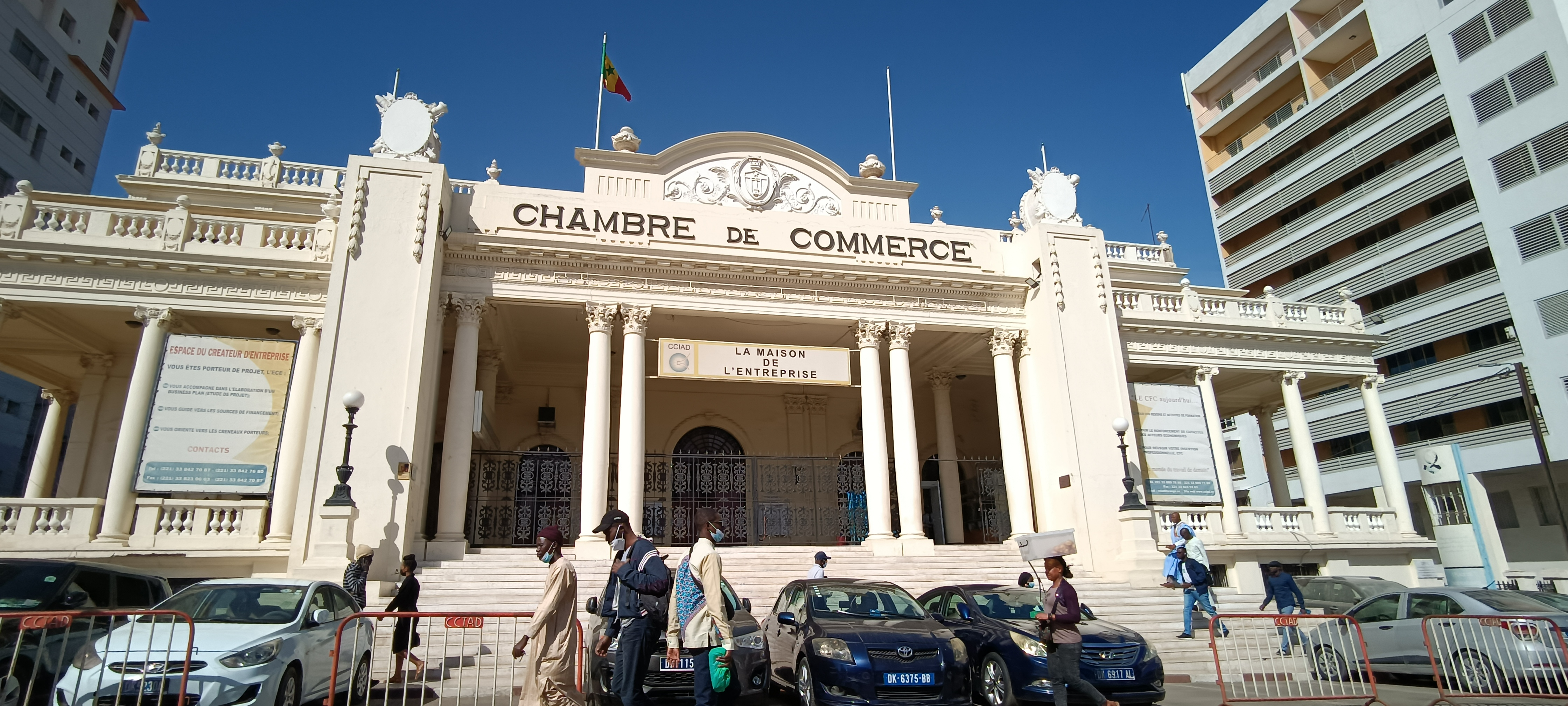
Cámara de Comercio de Dakar

Como miembro de la Unión Económica y Monetaria de África Occidental (UEMOA), Senegal está dando pasos hacia una mayor integración regional y unos aranceles externos unificados. Senegal también forma parte de la Organización para la Armonización del Derecho Mercantil en África.
Según el Índice mundial de innovación, a cargo de la Organización Mundial de la Propiedad Intelectual, en 2024, Senegal se ubicó en lugar 92 en innovación entre 133 países del mundo; mientras que en 2023 ocupó el lugar 93 y el lugar 99 en 2022.

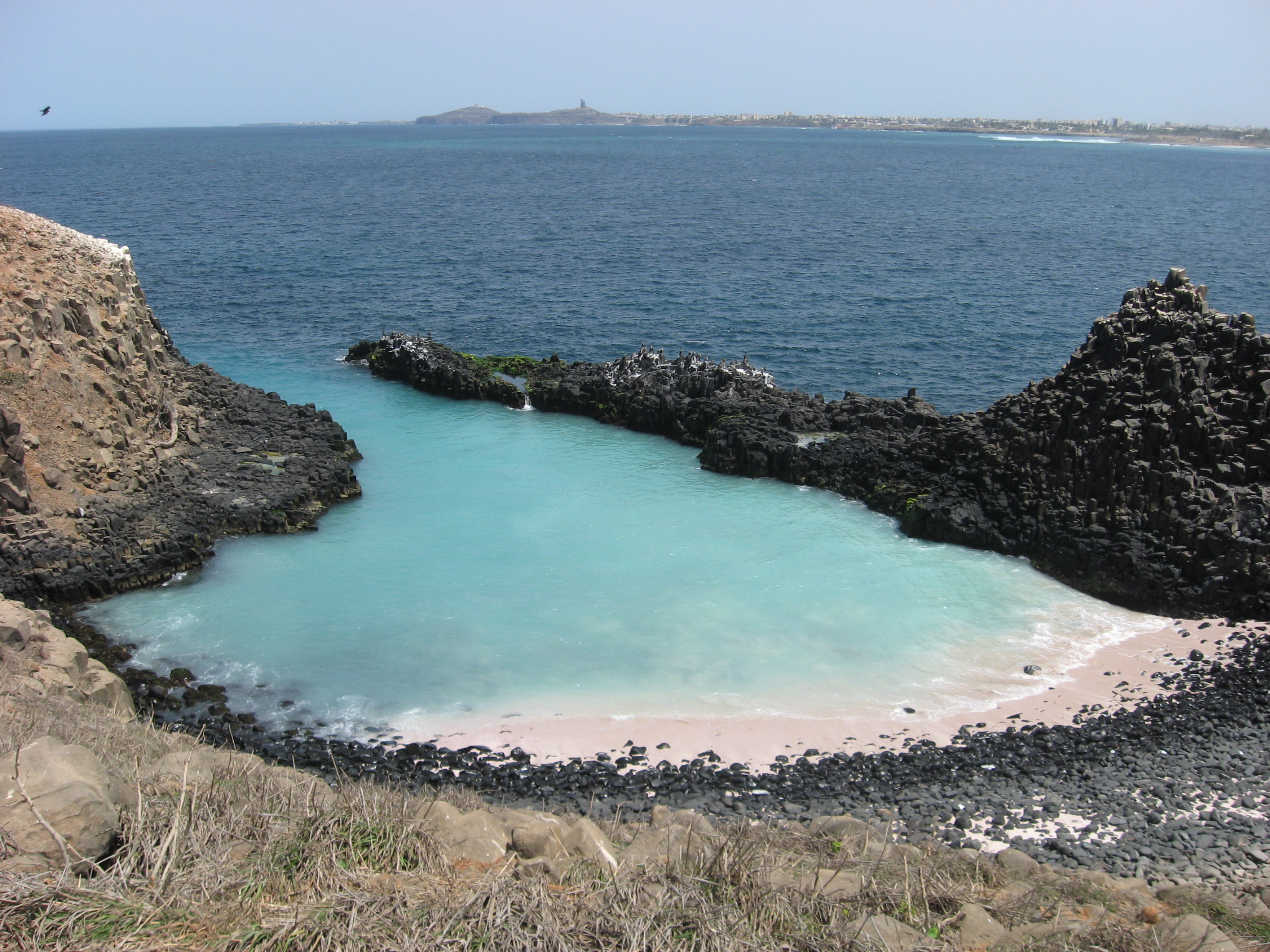
Islas de la Magdalena en Senegal

El modelo económico senegalés, a veces calificado de «neocolonial», consiste en exportar materias primas con escaso valor añadido e importar productos acabados. Como consecuencia, la economía senegalesa, muy dependiente del exterior, produce poca riqueza a pesar de un crecimiento sostenido (entre el 4% y el 7%).
Aunque ocho de cada diez senegaleses viven de la agricultura, ésta apenas representa el 17% del producto interior bruto (PIB). El desempleo es especialmente elevado entre los jóvenes menores de 24 años (35%), muchos de los cuales intentan llegar ilegalmente a Europa a través de las Islas Canarias o el Sáhara. Huyen de un coste de la vida muy elevado, sobre todo en Dakar, en un contexto de inflación elevada (9% en 2022, 6% en 2023). El país ocupa el puesto 169 de 192 en el Índice de Desarrollo Humano (IDH) elaborado por el Programa de las Naciones Unidas para el Desarrollo (PNUD). La tasa de pobreza, estimada en un 37% en 2025, no disminuye desde hace varios años.
El país es desigual. Según el Banco Mundial, el 10% más rico se reparte el 30% de la riqueza, mientras que el 10% más pobre se reparte el 3%.

### Turismo
Con la introducción del primer resort Club Med en la década de 1970, comenzó el crecimiento del turismo, el cual hoy es una parte importante de la economía del país. Desde la década de 1990, Senegal ha hecho un esfuerzo para captar turistas de Francia, ya que Senegal fue previamente uno de sus dominios. También está atrayendo turistas de España, Reino Unido e Italia, en parte motivado por el ejemplo de su vecina Gambia, la cual tiene un mayor porcentaje de turistas de Europa del Norte y de América gracias a los resorts costeros de Banjul.
En 2008, Senegal alcanzó un millón de turistas extranjeros. Su tasa de retorno se quedó en aproximadamente un 30 % (2008).

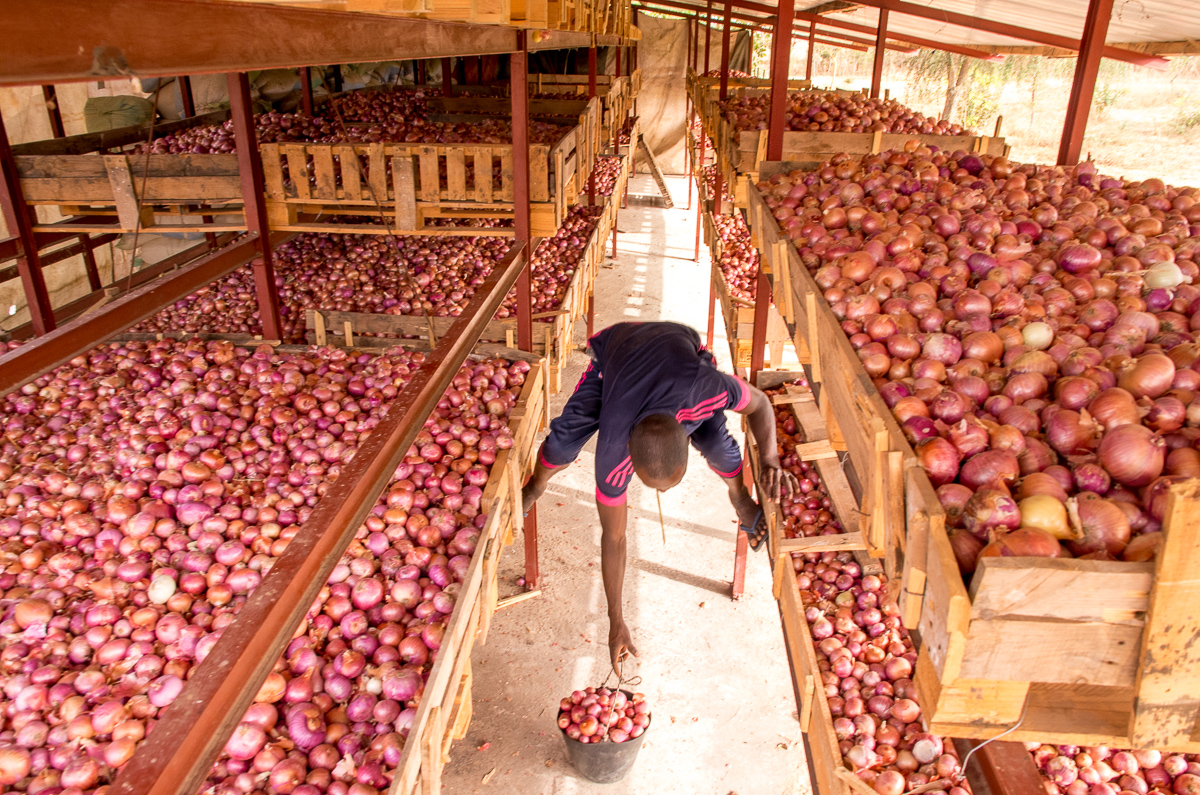
Un agricultor almacena cebollas en una granja de Senegal.

### Agricultura
La agricultura es uno de los sectores dominantes de la economía senegalesa, a pesar de que Senegal se encuentra en la región del Sahel, propensa a la sequía. Como sólo un 5% de la tierra es de regadío, Senegal sigue dependiendo de la agricultura de secano. La agricultura ocupa alrededor del 75% de la mano de obra. A pesar de una producción agrícola relativamente variada, la mayoría de los agricultores producen para satisfacer sus necesidades de subsistencia. El mijo, el arroz, el maíz y el sorgo son los principales cultivos alimentarios de Senegal. La producción está sujeta a la sequía y a las amenazas de plagas como la langosta, los pájaros, la mosca de la fruta y la mosca blanca. Además, se prevé que los efectos del cambio climático en Senegal perjudiquen gravemente a la economía agrícola debido a fenómenos meteorológicos extremos como la sequía, así como al aumento de las temperaturas.
Senegal es un importador neto de alimentos, sobre todo de arroz, que representa casi el 75% de las importaciones de cereales. Los cacahuetes, la caña de azúcar y el algodón son cultivos comerciales importantes, y se cultiva una gran variedad de frutas y verduras para los mercados locales y de exportación. En 2006, las exportaciones de goma arábiga se dispararon hasta los 280 millones de dólares, lo que la convierte, con diferencia, en la principal exportación agrícola. Las judías verdes, el tomate industrial, el tomate cherry, el melón y el mango son los principales cultivos comerciales hortícolas de Senegal. La región de Casamance, aislada del resto de Senegal por Gambia, es una importante zona productora de productos agrícolas, pero carece de infraestructuras y enlaces de transporte que mejoren su capacidad.

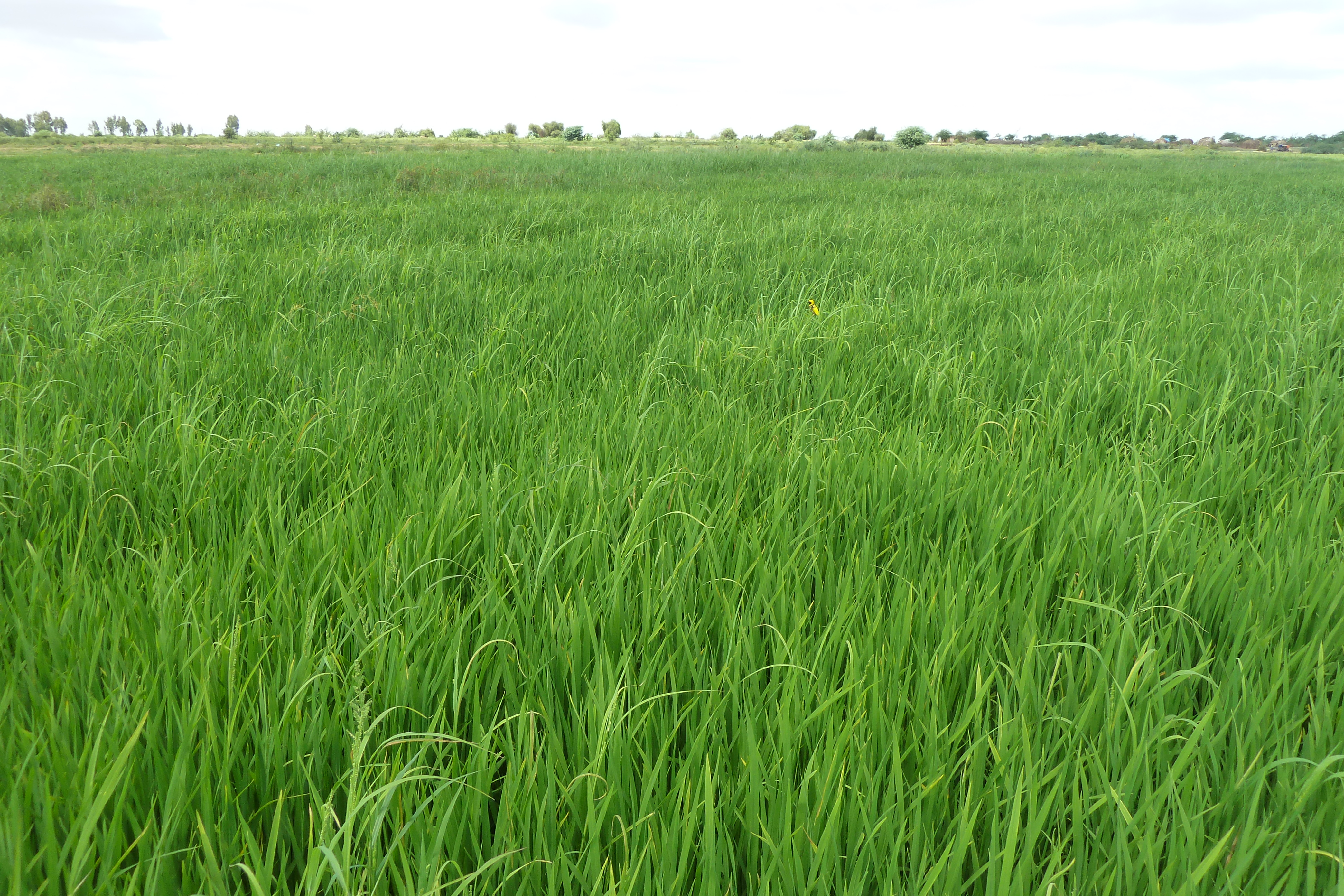
Cultivo de Arroz en el valle del Río Senegal

A pesar de la falta de modernización de la pesca artesanal, el sector pesquero sigue siendo el principal recurso económico de Senegal y la principal fuente de divisas. Los sectores ganadero y avícola están relativamente poco desarrollados y tienen potencial de modernización, desarrollo y crecimiento. Senegal importa la mayor parte de su leche y productos lácteos. El sector está inhibido debido a la escasa producción y a las limitadas inversiones. La producción potencial de fauna y productos forestales es elevada y diversificada y podría, si se organiza bien, beneficiar a los agricultores pobres de las zonas rurales. Aunque el sector agrícola se vio afectado por una invasión de langostas en 2004, se ha recuperado y se espera que la producción agrícola bruta aumente un 6,1% en 2006 y un 5,1% en 2007.

## Transporte

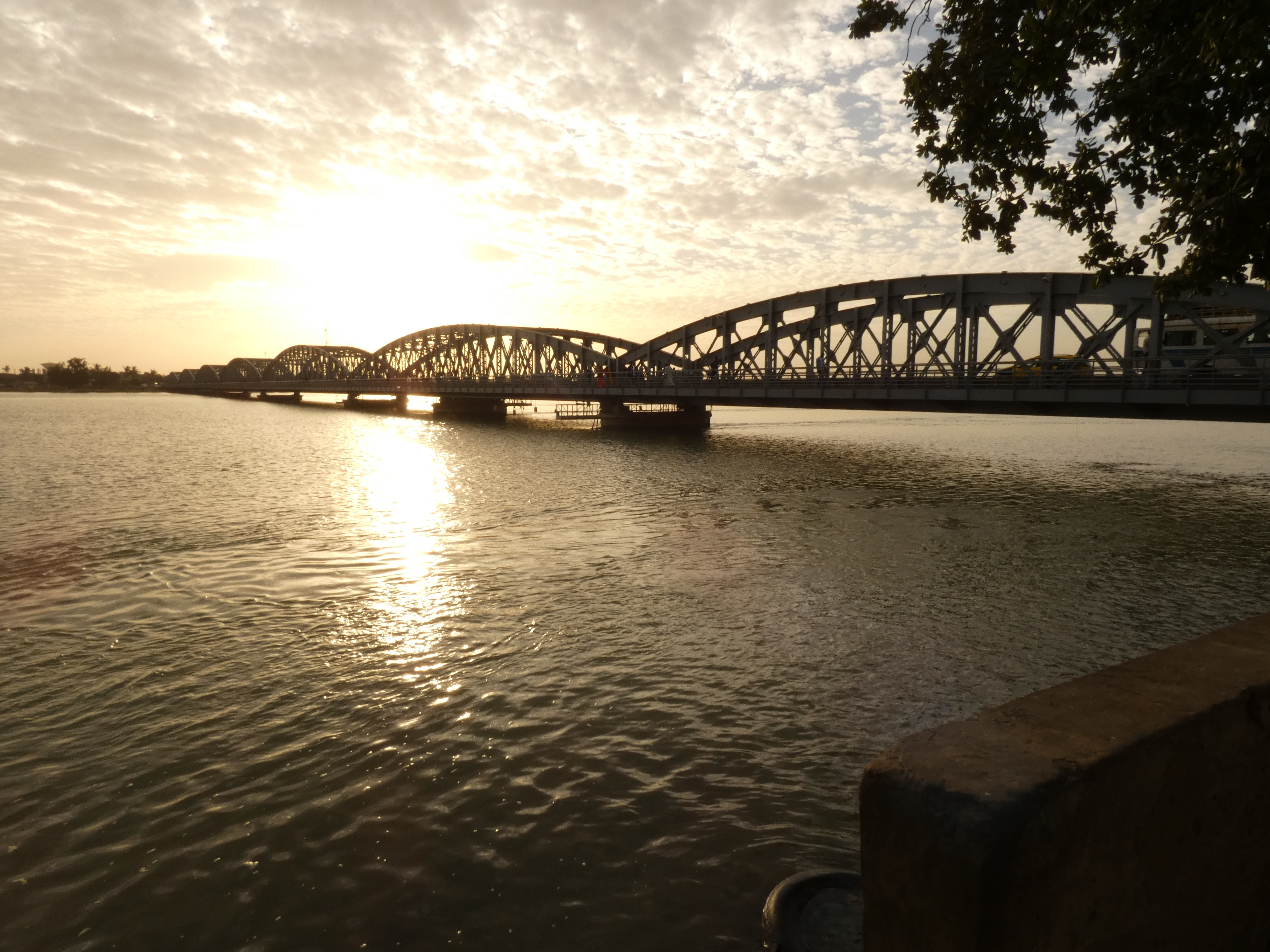
El Puente Faidherbe en Saint Louis

La red de carreteras es buena en el oeste, pero se deteriora a medida que el país se adentra en el interior. La red de transporte está bien desarrollada en las grandes ciudades, con taxis, autobuses25 y/o «autobuses rápidos» en diversos grados de reparación. En los suburbios y ciudades secundarias se utilizan taxis colectivos, «autobuses rápidos» y vehículos de caballos. En el interior, se utilizan taxis colectivos para desplazarse entre pequeñas ciudades y pueblos. El transporte interurbano se realiza en berlinas de siete plazas, autobuses interurbanos y autocares blancos llamados Ndiaga Ndiaye, que pueden recogerse de camino a las estaciones de autobuses.

### Carreteras
Tres rutas transafricanas pasan por Senegal:
- Transafricaine 1 (en), El Cairo - Dakar
- Transafricana 5 (en), Dakar - Yamena

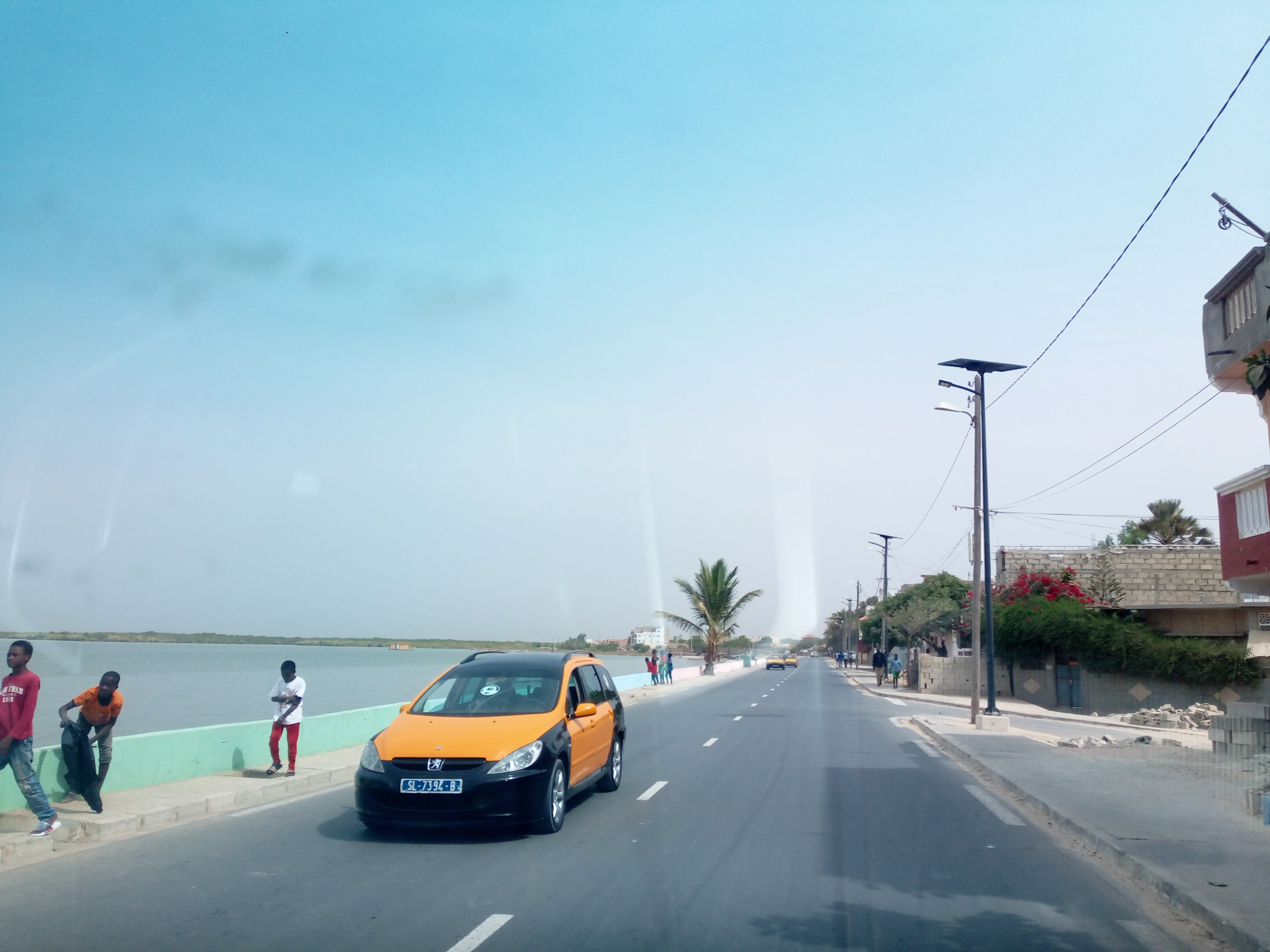
Ruta nacional 2 de Senegal

- Ruta nacional 2 de SenegalAutopista costera transafricana, Dakar - Lagos

Las redes son más densas en el oeste del país, a lo largo de la costa, pero la circulación de mercancías y personas es especialmente difícil hacia Dakar y la península de Cabo Verde. Las infraestructuras son más escasas en el este de Senegal, y la apertura de estas regiones es también un reto, ya que los medios de transporte siguen siendo a menudo tradicionales en el interior.
Se están haciendo grandes esfuerzos en materia de equipamiento. Hay varios proyectos en marcha, entre ellos un tramo de autopista de M'Bour a Kaolack, en construcción desde noviembre de 2021 (inauguración prevista en 2024 / 2025). Con el tiempo, se construirá una red de autopistas de varios cientos de kilómetros. Un tramo de autopista que discurre hacia el norte desde el nuevo aeropuerto internacional de Dakar está abierto al tráfico desde el 18 de diciembre de 2018 hasta Touba, conocido como ilaa Touba.

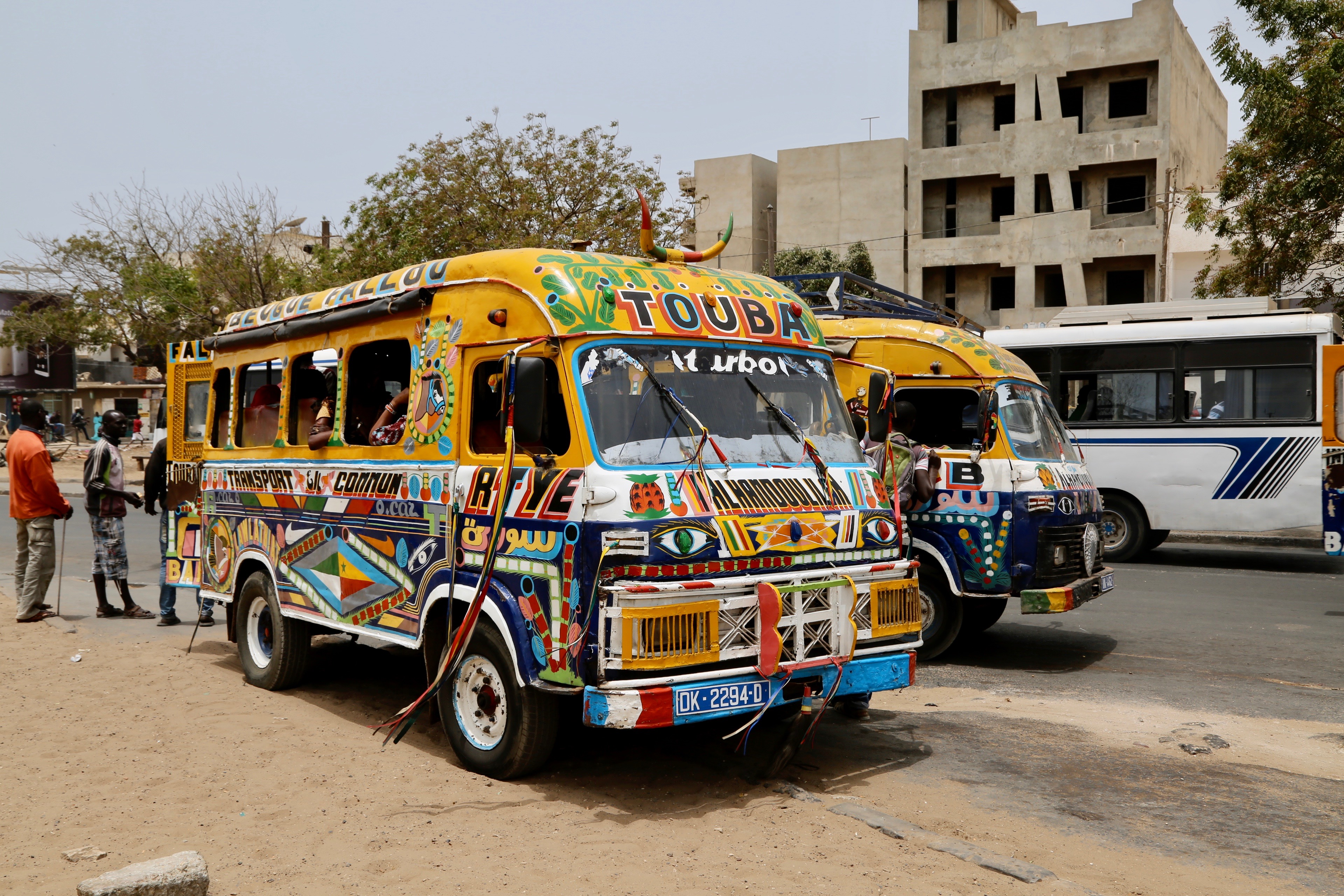
Uno de los coloridos buses de Dakar

La construcción de una autopista de peaje entre Dakar y Diamniadio (35 km), finalizada el 10 de agosto de 2013, también unirá Dakar con Rufisque en menos de veinte minutos. A medio plazo, creará nuevas zonas residenciales gracias a sus numerosas rampas de salida, con el fin de descongestionar el tráfico en Dakar.
También se han completado otros dos tramos de autopista, de Diamniadio al aeropuerto internacional Blaise-Diagne (inaugurado el 7 de diciembre de 2017) y de este último aeropuerto a M'Bour, en el sur del país. Hay otros proyectos en estudio o en curso, como la transformación de Saint-Louis en puerto marítimo de cabotaje y el desarrollo del puerto de Ziguinchor para la manipulación de contenedores.

### Transporte Aéreo
El aeropuerto internacional Léopold-Sédar-Senghor fue la principal puerta de entrada aérea a Senegal hasta que fue sustituido por el aeropuerto Blaise Diagne el 8 de diciembre de 2017. El 25 de mayo de 1971, el avión supersónico Concorde realizó su primer vuelo de demostración París-Dakar en 2 horas y 52 minutos (incluyendo 2 horas y 7 minutos en vuelo supersónico) y el 21 de enero de 1976 abrió por primera vez la ruta comercial París-Dakar-Río.

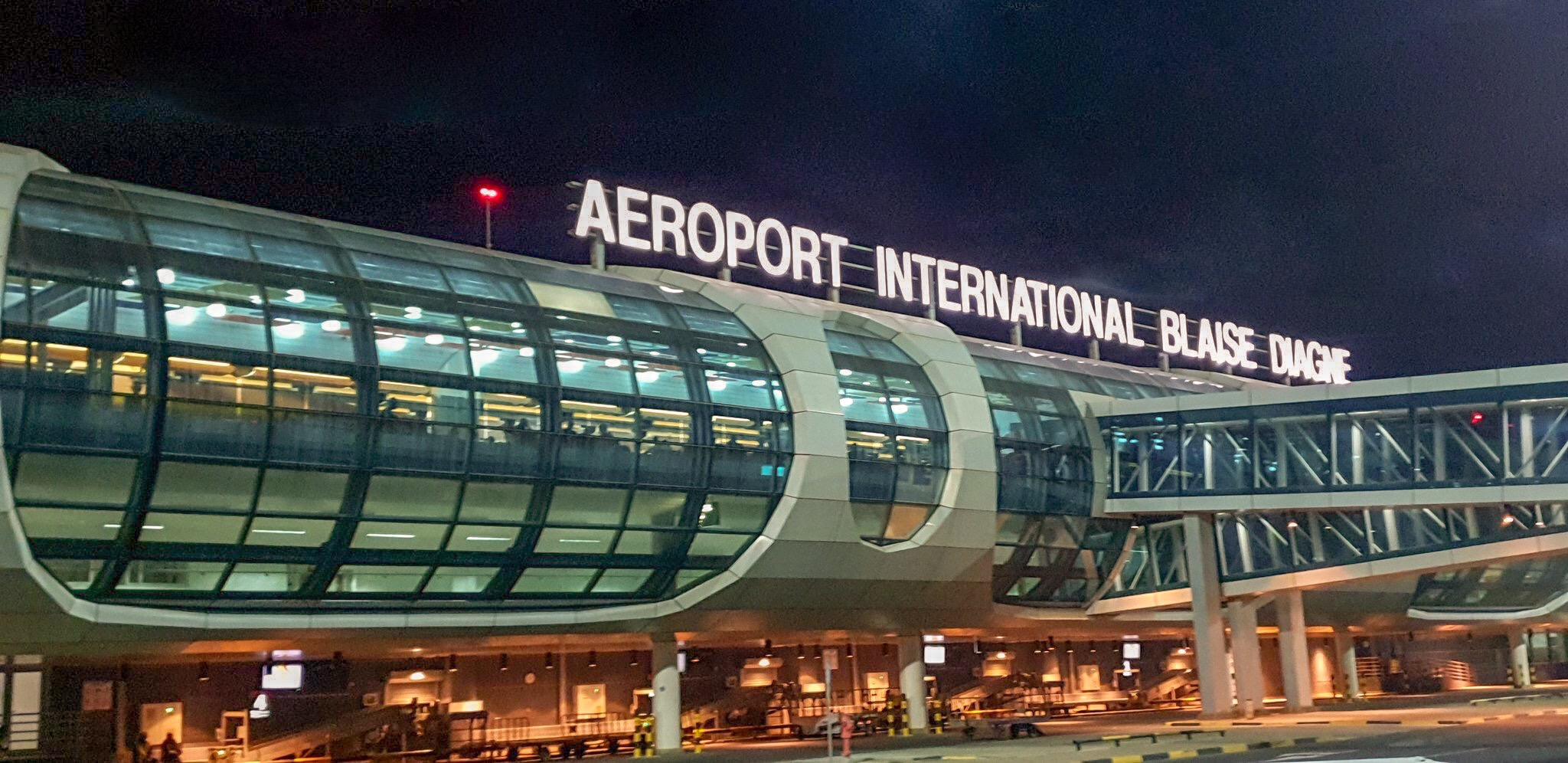
Aeropuerto Internacional Blaise Diagne

El presidente Senghor asistió a su llegada al aeropuerto de Dakar, junto con los primeros pasajeros supersónicos de la historia de la aviación. La ruta París-Río finalizó el 1 de abril de 1982.
Creada en 2000, la compañía Air Sénégal International, filial del grupo Royal Air Maroc, vuela a destinos en Europa y África desde el 23 de febrero de 2001. Miembro de la IATA desde el 28 de mayo de 2002, fue nombrada mejor compañía aérea africana en 2003. Sin embargo, a raíz de dificultades financieras y disputas entre sus principales accionistas, Royal Air Maroc y el gobierno senegalés, cesó todos sus vuelos el 24 de abril de 2009.

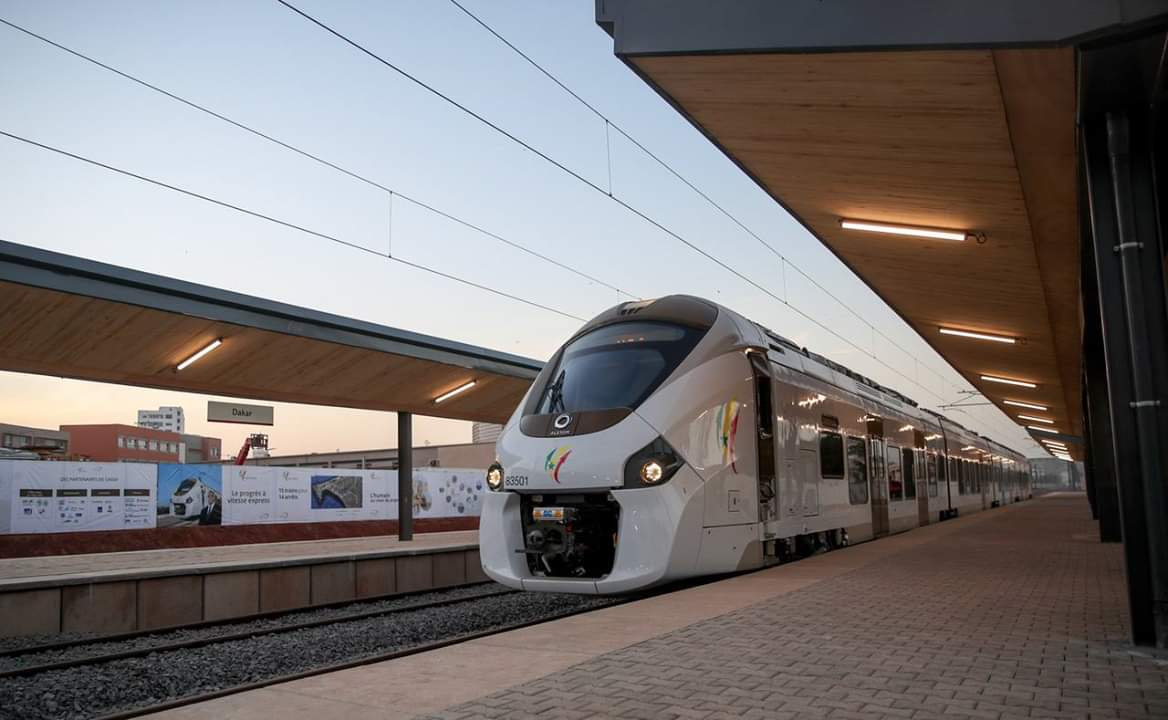
Un tren TER en la estación ferroviaria de Dakar

En octubre de 2009 se creó una nueva compañía, Senegal Airlines, de la que el Estado senegalés es accionista minoritario. Desde principios de 2010, esta nueva aerolínea vuela a una veintena de destinos africanos desde Dakar. En el Salón Aeronáutico de Dubái, en noviembre de 2009, Senegal Airlines anunció que había encargado dos Airbus A330 y cuatro Airbus A320. Pero en 2016, el gobierno retiró la concesión comercial a la aerolínea debido al déficit presupuestario de la compañía.
En 2016, se creó Air Sénégal como sustituta.

#### Ferrocarriles
La estación de ferrocarril de Dakar es la más antigua de Senegal. Tras una importante renovación, esta estación se utiliza para la nueva línea TER, que se inauguró y abrió el 27 de diciembre de 2021. Los servicios comerciales de pasajeros comenzaron entonces el 28 de diciembre de 2021, con un periodo de viaje gratuito que duró hasta el 17 de enero de 2022. Cabe señalar que las 2 vías del TER cumplen las normas internacionales (electrificación de 25KV, ancho de vía de 1.435 mm, trenes TER de última generación). 

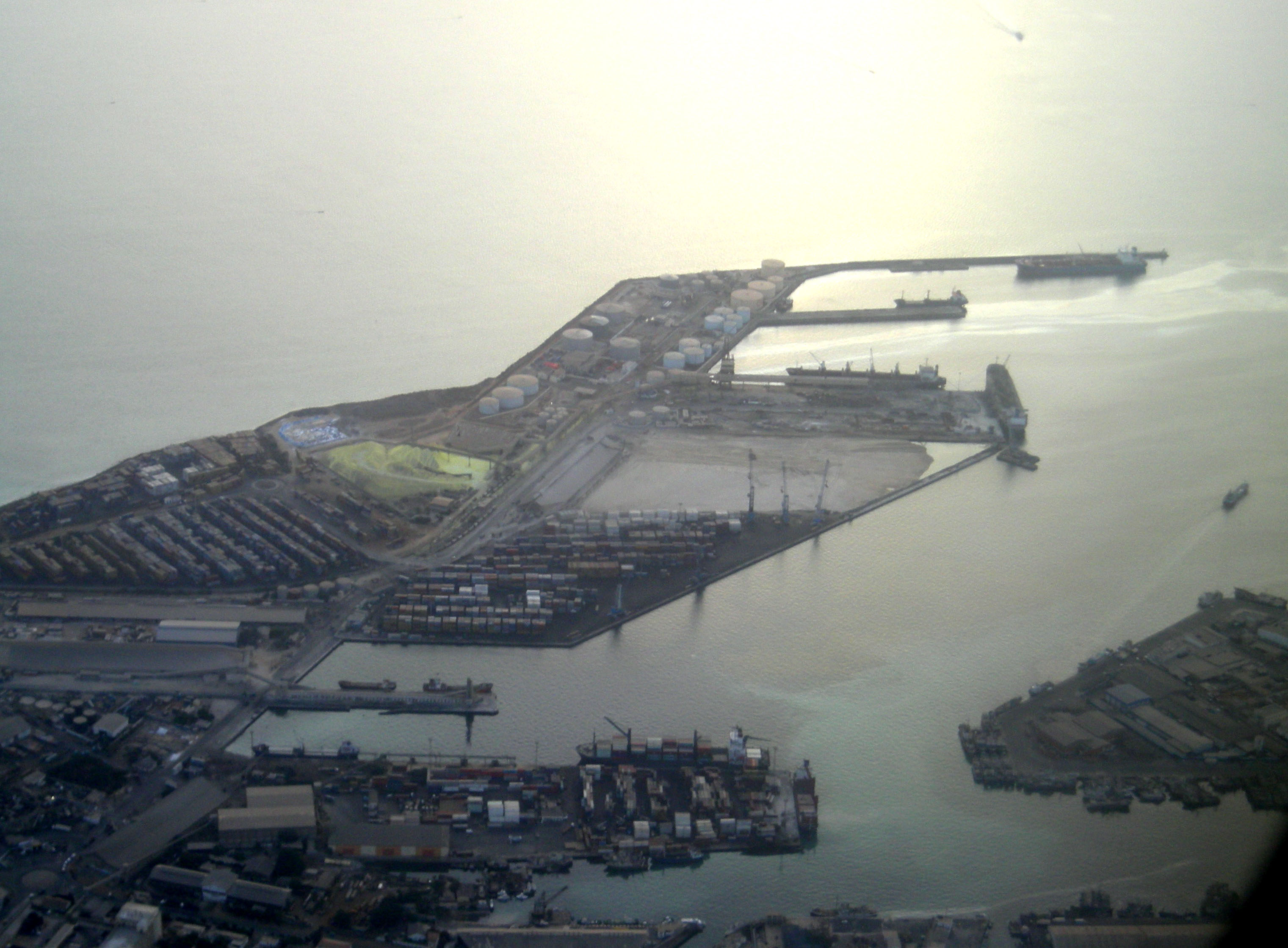
Vista aérea del Puerto de Dakar, el principal de Senegal

En 2024 / 2025, el TER enlazará con el nuevo aeropuerto internacional de Dakar, cuya terminal actual (2022) se encuentra en Diamniadio. El enlace con Bamako (en Mali) ya no está activo actualmente, pero se ha renovado una vía de metro reservada al transporte de mercancías desde la estación de Dakar hasta el puerto, que podría ampliarse hacia el este en el futuro si fuera necesario.

### Transporte marítimo
El transporte marítimo consiste en botes de remos a la isla de Gorée desde Dakar, el enlace marítimo Dakar-Ziguinchor proporcionado por el Consortium sénégalais d'activités maritimes, y barcos para cruceros por el río Senegal (como el Bou El Mogdad). También hay grandes cargueros que se benefician de la Autoridad Portuaria de Dakar, uno de los tres puertos de gran calado de África Occidental, y de su terminal de contenedores.

## Demografía

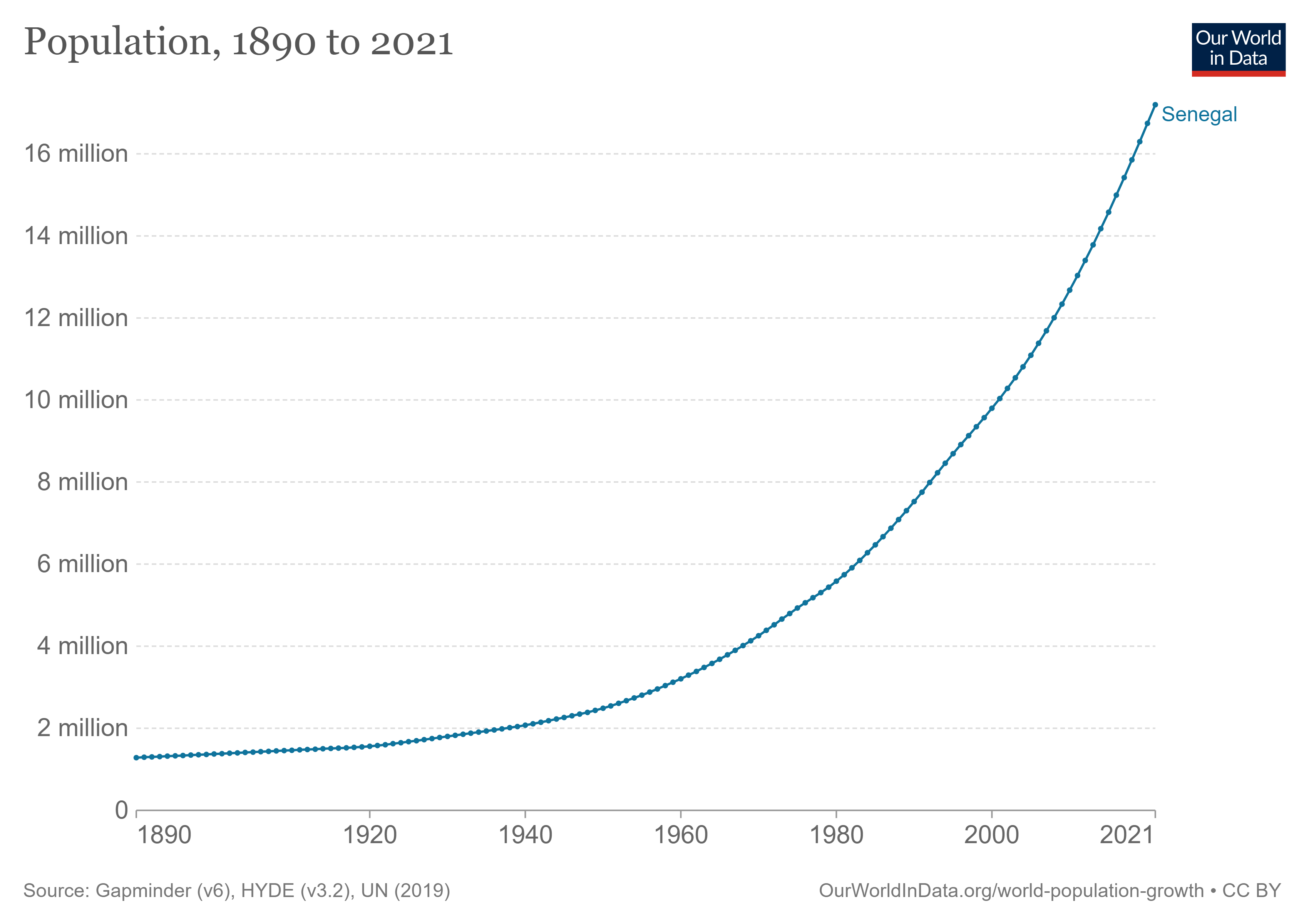
Evolución de la población del país en millones de habitantes.

Senegal tiene una población de unos 16,9 millones de habitantes, de los cuales aproximadamente el 42 % vive en zonas rurales. La densidad en estas zonas varía de una alta densidad de hab/km² en la región centrooccidental a menos de 10 por kilómetro cuadrado en la árida sección oriental.

### Etnografía
Senegal cuenta con una gran variedad de grupos étnicos y, como en la mayoría de los países de África Occidental, se hablan varias lenguas. Los wólof son el grupo étnico más numeroso de Senegal, con un 43 %; los fula y los toucouleur (también conocidos como halpulaar'en, literalmente «hablantes de pulaar») (24 %) son el segundo grupo más numeroso, seguidos de los serer (14,7 %), y luego otros como los jola (4 %), los mandinga (3 %), los moros o (naarkajors), los soninké, los basari y muchas comunidades más pequeñas (9 %).[cita requerida]

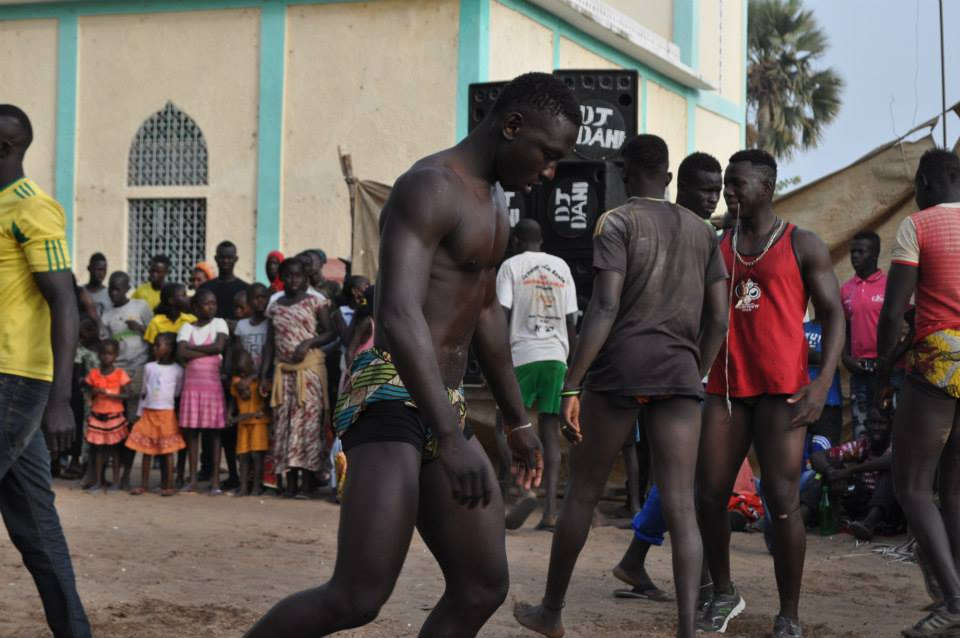
Luchadores senegaleses en un espectáculo público

Unos 50 000 europeos (en su mayoría franceses) residen en Senegal. Un número menor de otros emigrantes, en concreto mauritanos libaneses y marroquíes, residen en Senegal, principalmente en las ciudades y algunos jubilados que residen en las ciudades turísticas de los alrededores de Mbour. La mayoría de los libaneses trabajan en el comercio. La mayoría de los libaneses son originarios de la ciudad libanesa de Tiro, conocida como la «pequeña áfrica occidental» y cuyo paseo principal se llama «avenue du Senegal».
El país experimentó una oleada de inmigración procedente de Francia en las décadas comprendidas entre la Segunda Guerra Mundial y la independencia senegalesa; la mayoría de estos franceses adquirieron viviendas en Dakar u otros grandes centros urbanos. También hay pequeñas comunidades vietnamitas y un número creciente de inmigrantes chinos, cada una de ellas con unos pocos cientos de personas. También hay decenas de miles de refugiados mauritanos en Senegal, principalmente en el norte del país.
Según la Encuesta Mundial sobre Refugiados 2008, publicada por el Comité de EE. UU. para los Refugiados y los Inmigrantes, Senegal tenía una población de refugiados y solicitantes de asilo de aproximadamente 23 800 personas en 2007. La mayoría de esta población (20 200) procede de Mauritania. Los refugiados viven en N'dioum, Dodel y pequeños asentamientos a lo largo del valle del río Senegal.

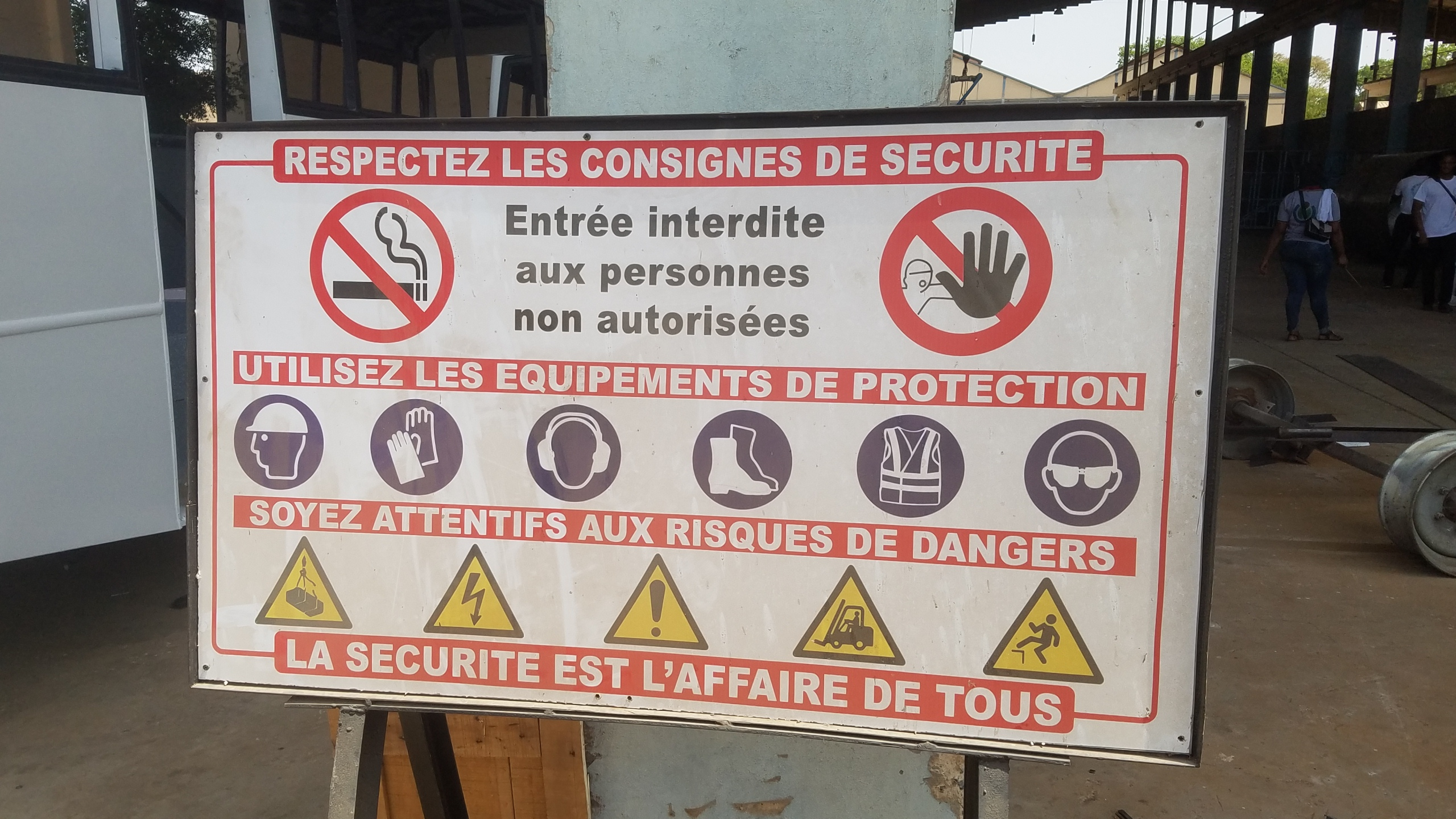
Un cartel de advertencia en Senegal escrito en francés

### Idiomas
El francés es la lengua oficial, hablada al menos por todos los que pasaron varios años en el sistema educativo de origen francés (las escuelas coránicas son aún más populares, pero el árabe se habla menos fuera del contexto de la recitación). Sin embargo, en total, el francés sólo lo entienden alrededor del 15-20 % de los varones y el 1-2 % de las mujeres. Durante el siglo XV, muchos territorios europeos empezaron a comerciar con Senegal. En el siglo Xix, Francia aumentó su influencia colonial en Senegal, por lo que el número de francófonos se multiplicó continuamente. El francés fue ratificado como lengua oficial de Senegal en 1960, cuando el país alcanzó la independencia.
La mayoría de la población también habla su propia lengua étnica, mientras que, sobre todo en Dakar, el wolof es la lengua franca. El fula lo hablan los fulas y los toucouleurs. En total, Senegal alberga unas 39 lenguas distintas. Varias tienen el estatus legal de «lenguas nacionales»: balanta-ganja, árabe, jola-fonyi, mandenká, mandjak, mankanya, noon (Serer-Noon), pulaar, serer, soninké y wolof.
El inglés se enseña como lengua extranjera en la enseñanza secundaria y en muchos programas de postgrado, y es la única materia que cuenta con una oficina especial en el Ministerio de Educación. Dakar alberga un par de colegios bilingües que ofrecen el 50 % de su plan de estudios en inglés. El Senegalese American Bilingual School (SABS), el Yavuz Selim y el West African College of the Atlantic (WACA) forman a miles de personas que dominan el inglés en programas de cuatro años. El inglés se utiliza mucho en la comunidad científica y en los negocios, incluidos los modou-modou (empresarios analfabetos y autodidactas).

### Religión

Gran Mezquita de Ouakam

Senegal es un estado laico, aunque el islam es la religión predominante en el país, practicada por el 96,6 % de la población; la comunidad cristiana, con el 3,3 % de la población, es mayoritariamente católica, pero también hay diversas confesiones protestantes. Menos del 1 % tiene creencias animistas, sobre todo en la región sureste del país.
Según un estudio demográfico de Pew de 2012, el 55 % de los musulmanes de Senegal son suníes de la madhhab maliki con influencias sufíes, mientras que el 27 % son musulmanes aconfesionales. Las comunidades islámicas de Senegal suelen organizarse en torno a una de las diversas órdenes sufíes islámicas denominadas tariqas, encabezadas por un khalif, que suele ser descendiente directo del fundador del grupo; según el estudio, el 92 % de los musulmanes senegaleses pertenecían a una orden sufí. Las dos tariqas sufíes más grandes y destacadas de Senegal son la Tijaniyyah, cuyos subgrupos senegaleses más numerosos tienen su sede en las ciudades de Tivaouane y Kaolack y cuenta con amplios seguidores en África Occidental fuera de Senegal, y la Murīdiyya, que tiene su sede en la ciudad de Touba y cuenta con una base de seguidores limitada principalmente al interior de Senegal.

### Principales ciudades
La capital de Senegal es Dakar, de lejos la mayor ciudad del país con más de dos millones de residentes. La segunda ciudad más poblada es Touba, una communauté rurale (comuna rural) de iure, con más de medio millón.

### Emigración e Inmigración
Aunque Senegal también acoge a un gran número de migrantes, tanto estacionales como de otro tipo, procedentes de países vecinos y lejanos, también hay una gran comunidad senegalesa que vive fuera del país.

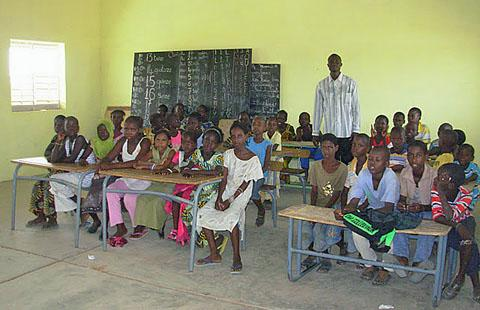
Niños de Mauritania refugiados en Senegal

En 2018, más de 530.000 senegaleses vivían fuera del país. Esta diáspora representa un recurso esencial para el país, tanto desde el punto de vista económico como identitario. A principios de la década de 2000, las transferencias financieras representaban entre el 5 y el 10% del PIB, es decir, entre 300 y 500 millones de euros al año. En 2017, estos senegaleses en el extranjero inyectaron más de 2.050 millones de euros (1.169 billones de francos CFA, o el 12,5% del PIB de Senegal) en el país cada año, según cifras extraídas de la Política Nacional de Migración de Senegal (PMNS).
Las tecnologías de la información y la comunicación (TIC) contribuyen a mantener los lazos familiares y las redes tradicionales.
Son principalmente hombres jóvenes los que se instalan en Europa, sobre todo en Francia, o en Norteamérica, especialmente en Quebec (Canadá), con planes de regresar a su país al cabo de unos años.

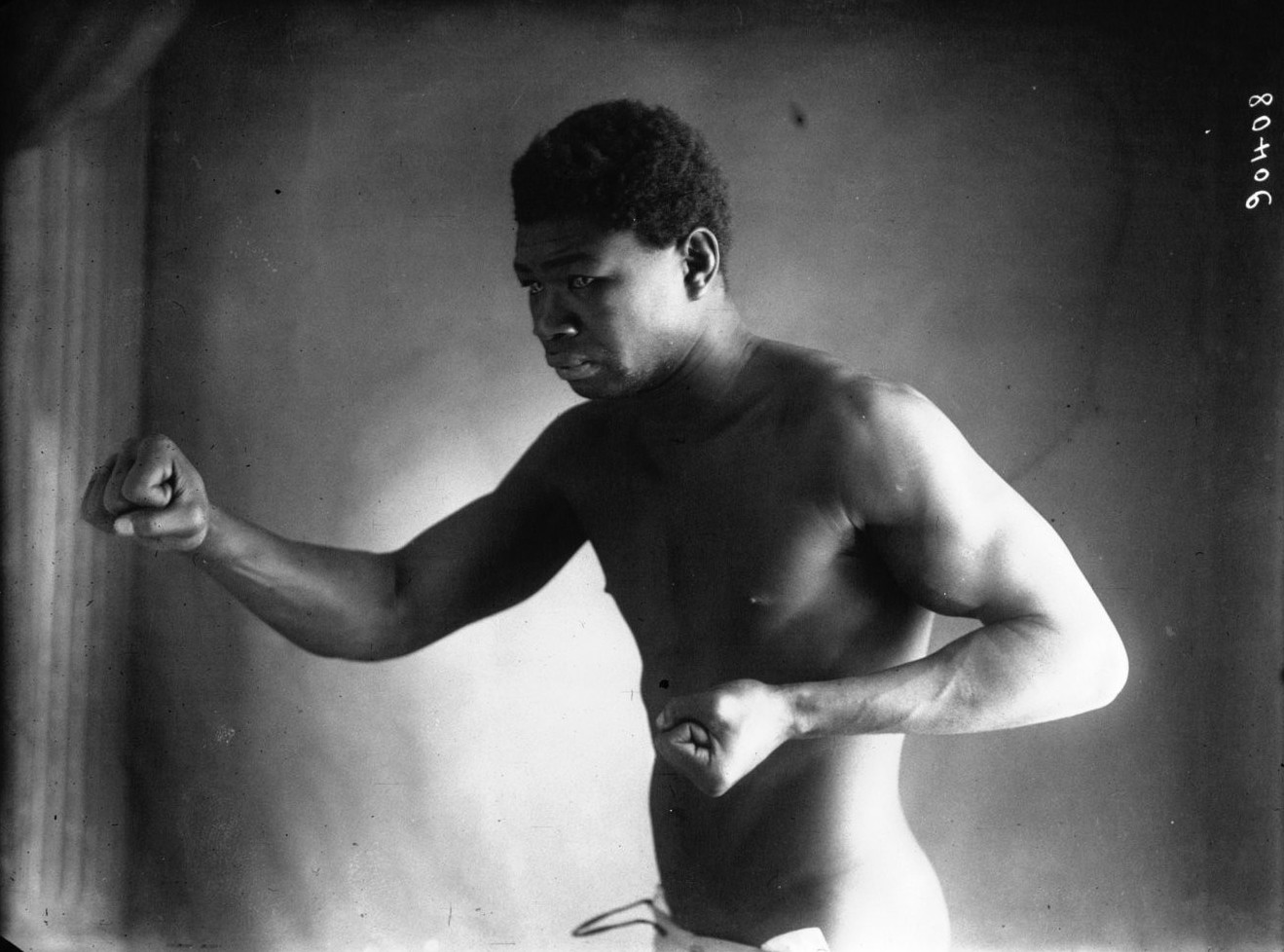
Battling Siki boxeador Franco-senegalés se hizo famoso en Francia y Estados Unidos habiendo nacido en el Senegal Francés. Fue condecorado en la Primera Guerra Mundial.

En 2017, el 75% de los jóvenes senegaleses (principalmente del sur, sureste y norte del país) deseaban abandonar el país. El aumento de la inmigración ilegal en las peores condiciones, en particular hacia las Islas Canarias, (España) es una gran preocupación para Senegal y los países de acogida. Los más desesperados quieren ignorar los riesgos, sensibles al éxito de unos pocos y, en particular, de personalidades de la diáspora - nacidas en Senegal o de padres senegaleses - sobre todo en los medios artísticos o deportivos.
Inicialmente país de emigración rural soninké y fulani del valle del río Senegal hacia Francia a partir de la época colonial, y luego hacia los países de la subregión, Senegal ha conocido una emigración más diversificada, originada tanto en el centro-oeste del país como en las grandes ciudades, que han actuado como lugares de paso y tránsito hacia la escena internacional desde la independencia.
La inestabilidad política y económica de los países vecinos y el cierre de las fronteras europeas han tenido como efecto la transformación del sistema de migración rotatoria (o noria) en un asentamiento más permanente. El control cada vez más estricto de las fronteras de Francia, en un principio destino preferente, ha hecho que los flujos migratorios se reorienten hacia nuevos destinos: en primer lugar Italia y España, pero también Estados Unidos, Canadá y, más recientemente, China.
El 15 de abril de 2010, Human Rights Watch publicó un informe en el que instaba a las autoridades senegalesas a regular todas las escuelas coránicas a las que asisten decenas de miles de niños. Estos niños talibé, estimados en 50.000 varones, sufren a veces abusos que les empujan al exilio.
En Senegal hay casi un millón de inmigrantes guineanos.

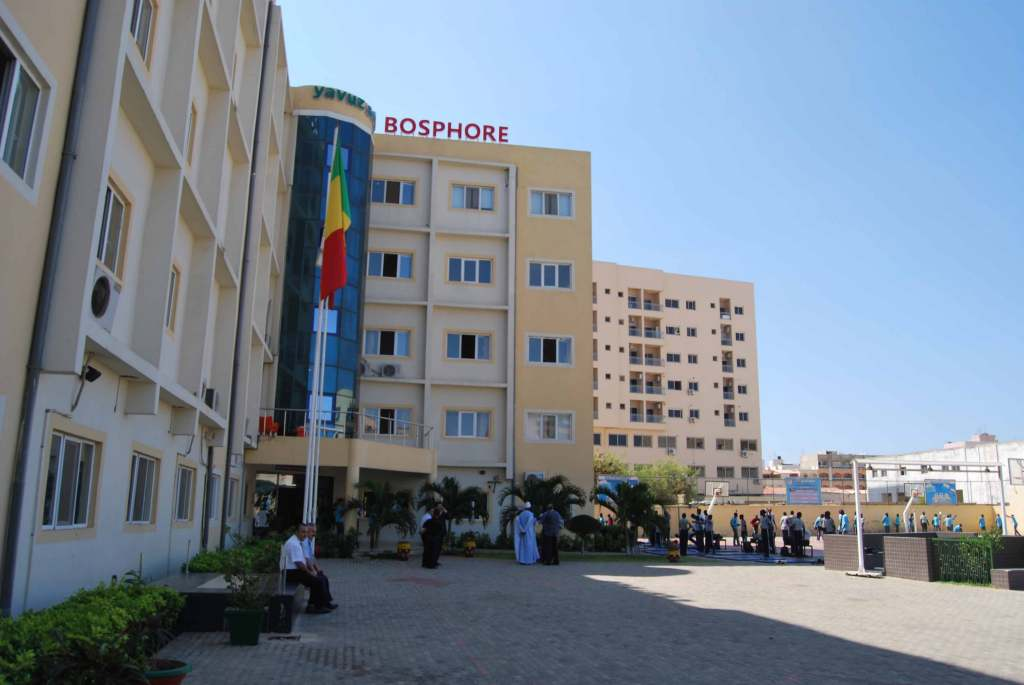
Escuela Yavuz Selim Bosphore

### Educación
El sistema educativo de Senegal es uno de los más avanzados del continente. Senegal puede presumir de un alto nivel educativo con títulos equivalentes a los de las universidades extranjeras más prestigiosas, tanto en Francia como en Estados Unidos.
Esto permite también intercambios con estudiantes que vienen a estudiar a Senegal en el marco de estudios específicos sobre el país o estudiantes senegaleses que salen al extranjero para diversificar sus conocimientos en el marco de sus investigaciones.
Con una población muy joven, la demanda de formación es muy elevada, por no hablar de los jóvenes de otros países africanos más pobres que intentan completar sus estudios en Dakar.

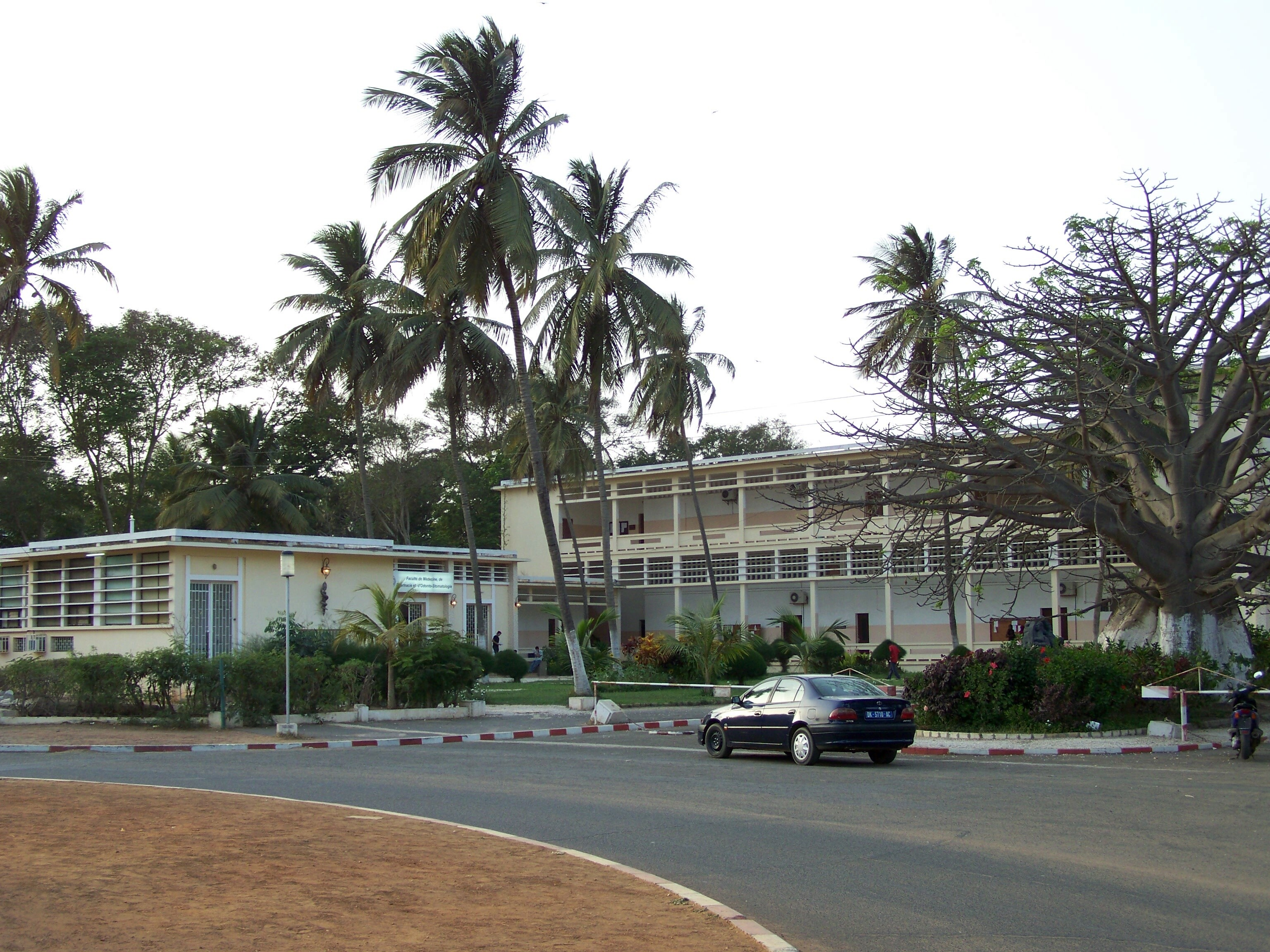
Facultad de Medicina de la Universidad Cheikh Anta Diop

A pesar de una tasa de éxito en el bachillerato similar en 2000 (37,67%) y 2011 (38,4%), el número de bachilleres ha pasado de 9.000 a 30.000 en los años transcurridos. Y naturalmente, el 80% de estos bachilleres buscaban matricularse en la universidad, «un objeto de promoción social y de orgullo, por el que las familias y los estudiantes están dispuestos a hacer enormes sacrificios», explica el investigador Olivier Provini, que trabaja en las reformas universitarias africanas. El principal problema al que se enfrentan muchos bachilleres es el dominio del francés: a lo largo de su formación, tienen que hacer malabarismos entre el francés y la lengua nacional, el wolof.
Se han creado nuevas universidades públicas en Bambey, Thiès y Ziguinchor, y se han aumentado los sueldos de los profesores bajo la presidencia de Abdoulaye Wade, lo que ha contribuido a frenar la fuga de cerebros académicos y a favorecer el regreso de algunos que estaban en Europa, Estados Unidos y otros lugares de África. La Universidad de Kaolack abrirá pronto sus puertas bajo la presidencia del nuevo Presidente de la República, Macky Sall. Esta nueva universidad contribuirá a descongestionar las otras universidades del país, pero también a orientar a un gran número de estudiantes. También contribuirá al desarrollo de las demás regiones del país.

Senegal es miembro de la Organización de la Francofonía (que en su día dirigió su expresidente Abdou Diouf) y se ha convertido en país observador en la Comunidad de Países de Lengua Portuguesa (CPLP). Senegal está considerando la posibilidad de convertirse en miembro de pleno derecho de la CPLP, a pesar de que el portugués sólo lo habla una proporción muy pequeña de la población. La segunda Universidad de Dakar y la Universidad de Sine Saloum abrirán sus puertas a principios de 2017.

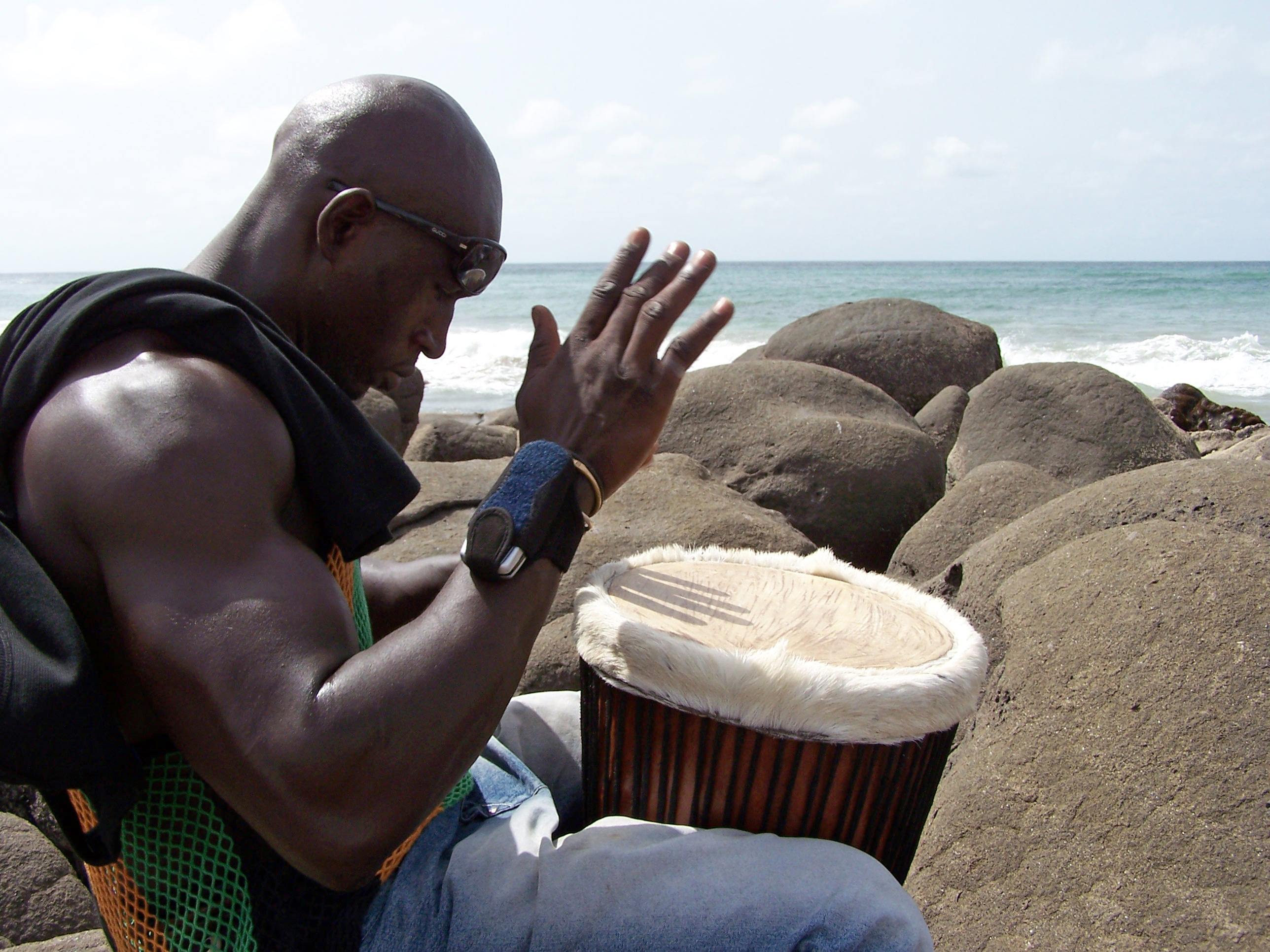
Hombre senegalés tocando el djembé en Dakar

## Cultura
Senegal es conocido en toda África por su influencia y herencia musical, gracias a la popularidad del mbalax, que tiene su origen en la tradición percusiva serer. Esta música fue popularizada por Youssou N'Dour, entre otros, logrando gran éxito internacional. La percusión sabar es especialmente popular. El sabar se utiliza fundamentalmente en las celebraciones especiales, como bodas. Otro instrumento es el tama. Otros músicos populares de renombre internacional son Ismael Lô, Cheikh Lô, Orchestra Baobab, Baaba Maal, Akon, Thione Seck, Viviane, y Pape Diouf.
Senegal es conocido por la tradición, típica de África Occidental, de la narración de historias, realizada por los griots, quienes han mantenido la historia de la región viva durante miles de años a través de sus palabras y música. La profesión del griot se pasa de generación en generación, y requiere de años de entrenamiento y aprendizaje en genealogía, historia y música. Los griots dan voz a generaciones y generaciones de la sociedad africana.

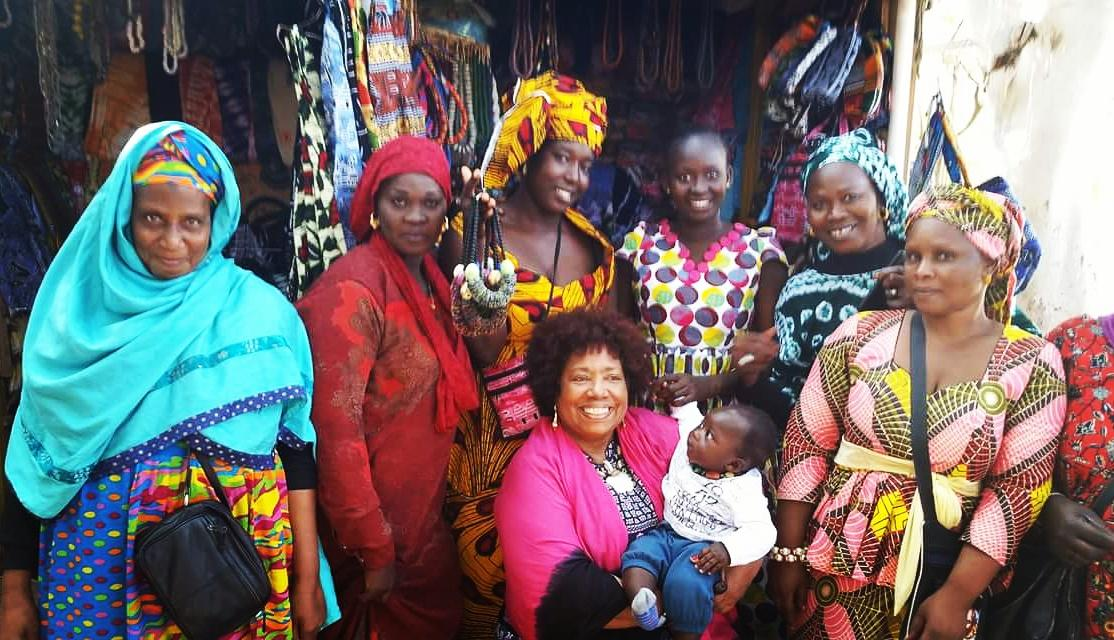
Mujeres de Senegal con atuendos típicos

### Sociedad
Senegal es conocido comúnmente como «la tierra de la teranga». El término «teranga» hace referencia a los valores de hospitalidad, solidaridad y compartir. Se puede decir que el pueblo senegalés es muy colectivista.
Además, en Senegal hay muchos grupos étnicos, como los soninke, manding, lebou, peulh, diola y toucouleur.
Junto a los grupos étnicos están las castas. Los grupos étnicos y las castas no están vinculados. Los grupos étnicos representan agrupaciones culturales, mientras que el sistema de castas representa jerarquías sociales. Esta jerarquía social se basa en el oficio practicado por los antepasados hace muchos años.
El sistema de castas incluye a los nobles («geer»), que son agricultores y ganaderos, los griots («gewel»), cuya función es cantar las alabanzas de los nobles, y los artesanos («jef lekk»), que se dividen en varias categorías, como los «teug», que son herreros, los «ude», que son zapateros, los «laobé», que son ebanistas, y los «maabo», que son tejedores.

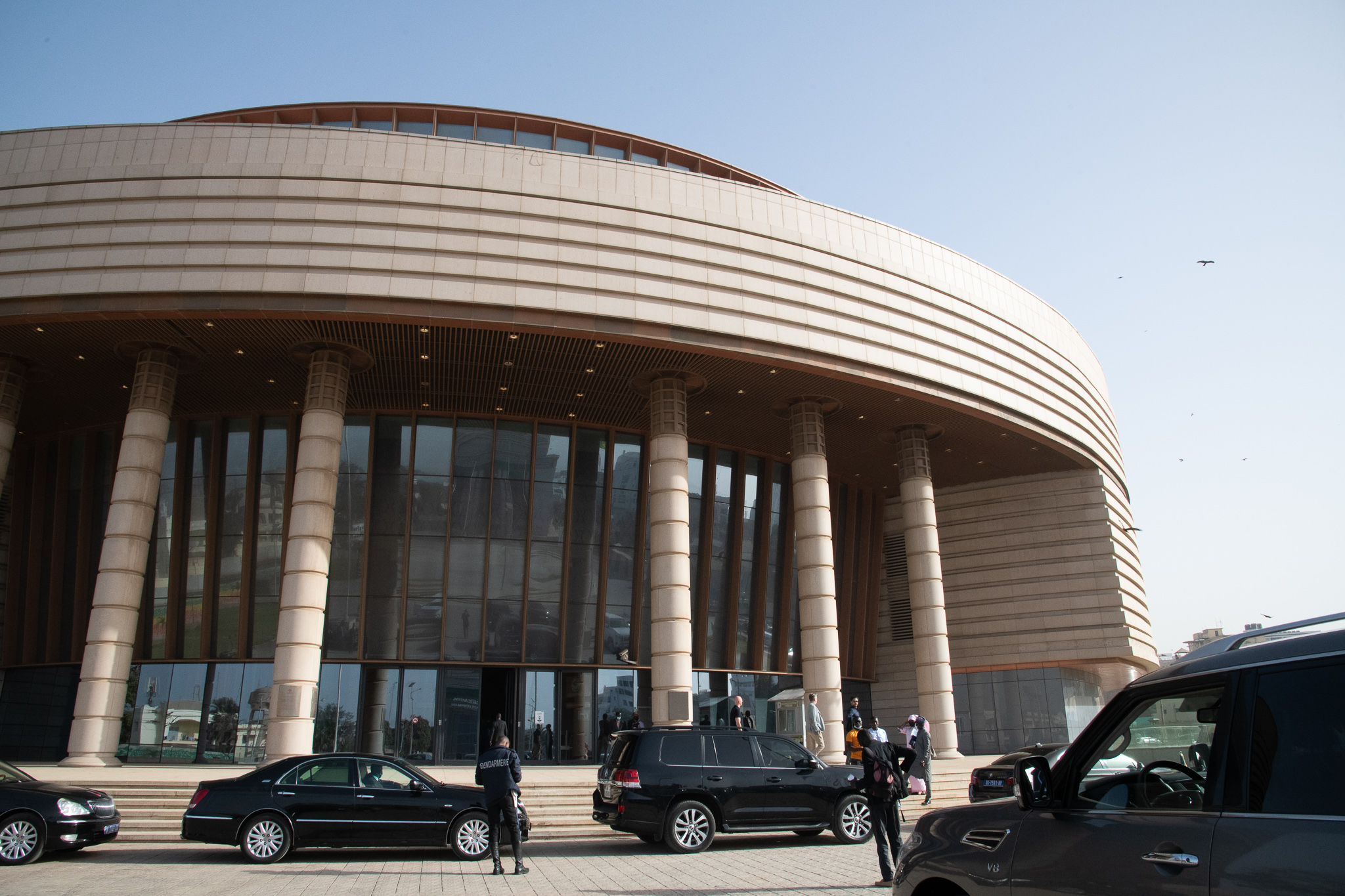
Museo de las Civilizaciones Negras en Dakar

Anteriormente, era el apellido el que identificaba la pertenencia a una casta. Además, el sistema de castas era muy visible. En la actualidad, esto sólo ocurre en algunas partes de Senegal, debido a la mezcla cultural.
Sin embargo, no está menos presente en la sociedad senegalesa. Este sistema crea discrepancias a varios niveles, como en el caso de los matrimonios: es muy difícil, si no imposible, que dos personas de castas diferentes se casen. Además, Senegal nunca ha tenido un presidente de una casta distinta a la noble.

### Literatura
La literatura senegalesa es una de las más importantes de África Occidental, tanto escrita como oral. La mayoría de sus obras están escritas en francés, pero también hay textos en árabe, wolof, peul, serere, diola, mandinga y soninké. La población de Senegal, sin contar las diásporas, será de unos 18 millones de habitantes en 2024 (frente a 2.416.000 en 1950 y 3.048.000 en 1960).
La literatura senegalesa es conocida en todo el mundo desde hace mucho tiempo principalmente a través de la figura excepcional de Léopold Sédar Senghor, poeta y estadista, campeón de la francofonía y paladín de la negritud.

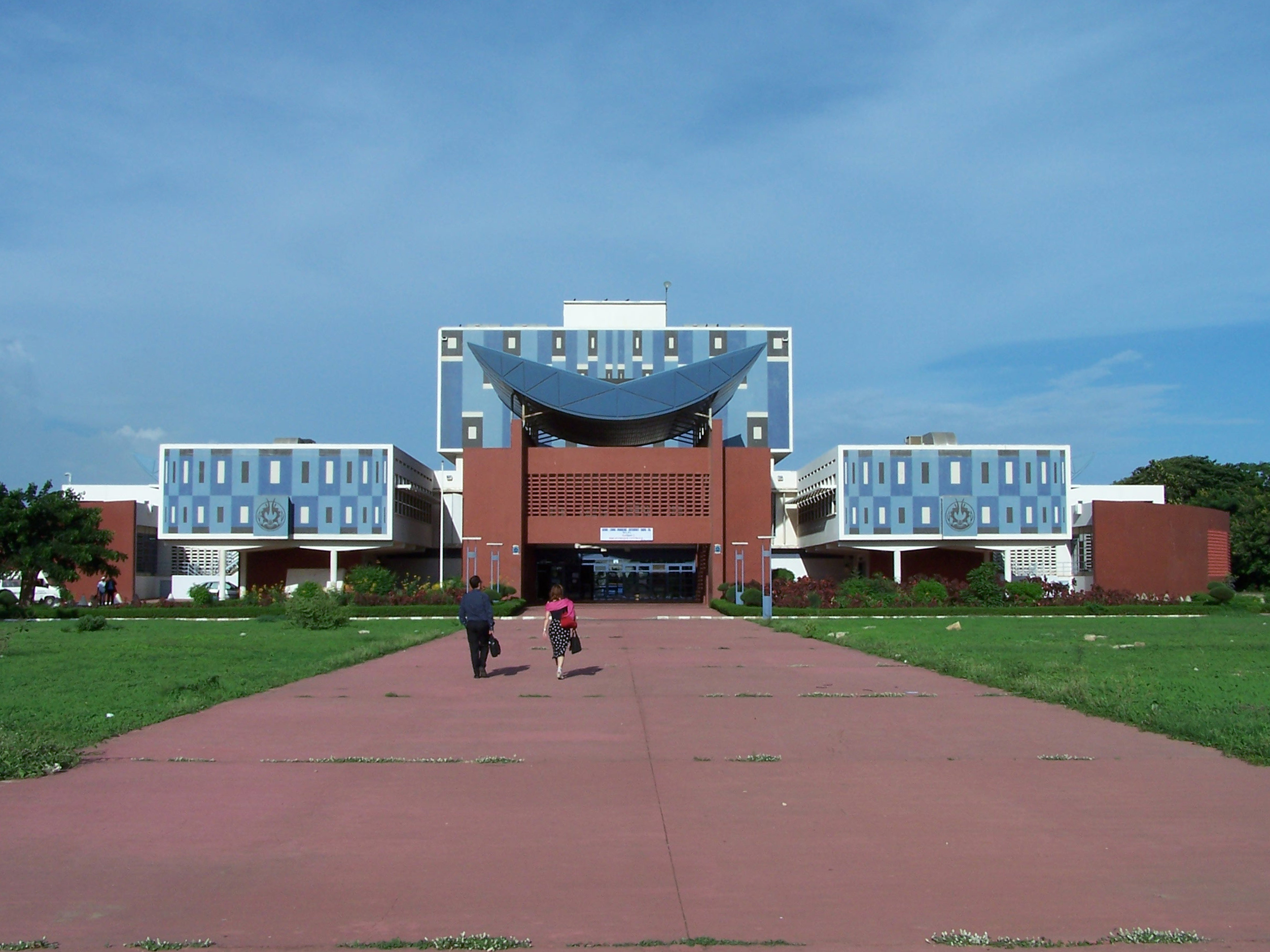
Biblioteca de la Universidad Cheikh Anta Diop

Otros autores ya clásicos son los novelistas Cheikh Hamidou Kane, Birago Diop, Boubacar Boris Diop, Mamadou Mahmoud N'Dongo y el poeta Alioune Badara Coulibaly, así como Ousmane Sembène, que llevará a la pantalla algunas de sus propias novelas. En el campo del ensayo, además de la obra de Cheikh Anta Diop, los trabajos y publicaciones del antropólogo Tidiane N'Diaye han adquirido una dimensión mundial.
Las mujeres, por su parte, han sido especialmente activas e incisivas. En 1980, Mariama Bâ describió con gran sensibilidad la sociedad polígama en Une si longue lettre. Aminata Sow Fall, en La Grève des bàttu (1979), muestra que los pequeños no carecen de recursos. Fatou Diome conoció el éxito con Le Ventre de l'Atlantique4 (2004), una novela que describe, a menudo con humor, los sueños de evasión de los jóvenes senegaleses.

### Cine
El cine senegalés está considerado como uno de los más antiguos y dinámicos de África, y sus películas ganan regularmente premios en festivales africanos e internacionales, sobre todo en Europa. La primera película senegalesa data de 1955, por lo que Senegal no esperó a la descolonización para crear películas, y fue sobre todo entre los años 60 y 80 cuando el cine senegalés consolidó su imagen de cine rico.
Afrique sur Seine, realizado en 1955, es un cortometraje de Paulin Soumanou Vieyra, Jacques Mélo Kane y Mamadou Sarr. Aunque Afrique sur Seine no fue la primera película realizada por africanos subsaharianos, fue, y sigue siendo, considerada una piedra angular del cine africano en la medida en que representa las reivindicaciones de los pueblos colonizados para poder desarrollar y controlar su propia imagen en un momento en que la colonización tocaba a su fin. También establece la noción de la diáspora africana, que sigue siendo un tema fuerte en varios cines africanos y caribeños. Aunque fue rodada en Francia, la película está considerada como la primera película senegalesa, ya que fue dirigida, entre otros, por un director senegalés, y su argumento se centra en jóvenes senegaleses que viven en París.

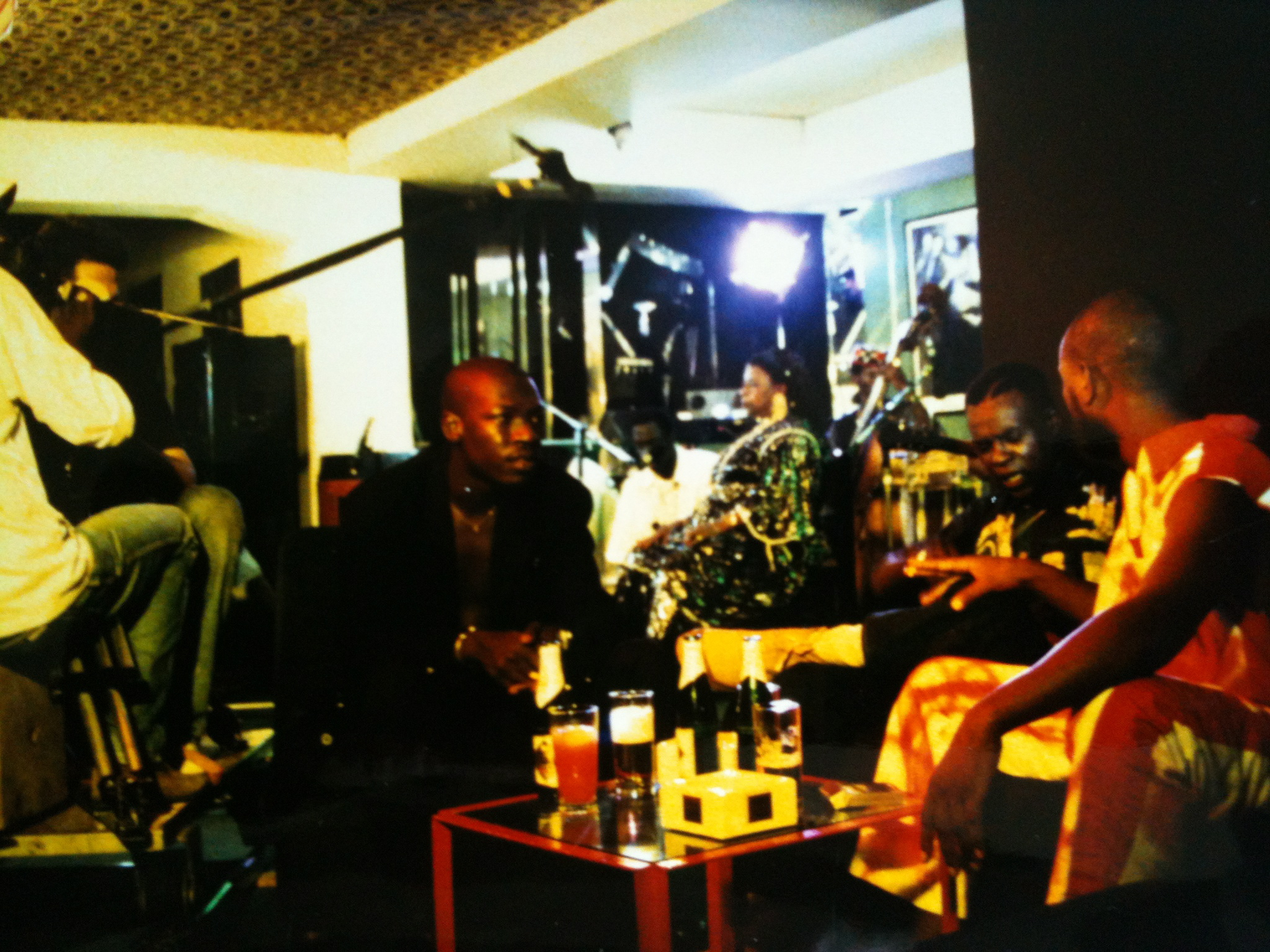
Rodaje de una película en Senegal en 1994

En 1956, tras graduarse en el IDHEC como el primer africano en hacerlo, Paulin Soumanou Vieyra regresó a África con el Groupe Africain de Cinéma, un colectivo no legal que existió entre 1952 y 1966, y más concretamente a Senegal, donde comenzó su carrera como jefe de los noticiarios senegaleses. Desde muy pronto, creó la idea del panafricanismo y participó en la creación de FESPACO. Aprovechó su posición para filmar en Senegal y formar a técnicos y directores, entre ellos Ousmane Sembène. Juntos realizaron su primer cortometraje, Borom Sarret, en 1953.
No fue hasta 1966 cuando Ousmane Sembène realizó el primer largometraje de ficción del África subsahariana, La Noire de..., que ganó el premio Jean Vigo. Entretanto, se habían realizado varios cortometrajes de ficción y documentales que marcaron la pauta del cine senegalés: un cine documental o de ficción que exploraba el realismo social, así como las relaciones con Francia, los antiguos colonos y las secuelas de la colonización dentro de la propia sociedad senegalesa, para contar mejor las realidades del país. Las consignas del cine de la época eran películas baratas, políticas y panafricanas.
El cine senegalés entraba en su edad de oro. Impulsado por las políticas de subvenciones públicas y el éxito internacional de las películas producidas, el entusiasmo del público por estas películas llenó las salas de cine, incluso en Senegal. Las figuras más destacadas fueron Djibril Diop Mambety, cuyo Touki Bouki, de 1973, fue la primera película senegalesa seleccionada en Cannes. Antes que él, Ousmane Sembène ganó el Premio Internacional de la Crítica en el Festival de Venecia. También fue en 1972 cuando Safi Faye debutó en el cine con La passante, abriendo el camino a las cineastas africanas.

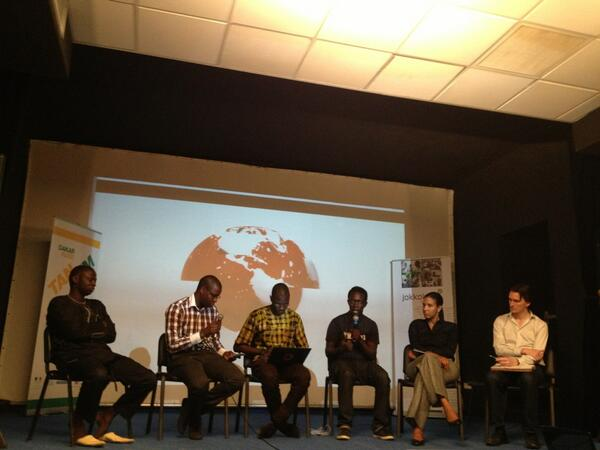
Una sala de cine en el Instituto Francés Léopold Sédar Senghor

En 1999 se inauguró el Festival Internacional de Cine de Barrio de Dakar. A lo largo de los años, el festival se ha convertido en un trampolín para los jóvenes actores y directores senegaleses, pero no ha conseguido frenar el declive de la producción cinematográfica.
A partir de los años 80, el cine senegalés empezó a debilitarse. Las salas cerraron una tras otra y los actores privados y públicos se retiraron. La producción disminuyó. En los años 2000, la producción había descendido a unas dos películas al año, que en cualquier caso tenían dificultades para llegar al público. De hecho, la mayoría de las películas senegalesas ya no son vistas por los propios senegaleses, sino en el extranjero. 
En aquel momento, se calcula que había 5 salas de cine en Dakar. Desde entonces, operadores privados y públicos han reconstruido las salas, pero esto no basta para garantizar la proyección de películas en número suficiente para que su producción sea rentable. Sin embargo, la producción se ha recuperado, y ahora se realizan unas diez películas al año. La generación actual ha vivido el exilio, y los temas del cine senegalés han cambiado: ya no se trata tanto del colonialismo y los cambios de clase y religión en el seno de la sociedad senegalesa como de los que se van, por qué, adónde, y los que se quedan y experimentan la ausencia, como en Atlantique, de Mati Diop, que ganó el Gran Premio de Cannes en 2019.

### Festividades
| Fecha           | Nombre en castellano    | Nombre local                   | Notas                           |
| --------------- | ----------------------- | ------------------------------ | ------------------------------- |
| 1 de enero      | Año Nuevo               | Nouvel An                      |                                 |
| 2 de enero      | Año Nuevo               | El am Hejir Eid-ul-Adha        | Musulmana; puede cambiar de día |
| 29 de enero     | Ashura                  | Muharrum/Dr. Babu Jagjivan Ram | Musulmana; a veces 2 días       |
| 2 de febrero    | Gran Magal de Touba     |                                | Muridista; solo en Touba        |
| 31 de marzo     | Cumpleaños del Profeta  | Eid-Milad Nnabi                | Musulmana; puede cambiar de día |
| 4 de abril      | Día de la Independencia | Anniversaire de l'indépendance | Fiesta Nacional                 |
| 9 de abril      | Lunes de Pascua         | Lundi de Pâques                | Católica y Protestante          |
| 1 de mayo       | Fiesta del Trabajo      | Fête du Travail                |                                 |
| 28 de mayo      | Lunes de Pentecostés    |                                | Católica y protestante          |
| 15 de agosto    | Asunción de María       | Assomption de Marie            | Católica                        |
| 13 de octubre   | Final del Ramadán       |                                | Musulmana; puede cambiar de día |
| 1 de noviembre  | Día de Todos los Santos | Toussaint                      | Católica                        |
| 16 de diciembre | Fiesta del Cordero      | Eid-ul-Adha / Tabaski          | Musulmana; puede cambiar de día |
| 25 de diciembre | Navidad                 | Noël                           | Católica y protestante          |

## Deporte

El estadio Léopold Sédar Senghor durante un partido entre Senegal y Camerún

El fútbol es un deporte muy popular en Senegal. La selección senegalesa de fútbol, cuyos jugadores son conocidos como los «Leones de Teranga», está afiliada a la Federación Senegalesa de Fútbol y a la FIFA desde 1962. En 2002, el equipo se clasificó para la fase final de la Copa Mundial de la FIFA en Corea y Japón. La selección senegalesa venció a Francia (vigente campeona del mundo y de Europa) en el partido inaugural del Mundial y se clasificó para los cuartos de final de la Copa del Mundo por primera vez en su historia al derrotar a Suecia por 2-1, convirtiéndose en la segunda selección africana en alcanzar los cuartos de final después de Camerún en 1990.

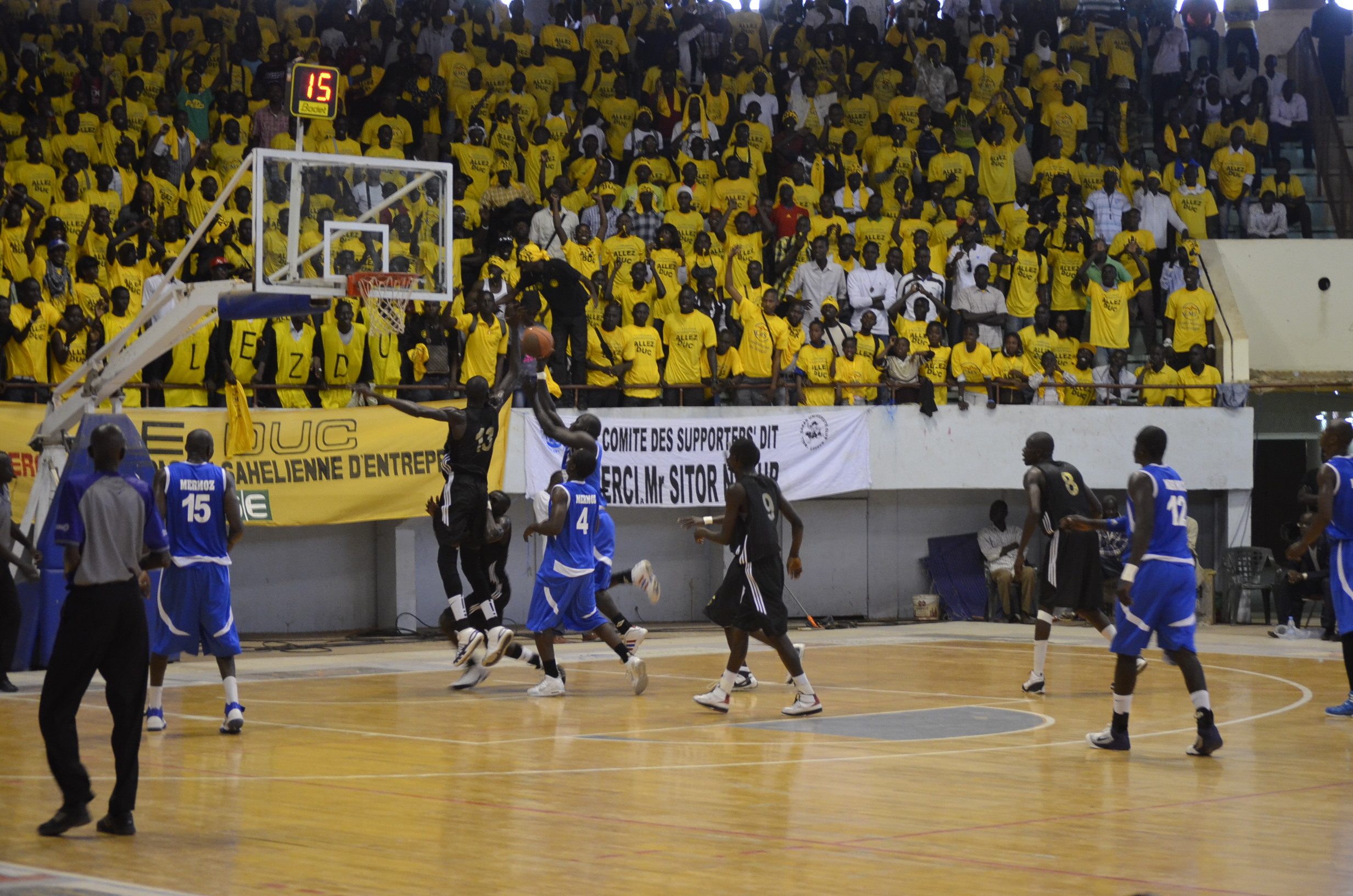
Campeonato nacional de baloncesto masculino en Senegal entre Duc y Mermoz

También participó en el Mundial de 2018, pero no superó la primera ronda. A nivel continental, ganó la Copa Africana de Naciones en 2022 al vencer a Egipto en la final, tras haber llegado a la final en 2002 en Malí contra Camerún y en 2019 en Egipto contra Argelia. Entre los grandes futbolistas de Senegal figuran Sadio Mané, El-Hadji Diouf, Édouard Mendy, Henri Camara, Kalidou Koulibaly, Khalilou Fadiga, Idrissa Gueye, Habib Beye, Tony Sylva, Mamadou Niang, Omar Daf, Ferdinand Coly y, en el pasado, Jules Bocandé, así como el seleccionador Pape Diouf, antiguo presidente del OM. Senegal se proclamó campeón de África (2022) por primera vez en su historia al término de una final que estuvo a la altura de todas sus promesas. Los Leones de la Teranga vencieron a los Faraones en el flamante Estadio Abdoulaye-Wade y se clasificaron para el Mundial de Catar.
La lucha senegalesa tiene sus raíces en la tradición. La lucha senegalesa no ha perdido nada de su popularidad, con combates tan cortos como espectaculares. Este deporte se caracteriza por campeones impresionantes, como Yékini, que en 2005 venció a Tyson, un adversario formidable que ostentaba el título desde hacía casi cinco años, pero que fue derrotado en dos ocasiones por otro peso pesado senegalés, Sérigne Dia, conocido como Bombardier. En este deporte hay ahora importantes intereses económicos en juego. Hoy en día, los honorarios pueden alcanzar cerca de 350.000.000 FCFA, es decir, 750.000 dólares. 

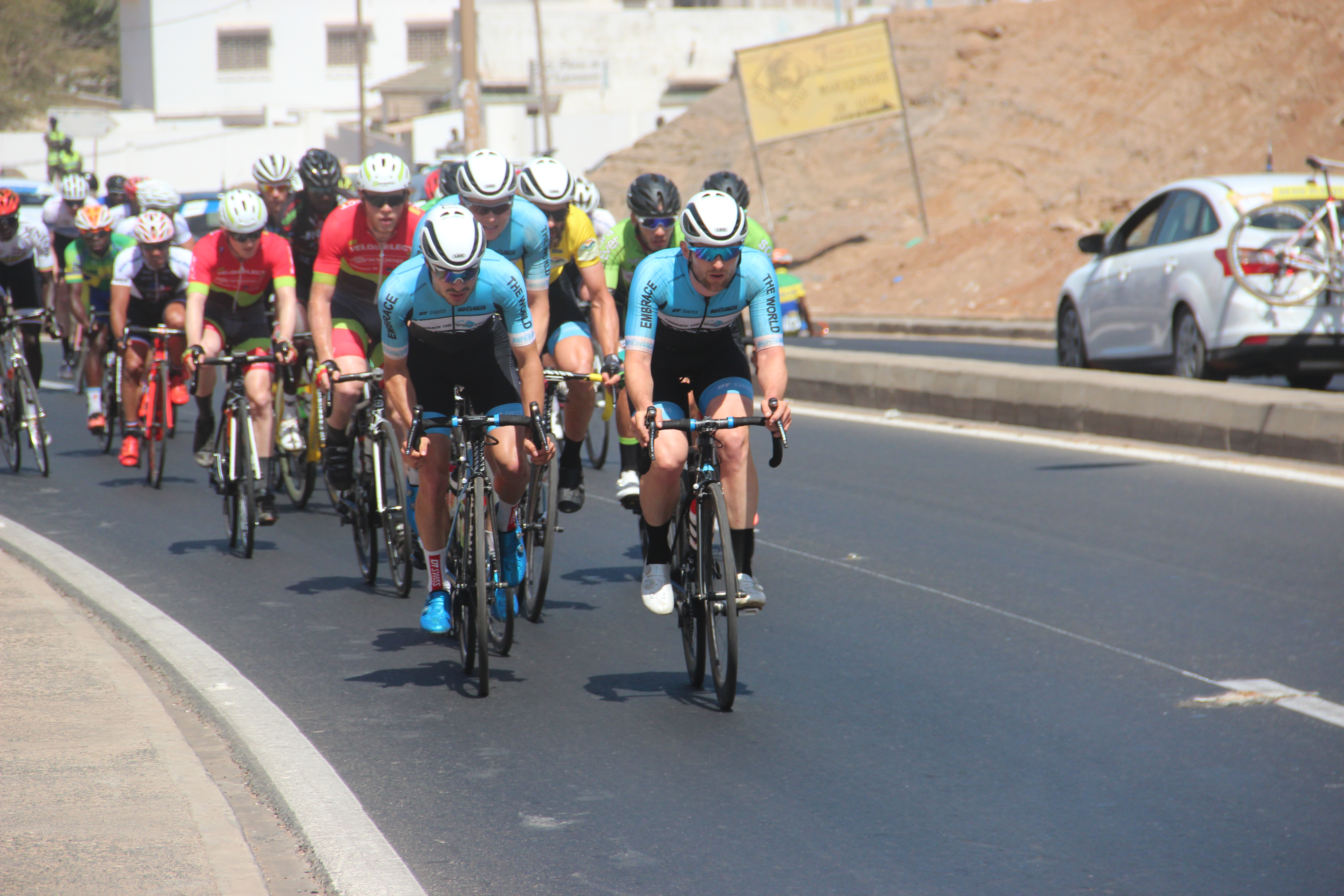
Etapa 8 del Tour de Senegal

Tradición destinada a celebrar el final de la cosecha, la lucha se ha convertido en el deporte nacional, superando incluso al fútbol. Se juega en todas partes: clandestinamente, en terrenos baldíos, en torneos de aficionados y en campeonatos profesionales con cobertura mediática. La versión senegalesa, «con golpe», permite dar puñetazos para sorprender al adversario. Los luchadores son herederos de una cultura: se preparan rociándose con pócimas elaboradas según las recomendaciones de los marabouts.
El boxeo tuvo su apogeo con Battling Siki (1897-1925), campeón del mundo a los 25 años y primer africano en ganar un título mundial de boxeo. Leonard Tavarez (francés pero nacido en Dakar) también fue campeón francés de peso ligero en 1969. Más cerca, Souleymane M'Baye (francés de origen senegalés) se convirtió en campeón francés de los pesos pesados del CMB. Mouhamed Ali Ndiaye  (italiano pero nacido en Senegal) ha ostentado varios títulos internacionales en la categoría de peso pequeño.

Torneo de Tenis en Casamance

Aunque el baloncesto es menos popular que el fútbol, es un deporte muy practicado, impulsado por el éxito de su selección nacional de baloncesto, los Leones de Senegal, y jugadores como DeSagana Diop, Boniface N'Dong, El Kabir Pene, Maleye N'Doye, Xane d'Almeida y Gorgui Dieng, que en 2015, en su primer año con los Leones, fue el máximo anotador y reboteador del torneo. El equipo fue eliminado en semifinales por Nigeria, a la postre ganadora de la competición. Sin olvidar a las valientes leonas (Aya Traoré, Fatou Dieng, Mame-Marie Sy-Diop, Ndèye Sène, Aminata Dièye, Fatoumata Diango, Fatou Binetou Thiam, Bineta Diouf, Mame Diodio Diouf, Awa Guèye, Aminata Nar Diop y Oumoul Khairy Sarr) que, tras ganar la medalla de plata en Líbano en los VI Juegos de la Francofonía en septiembre de 2009, se proclamaron campeonas de la 21.ª Copa Africana de Naciones (CAN) en Madagascar en octubre de 2009. 
También ganaron la última Copa Africana de Naciones en octubre de 2015. Tras ganar la Copa Africana de Naciones de 2015, el Gobierno prometió a las leonas del baloncesto la construcción de un complejo deportivo, cuya inauguración estaba prevista para principios de 2017. En 2016 comenzaron las obras del Palacio Polideportivo en Diamniadio.

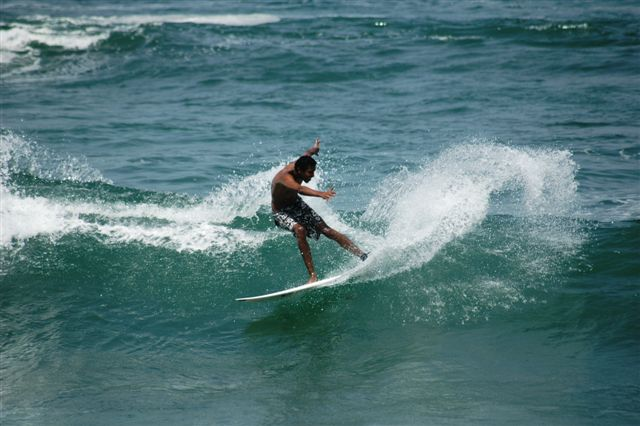
Un surfista en Senegal

Otros deportes también están bien representados: el equipo senegalés de pesca deportiva (Moussa Mbengue, Abdoulaye Kébé, Cyril Calendini, Dominique Dussaut) se proclamó campeón del mundo en 2002 y 2003.
Atraídos por las condiciones climáticas, a menudo suaves, y los recursos costeros, muchos visitantes vienen a disfrutar de deportes náuticos como el submarinismo y el surf, y la reputación de las olas de Almadies y Ouakam está bien consolidada. La aviación de recreo -en particular el vuelo en ultraligero- ofrece un enfoque único del paisaje en una región sin verdaderas montañas.El Cap Skirring y el Sine Saloum son los destinos preferidos.Poco a poco, el skate empieza a cobrar importancia, con asociaciones y torneos y la creación de un skatepark en Dakar.